# Список депутатів Верховної Ради СРСР 4 скликання
Список депутатів IV скликання Верховної Ради СРСР, вибраних 14 березня 1954 року (всього 1347 депутатів: 708 в Раду Союзу, 639 в Раду Національностей), а також дообраних замість вибулих депутатів з липня 1954 року по серпень 1957 року (всього 33 депутати: 20 в Раду Союзу, 13 в Раду Національностей).
| Прізвище, ім'я, по-батькові                | Де обраний                            | Виборчий округ                                        | Палата | Посада | Примітка                          |
| ------------------------------------------ | ------------------------------------- | ----------------------------------------------------- | ------ | --- | --------------------------------- |
| Абабков Тихон Іванович                     | Магаданська область                   | Магаданський                                          | Союзу  | 1-й секретар Магаданського обласного комітету КПРС                                                                                    |                                   |
| Абасов Курбан Абас Кулі огли               | Нахічеванська АРСР                    | Киврахський                                           | Нац.   | начальник дільниці контори буріння № 1 тресту «Гургяннафта»                                                                           |                                   |
| Абашидзе Іраклій Віссаріонович             | Абхазька АРСР                         | Гагрський                                             | Нац.   | письменник, 1-й секретар Спілки радянських письменників Грузинської РСР                                                               |                                   |
| Абдразаков Талгатбек Абдрахманович         | Казахська РСР                         | Молотовський                                          | Нац.   | 1-й секретар ЦК ЛКСМ Казахстану |                                   |
| Абдуллаєв Ільяс Керім огли                 | Нахічеванська АРСР                    | Шахбузський                                           | Нац.   | 1-й заступник голови Ради Міністрів Азербайджанської РСР                                                                              |                                   |
| Абдуллаєва Разія Гасан кизи                | Вірменська РСР                        | Мартунінський                                         | Нац.   | директор середньої школи імені Кірова міста Єревану                                                                                   |                                   |
| Абдуразаков Малік Абдуразакович            | Узбецька РСР                          | Ташкентський-Кіровський міський                       | Нац.   | 1-й секретар Ташкентського міського комітету КПУз.                                                                                    |                                   |
| Абзалон-Саксе Анна Оттівна                 | Латвійська РСР                        | Цесіський                                             | Союзу  | письменниця |                                   |
| Абзулінов Іглік Сеїтович                   | Казахська РСР                         | Амангельдинський                                      | Нац.   | директор м'ясорадгоспу «Дієвський» Аулієкольського району Кустанайської області                                                       |                                   |
| Абідокова Мар'ян Магометівна               | Черкеська автономна область           | Хабезський                                            | Нац.   | ланкова колгоспу імені Сталіна Хабезського району                                                                                     |                                   |
| Абілов Махмуд Абдул Рза огли               | Азербайджанська РСР                   | Нахічеванський                                        | Нац.   | командир 216-ї Азербайджанської стрілецької дивізії Закавказького військового округу, генерал-майор                                   |                                   |
| Абраменко Микола Порфирович                | Білоруська РСР                        | Борисовський                                          | Нац.   | голова виконавчого комітету Мінської обласної ради                                                                                    |                                   |
| Абрасимов Петро Андрійович                 | Білоруська РСР                        | Мозирський міський                                    | Нац.   | 1-й заступник голови Ради Міністрів Білоруської РСР                                                                                   |                                   |
| Абуладзе Етері Бараталівна                 | Аджарська АРСР                        | Хулойський                                            | Нац.   | директор Хулойського жіночого педагогічного училища                                                                                   |                                   |
| Аверлінгене Антоніна Зенонівна             | Литовська РСР                         | Шяуляйський                                           | Нац.   | робітниця Шяуляйського шкіряно-взуттєвого комбінату «Ельняс»                                                                          |                                   |
| Авсієвич Катерина Миколаївна               | Московська область                    | Можайський                                            | Союзу  | ланкова колгоспу «Майское утро» Можайського району                                                                                    |                                   |
| Авхімович Микола Єфремович                 | Білоруська РСР                        | Рогачовський                                          | Нац.   | 2-й секретар ЦК КП Білорусі |                                   |
| Ага Юсуп Алі                               | Туркменська РСР                       | Байрам-Алійський                                      | Нац.   | голова колгоспу «Більшовик» Байрам-Алійського району Марийської області                                                               |                                   |
| Агаєв Сабір Бала Алі огли                  | Азербайджанська РСР                   | Бакинський-Кіровський                                 | Союзу  | бригадир вагранщиків Бакинського трубопрокатного заводу                                                                               |                                   |
| Агкацев Володимир Михайлович               | Північно-Осетинська АРСР              | Північно-Осетинський                                  | Союзу  | 1-й секретар Північно-Осетинського обласного комітету КПРС                                                                            |                                   |
| Адажбаєв Джуманбай                         | Узбецька РСР                          | Кокандський міський                                   | Нац.   | змінний майстер 2-го Кокандського маслозаводу                                                                                         |                                   |
| Адаменко Галина Андріївна                  | Казахська РСР                         | Чуйський                                              | Союзу  | директор Чуйської МТС Чуйського району Джамбульської області                                                                          |                                   |
| Азізов Міргаріфан Замалійович              | Татарська АРСР                        | Ново-Шешмінський                                      | Нац.   | голова Ради Міністрів Татарської АРСР                                                                                                 |                                   |
| Азімова Угулхан                            | Узбецька РСР                          | Наманганський міський                                 | Союзу  | вчителька Наманганської середньої школи                                                                                               |                                   |
| Айні Садриддін Саїдмурадович               | Таджицька РСР                         | Пенджикентський                                       | Нац.   | президент Академії наук Таджицької РСР                                                                                                | помер 15.07.1954                  |
| Айтбаєв Сидикали                           | Киргизька РСР                         | Іссик-Кульський                                       | Нац.   | 1-й секретар Іссик-Кульського обласного комітету КПКир.                                                                               |                                   |
| Акбузов Туребай Акжоливич                  | Казахська РСР                         | Джамбульський                                         | Союзу  | 1-й секретар Джамбульського районного комітету КПКаз.                                                                                 |                                   |
| Акопов Степан Акопович                     | РРФСР                                 | Горьковський                                          | Нац.   | міністр машинобудування СРСР |                                   |
| Акрамова Ібадатхон                         | Узбецька РСР                          | Ферганський                                           | Союзу  | інструктор Маргеланського шовкомотального комбінату                                                                                   |                                   |
| Аламанов Баян                              | Киргизька РСР                         | Караванський                                          | Нац.   | 1-й секретар Джалал-Абадського обласного комітету КПКир.                                                                              |                                   |
| Алекперова Шукюфа Алескер кизи             | Азербайджанська РСР                   | Бакинський-Шаумянський                                | Нац.   | інженер, начальник установки нафтопереробного заводу імені Сталіна                                                                    |                                   |
| Александров Георгій Федорович              | Узбецька РСР                          | Самаркандський міський                                | Нац.   | міністр культури СРСР, директор Інституту філософії АН СРСР                                                                           | повноваження припинені 18.06.1955 |
| Александров Іван Артемович                 | Пензенська область                    | Пензенський міський                                   | Союзу  | слюсар Пензенського годинникового заводу                                                                                              |                                   |
| Александров Микола Михайлович              | Сталінська область                    | Горлівський                                           | Союзу  | член Військової ради Київського військового округу, генерал-майор                                                                     |                                   |
| Александрова Ганна Василівна               | Карело-Фінська РСР                    | Пряжинський                                           | Нац.   | голова колгоспу імені Сталіна Ведлозерського району                                                                                   |                                   |
| Александровська Лариса Помпеївна           | Білоруська РСР                        | Осиповицький                                          | Союзу  | головний режисер Білоруського театру опери і балету, народна артистка СРСР                                                            |                                   |
| Алексєєв Варсонофій Олексійович            | Чуваська АРСР                         | Канашський                                            | Союзу  | 1-й секретар Урмарського районного комітету КПРС                                                                                      |                                   |
| Алексєєв Степан Семенович                  | Тамбовська область                    | Жердєвський                                           | Союзу  | директор Каменської МТС Каменського району                                                                                            |                                   |
| Алексєєва Ганна Антонівна                  | Смоленська область                    | Ярцевський                                            | Союзу  | агроном колгоспу «Путь Ильича» Дорогобузького району                                                                                  |                                   |
| Алексєєва Лідія Іванівна                   | Новосибірська область                 | Новосибірський-Центральний                            | Союзу  | робітниця заводу (м. Новосибірськ) |                                   |
| Алексєєва Тамара Данилівна                 | Чуваська АРСР                         | Шумерлінський                                         | Нац.   | майстер Шумерлінського меблевого комбінату                                                                                            |                                   |
| Алієв Гаджи Касум Шихмурзайович            | Дагестанська АРСР                     | Хасавюртівський                                       | Нац.   | голова Президії Верховної Ради Дагестанської АРСР                                                                                     |                                   |
| Алієв Кара Єсенович                        | Туркменська РСР                       | Куня-Ургенчський                                      | Нац.   | міністр сільського господарства Туркменської РСР                                                                                      |                                   |
| Алієв Муса Мірзойович                      | Азербайджанська РСР                   | Лачинський                                            | Нац.   | президент Академії наук Азербайджанської РСР                                                                                          |                                   |
| Алієв Фірудін Алі огли                     | Азербайджанська РСР                   | Бакинський-Дзержинський                               | Нац.   | машиніст паровоза депо Баладжари | помер 4.06.1957                   |
| Алікулієва Рубаба Алікулі кизи             | Нахічеванська АРСР                    | Нахічеванський сільський                              | Нац.   | ланкова колгоспу імені Леніна Нахічеванського району                                                                                  |                                   |
| Алімов Аріф                                | Узбецька РСР                          | Алмаликський                                          | Союзу  | 1-й секретар Ташкентського обласного комітету КПУз.                                                                                   |                                   |
| Алімов Таїр                                | Дагестанська АРСР                     | Дербентський                                          | Союзу  | народний поет Дагестанської АРСР |                                   |
| Аллахерян Карапет Навасардович             | Вірменська РСР                        | Азізбековський                                        | Нац.   | 1-й секретар Азізбековського районного комітету КПВ                                                                                   |                                   |
| Аллахярли Ісмаїл Бабаяр огли               | Азербайджанська РСР                   | Ленкоранський                                         | Союзу  | 1-й секретар Ленкоранського районного комітету КПАз.                                                                                  |                                   |
| Алфьоров Павло Микитович                   | Ярославська область                   | Тутаєвський                                           | Союзу  | 1-й секретар Ярославського обласного комітету КПРС                                                                                    |                                   |
| Аманова Бурі Фазилівна                     | Узбецька РСР                          | Бухарський міський                                    | Союзу  | 1-й секретар Бухарського міського комітету КПУз.                                                                                      |                                   |
| Амбарцумян Віктор Амазаспович              | Вірменська РСР                        | Ечміадзинський                                        | Союзу  | президент Академії наук Вірменської РСР                                                                                               |                                   |
| Амірасланов Мейбалі Фрідун огли            | Нахічеванська АРСР                    | Джагринський                                          | Нац.   | 1-й заступник голови Ради міністрів Азербайджанської РСР; міністр промисловості товарів широкого вжитку Азербайджанської РСР          |                                   |
| Ананьєва Любов Іванівна                    | Московська область                    | Ногінський                                            | Союзу  | прядильниця Ново-Гребінної фабрики Глуховського бавовняного комбінату імені Леніна                                                    |                                   |
| Ананьєва Марія Данилівна                   | Казахська РСР                         | Талди-Курганський                                     | Нац.   | флотатор збагачувальної фабрики Текелійського поліметалевого комбінату Талди-Курганської області                                      |                                   |
| Ангеліна Парасковія Микитівна              | Сталінська область                    | Макіївський-Совєтський                                | Союзу  | бригадир тракторної бригади Старо-Бешівської МТС Старо-Бешівського району                                                             |                                   |
| Андрєєв Андрій Андрійович                  | РРФСР                                 | Тульсько-Рязанський                                   | Нац.   | член Президії Верховної Ради СРСР |                                   |
| Андріанов Костянтин Семенович              | Якутська АРСР                         | Колимський                                            | Нац.   | головный геолог Верхнє-Індігірського геологорозвідувального управління                                                                | дообраний 24.10.1954              |
| Андріанов Олександр Павлович               | Марійська АРСР                        | Семеновський                                          | Нац.   | старший паровозний машиніст Суслонгерського ліспромгоспу                                                                              |                                   |
| Андріанова Марія Федорівна                 | Ставропольський край                  | Петровський                                           | Союзу  | головний агроном Іпатовської МТС Іпатовського району                                                                                  |                                   |
| Анікіна Марія Андріївна                    | Ульяновська область                   | Радищевський                                          | Союзу  | агроном колгоспу імені Горького Ново-Спаського району                                                                                 |                                   |
| Антипов Петро Тимофійович                  | Карело-Фінська РСР                    | Олонецький                                            | Нац.   | голова колгоспу імені Сталіна Олонецького району                                                                                      |                                   |
| Антипова Ганна Федорівна                   | Тульська область                      | Тульський сільський                                   | Союзу  | голова колгоспу імені Шевченка Алексинського району                                                                                   |                                   |
| Антонов Олексій Інокентійович              | Грузинська РСР                        | Боржомський                                           | Союзу  | командувач військ Закавказького військового округу, генерал армії                                                                     |                                   |
| Антонюк Євдокія Василівна                  | Узбецька РСР                          | Самаркандський сільський                              | Союзу  | головний агроном Самаркандського обласного управління сільського господарства                                                         |                                   |
| Антосяк Георгій Федорович                  | Молдавська РСР                        | Сорокський                                            | Союзу  | голова Молдавської республіканської ради профспілок                                                                                   |                                   |
| Антропов Петро Якович                      | Красноярський край                    | Канський                                              | Союзу  | міністр геології і охорони надр СРСР                                                                                                  |                                   |
| Антропова Тетяна Іванівна                  | Калінінська область                   | Вишньоволоцький                                       | Союзу  | директор Вишньоволоцької середньої школи № 6, заслужений вчитель РРФСР                                                                |                                   |
| Анфалова Іраїда Олександрівна              | Вологодська область                   | Бабаєвський                                           | Союзу  | старший майстер дільниці Пустинського лісопункту Валунського ліспромгоспу                                                             |                                   |
| Аполлова Валентина Федорівна               | Краснодарський край                   | Туапсинський                                          | Союзу  | старший науковий співробітник терапевтичного відділення Сочинського Бальнеологічного НДІ імені Сталіна                                |                                   |
| Аракелян Астхік Саркісівна                 | Вірменська РСР                        | Ленінаканський                                        | Союзу  | робітниця Ленінаканського текстильного комбінату імені Травневого повстання                                                           |                                   |
| Арбузов Олександр Єрмінінгельдович         | Татарська АРСР                        | Казанський-Молотовський                               | Нац.   | голова президії Казанського філіалу Академії наук СРСР                                                                                |                                   |
| Ардзінба Григорій Шагович                  | Абхазька АРСР                         | Калдахварський                                        | Нац.   | голова колгоспу «Дуріпш» села Дуріпш Гудаутського району                                                                              |                                   |
| Аріпов Абдувахоб                           | Таджицька РСР                         | Ленінабадський сільський                              | Нац.   | апаратник хімічного заводу виробничого комбінату Аштського району Ленінабадської області                                              |                                   |
| Арістов Оверкій Борисович                  | Хабаровський край                     | Хабаровський сільський                                | Союзу  | 1-й секретар Хабаровського крайового комітету КПРС                                                                                    |                                   |
| Артем'єв Євген Іванович                    | Алтайський край                       | Каменський                                            | Союзу  | головний конструктор Барнаульського заводу транспортного машинобудування № 77                                                         |                                   |
| Арушанов Паша Асцатурович                  | Нагірно-Карабаська автономна область  | Мардакертський                                        | Нац.   | голова виконавчого комітету Нагірно-Карабаської обласної ради                                                                         |                                   |
| Арушанян Шмавон Мінасович                  | Вірменська РСР                        | Єреванський-Молотовський                              | Нац.   | 1-й секретар Єреванського міського комітету КПВ                                                                                       |                                   |
| Архипова Таїсія Іванівна                   | Курська область                       | Дмитріївський                                         | Союзу  | секретар Курського обласного комітету КПРС                                                                                            |                                   |
| Асильбекова Толиш                          | Казахська РСР                         | Чимкентський сільський                                | Союзу  | ланкова колгоспу імені Ворошилова Пахта-Аральського району Південно-Казахстанської області                                            |                                   |
| Аскеров Ісмаїл Насрулла огли               | Азербайджанська РСР                   | Нахичеванський                                        | Союзу  | 1-й секретар Нахичеванського обласного комітету КПАз.                                                                                 |                                   |
| Асланова Чимназ Абдул Алі кизи             | Нахічеванська АРСР                    | Джульфинський                                         | Нац.   | завідувач відділу з роботи серед жінок ЦК КПАз.                                                                                       |                                   |
| Атаєв Какабай                              | Туркменська РСР                       | Марийський                                            | Союзу  | 1-й секретар Марийського обласного комітету ЦК КП Тур.                                                                                |                                   |
| Атамурадов Курбандурди                     | Туркменська РСР                       | Туркмен-Калінський                                    | Нац.   | голова колгоспу «Красный Октябрь» Туркмен-Калінського району Марийської області                                                       |                                   |
| Аугустінайтіс Владас Юозович               | Литовська РСР                         | Пабрадський                                           | Нац.   | міністр сільського господарства Литовської РСР                                                                                        |                                   |
| Афанасьєв Іларіон Панасович                | Чуваська АРСР                         | Чебоксарський                                         | Нац.   | голова Ради Міністрів Чуваської АРСР                                                                                                  |                                   |
| Ахадова Саїда Акрамівна                    | Таджицька РСР                         | Сталінабадський сільський                             | Нац.   | змінний майстер прядильної фабрики Сталінабадського текстильного комбінату                                                            |                                   |
| Ахазов Тимофій Аркадійович                 | Чуваська АРСР                         | Алатирський                                           | Союзу  | 1-й секретар Чуваського обласного комітету КПРС                                                                                       |                                   |
| Ахмедова Фірангіз Юсіф кизи                | Нахічеванська АРСР                    | Абракуніський                                         | Нац.   | солістка Азербайджанського державного театру опери і балету імені Ахундова                                                            |                                   |
| Ахметкіна Марія Миколаївна                 | Татарська АРСР                        | Кукморський                                           | Союзу  | головний зоотехнік Тюлячинської МТС Тюлячинського району                                                                              |                                   |
| Ахохов Асланбі Нахович                     | Кабардинська АРСР                     | Прохладненський                                       | Нац.   | 2-й секретар Кабардинського обласного комітету КПРС                                                                                   |                                   |
| Ахунбаєв Іса Конойович                     | Киргизька РСР                         | Ляйлякський                                           | Нац.   | голова Президії Киргизького філіалу Академії наук СРСР                                                                                |                                   |
| Бабаджанян Марія Аракелівна                | Вірменська РСР                        | Шаумянський                                           | Нац.   | директор Єреванського склотарного заводу                                                                                              |                                   |
| Бабаєв Сухан Бабайович                     | Туркменська РСР                       | Ташаузький                                            | Союзу  | 1-й секретар ЦК КП Туркменистану |                                   |
| Бабаєвський Семен Петрович                 | Ставропольський край                  | П'ятигорський                                         | Союзу  | письменник |                                   |
| Бабаян Ріма Джавадівна                     | Нагірно-Карабаська автономна область  | Степанакертський                                      | Нац.   | бригадир молодіжної бригади Степанакертської шовкомотальної фабрики                                                                   |                                   |
| Бабич Василь Іванович                      | Кабардинська АРСР                     | Кабардинський                                         | Союзу  | 1-й секретар Кабардинського обласного комітету КПРС                                                                                   |                                   |
| Багдасарян Грант Бахшийович                | Вірменська РСР                        | Кафанський                                            | Нац.   | бурильник Зангезурського рудоуправління (м. Кафан)                                                                                    |                                   |
| Багірова Нуріда Зульфугар кизи             | Азербайджанська РСР                   | Хачмазський                                           | Нац.   | голова Азербайджанського республіканського комітету профспілки працівників культури                                                   |                                   |
| Баграмян Іван Христофорович                | Латвійська РСР                        | Єлгавський                                            | Союзу  | командувач військ Прибалтійського військового округу, генерал армії                                                                   |                                   |
| Бажан Микола Платонович                    | Вінницька область                     | Тульчинський                                          | Союзу  | письменник, 1-й секретар Спілки письменників Української РСР, академік АН УРСР                                                        |                                   |
| Бажунаїшвілі Сулейман Джемалович           | Аджарська АРСР                        | Чаквинський                                           | Нац.   | голова колгоспу імені Сталіна Кобулетського району                                                                                    |                                   |
| Базанова Найля Уразгулівна                 | Казахська РСР                         | Джамбулський                                          | Нац.   | академік-секретар Відділення біологічних і медичних наук АН Казахської РСР                                                            |                                   |
| Байбаков Микола Костянтинович              | Азербайджанська РСР                   | Кіровабадський                                        | Союзу  | міністр нафтової промисловості СРСР                                                                                                   |                                   |
| Байрамов Муса Худа Керім огли              | Азербайджанська РСР                   | Бакинський-Ленінський                                 | Союзу  | завідувач нафтопромислу № 8 об'єднання «Азнафта»                                                                                      |                                   |
| Бакулєв Олександр Миколайович              | Москва                                | Ленінський                                            | Союзу  | президент Академії медичних наук СРСР                                                                                                 |                                   |
| Балагуров Яків Олексійович                 | Карело-Фінська РСР                    | Біломорський міський                                  | Нац.   | завідувач сектору Інституту історії, мови і літератури Карело-Фінського філіалу АН СРСР                                               |                                   |
| Балакіна Варвара Семенівна                 | Ленінград                             | Петроградський                                        | Союзу  | директор Науково-дослідного інституту (НДІ) травматології і ортопедії                                                                 |                                   |
| Баликов Павло Сидорович                    | Хакаська автономна область            | Чорногорський                                         | Нац.   | наваловідбійник шахти № 15 тресту «Хакасвугілля»                                                                                      |                                   |
| Барабашов Микола Павлович                  | Харківська область                    | Харківський-Дзержинський                              | Союзу  | завідувач кафедри астрономії Харківського державного університету імені Горького, академік АН УРСР                                    |                                   |
| Баранов Федір Олексійович                  | Білоруська РСР                        | Волковиський                                          | Союзу  | 1-й секретар Гродненського обласного комітету КПБ                                                                                     |                                   |
| Баранаускас Болесловас Антанович           | Литовська РСР                         | Шяуляйський                                           | Союзу  | голова Литовської республіканської ради профспілок                                                                                    |                                   |
| Барановська Клавдія Дмитрівна              | Латвійська РСР                        | Даугавпілський                                        | Нац.   | інженер-економіст Даугавпілського паровозного депо                                                                                    |                                   |
| Бараташвілі Марія Гервасіївна              | Грузинська РСР                        | Хашурський                                            | Нац.   | поет, драматург |                                   |
| Бардін Іван Павлович                       | Татарська АРСР                        | Казанський-Молотовський                               | Союзу  | віце-президент Академії наук СРСР |                                   |
| Барінова Антоніна Георгіївна               | Хакаська автономна область            | Абаканський                                           | Нац.   | майстер лісозаготовчої дільниці Таштипського ліспромгоспу тресту «Хакасліс»                                                           |                                   |
| Барликпаєва Жамалкан                       | Казахська РСР                         | Семипалатинський                                      | Союзу  | чабан колгоспу «Червоні гірські орли» Урджарського району Семипалатинської області                                                    |                                   |
| Бартушкене Зофія Марцеляус                 | Литовська РСР                         | Тракайський                                           | Нац.   | вчителька Вевіської середньої школи                                                                                                   |                                   |
| Барчуков Іван Михайлович                   | Тульська область                      | Щокинський                                            | Союзу  | голова виконавчого комітету Тульської обласної ради                                                                                   |                                   |
| Басистий Микола Єфремович                  | Грузинська РСР                        | Потійський                                            | Нац.   | 1-й заступник головнокомандувача Військово-морського флоту СРСР, адмірал                                                              |                                   |
| Баскаєв Дзамболат Тимофійович              | Північно-Осетинська АРСР              | Ірафський                                             | Нац.   | голова Ради Міністрів Північно-Осетинської АРСР                                                                                       |                                   |
| Баскаков Михайло Іванович                  | Білоруська РСР                        | Барановицький                                         | Союзу  | міністр внутрішніх справ Білоруської РСР                                                                                              |                                   |
| Батов Павло Іванович                       | Калінінградська область               | Черняховський                                         | Союзу  | командувач 11-ї гвардійської армії Прибалтійського військового округу, генерал-полковник                                              |                                   |
| Батяєв Семен Федорович                     | Мордовська АРСР                       | Больше-Березниковський                                | Нац.   | голова колгоспу «Победа» Кочкуровського району                                                                                        |                                   |
| Бахтадзе Ксенія Єрмолаївна                 | Аджарська АРСР                        | Батумі                                                | Нац.   | завідувачка відділу селекції і насінництва чаю Чаквинської філії Всесоюзного НДІ чаю і субтропічних культур                           |                                   |
| Баширов Гумер Баширович                    | Татарська АРСР                        | Єлабузький                                            | Нац.   | письменник |                                   |
| Бегма Василь Андрійович                    | Хмельницька область                   | Кам'янець-Подільський                                 | Союзу  | 1-й секретар Хмельницького обласного комітету КПУ                                                                                     |                                   |
| Бездомов Григорій Андрійович               | Челябінська область                   | Челябінський сільський                                | Союзу  | голова виконавчого комітету Челябінської обласної ради                                                                                |                                   |
| Бекерєв Георгій Гнатович                   | національні округи                    | Коряцький національний округ                          | Нац.   | голова виконавчого комітету Коряцької окружної ради                                                                                   |                                   |
| Бельська Олена Іванівна                    | Білоруська РСР                        | Молодечненський                                       | Союзу  | колгоспниця колгоспу «Светлый путь» Молодечненського району                                                                           |                                   |
| Беляускас Феліксас Юргович                 | Литовська РСР                         | Мажейкський                                           | Нац.   | завідувач відділу партійних, профспілкових і комсомольських органів ЦК КП Литви                                                       |                                   |
| Беман Ельмар Карлович                      | Латвійська РСР                        | Абренський                                            | Нац.   | 1-й секретар ЦК ЛКСМ Латвії |                                   |
| Бенедиктов Іван Олександрович              | РРФСР                                 | Новосибірський                                        | Нац.   | міністр сільського господарства СРСР                                                                                                  |                                   |
| Бережков Іван Іванович                     | Ленінград                             | Свердловський                                         | Союзу  | бригадир монтажників Балтійського суднобудівного заводу імені Орджонікідзе                                                            |                                   |
| Березін Іван Пилипович                     | Туркменська РСР                       | Марийський міський                                    | Нац.   | професор, завідувач кафедри госпітальної хірургії Туркменського державного медичного інституту                                        |                                   |
| Берідзе Арчил Михайлович                   | Аджарська АРСР                        | Шуахевський                                           | Нац.   | голова Президії Верховної Ради Аджарської АРСР                                                                                        |                                   |
| Бескровнов Петро Максимович                | Харківська область                    | Харківський сільський                                 | Союзу  | командувач військ протиповітряної оборони Донбаського району, генерал-лейтенант                                                       | помер 28.05.1955                  |
| Беспалова Анісія Федорівна                 | Марійська АРСР                        | Сернурський                                           | Союзу  | секретар Хлебниковського районного комітету КПРС                                                                                      |                                   |
| Бещев Борис Павлович                       | РРФСР                                 | Челябінський                                          | Нац.   | міністр шляхів сполучення СРСР |                                   |
| Бєлобородов Іван Федорович                 | Удмуртська АРСР                       | Іжевський-Азінський                                   | Нац.   | секретар парткому КПРС Іжевського машинобудівного заводу                                                                              |                                   |
| Бєлов Олексій Миколайович                  | Калінінська область                   | Кашинський                                            | Союзу  | голова колгоспу «Красный путиловец» Кашинського району                                                                                |                                   |
| Бєлов Павло Олексійович                    | Чкаловська область                    | Бузулуцький                                           | Союзу  | командувач військ Південно-Уральського військового округу, генерал-полковник                                                          |                                   |
| Бєляєв Іван Степанович                     | Карело-Фінська РСР                    | Суоярвський                                           | Нац.   | 1-й заступник голови Ради Міністрів Карело-Фінської РСР                                                                               |                                   |
| Бєляєв Микола Ілліч                        | Алтайський край                       | Барнаульський міський                                 | Союзу  | 1-й секретар Алтайського крайового комітету КПРС                                                                                      |                                   |
| Бєлянський Олександр Олександрович         | Куйбишевська область                  | Кіровський міський                                    | Союзу  | директор Куйбишевського авіаційного заводу № 18                                                                                       |                                   |
| Бизов Олексій Петрович                     | Кара-Калпацька АРСР                   | Турткульський сільський                               | Нац.   | міністр внутрішніх справ Узбецької РСР, генерал-майор                                                                                 |                                   |
| Биков Павло Борисович                      | Москва                                | Октябрьський                                          | Союзу  | токар Московського заводу шліфувальних верстатів                                                                                      |                                   |
| Бикова Тетяна Олександрівна                | Ульяновська область                   | Інзенський                                            | Союзу  | директор свинарського радгоспу «Безводный» Вешкаймського району                                                                       |                                   |
| Билбас Василь Андрійович                   | Узбецька РСР                          | Катта-Курганський                                     | Нац.   | заступник голови Ради Міністрів Узбецької РСР                                                                                         |                                   |
| Бичков Микола Піменович                    | Удмуртська АРСР                       | Сарапульський                                         | Нац.   | директор Тарасовської МТС Камбарського району                                                                                         |                                   |
| Бізунов Сергій Іванович                    | Смоленська область                    | Смоленський міський                                   | Союзу  | голова колгоспу імені Сталіна Починковського району                                                                                   | дообраний 24.06.1956              |
| Бірюзов Сергій Семенович                   | Військовий виборчий округ             |                                                       | Союзу  | головнокомандувач Центральної групи військ, генерал армії                                                                             |                                   |
| Бірюкова Валентина Іванівна                | Калінінградська область               | Калінінградський сільський                            | Союзу  | зоотехнік колгоспу імені Маленкова Гур'євського району                                                                                |                                   |
| Бітуєва Надія Матвіївна                    | національні округи                    | Усть-Ординський Бурят-Монгольський національний округ | Нац.   | завідувач навчальної частини Олойської середньої школи Ехіріт-Булагатського району                                                    |                                   |
| Блаженов Віктор Григорович                 | Москва                                | Дзержинський                                          | Союзу  | старший машиніст депо Москва-Сортувальна Московсько-Рязанської залізниці                                                              |                                   |
| Блягоз Химсад Махмудівна                   | Адигейська автономна область          | Тахтамукайський                                       | Нац.   | вчителька середньої школи Теучежського району                                                                                         |                                   |
| Бобир Ілля Калинович                       | Єврейська автономна область           | Облученський сільський                                | Нац.   | машиніст паровоза депо станції Облуччя Амурської залізниці                                                                            |                                   |
| Боборикін Анастас Лукич                    | Запорізька область                    | Запорізький перший                                    | Союзу  | директор Запорізького заводу «Запоріжсталь»                                                                                           | помер 14.03.1956                  |
| Бобровников Микола Іванович                | Москва                                | Фрунзенський                                          | Союзу  | голова виконавчого комітету Московської міської ради                                                                                  | дообраний 3.03.1957               |
| Богатир Захар Антонович                    | Житомирська область                   | Коростенський                                         | Союзу  | голова виконавчого комітету Житомирської обласної ради                                                                                |                                   |
| Богатирьов Михайло Миколайович             | Карело-Фінська РСР                    | Сегежський міський                                    | Нац.   | начальник паперової фабрики Сегежського целюльозно-паперового комбінату                                                               |                                   |
| Богданов Семен Ілліч                       | Білоруська РСР                        | Вітебський                                            | Нац.   | командувач 7-ї механізованої армії, маршал бронетанкових військ                                                                       |                                   |
| Богданович Віктор Митрофанович             | Білоруська РСР                        | Слуцький                                              | Нац.   | бригадир тракторної бригади Рудобельської МТС Глуського району Мінської області                                                       |                                   |
| Богдашкіна Парасковія Григорівна           | Мордовська АРСР                       | Рибкінський                                           | Нац.   | вчителька початкових класів Мордовсько-Полянської 7-річної школи Старо-Синдровського району                                           |                                   |
| Божок Іван Єгорович                        | Приморський край                      | Приморський                                           | Союзу  | прохідник шахти № 10 тресту «Сучанвугілля»                                                                                            |                                   |
| Бойцов Іван Павлович                       | Ставропольський край                  | Ставропольський                                       | Союзу  | 1-й секретар Ставропольського крайового комітету КПРС                                                                                 |                                   |
| Болсохоєв Данило Степанович                | Бурят-Монгольська АРСР                | Улан-Уденський паровозобудівний                       | Нац.   | голова Ради Міністрів Бурят-Монгольської АРСР                                                                                         |                                   |
| Большаков Дмитро Григорович                | Киргизька РСР                         | Джалал-Абадський                                      | Нац.   | міністр промисловості товарів широкого вжитку Киргизької РСР                                                                          |                                   |
| Большакова Марія Михайлівна                | Владимирська область                  | Гусь-Хрустальний                                      | Союзу  | бригадир-оператор кришталевого заводу (м. Гусь-Хрустальний)                                                                           |                                   |
| Бондар Олексій Георгійович                 | Білоруська РСР                        | Мозирський міський                                    | Союзу  | прокурор Білоруської РСР |                                   |
| Бондарчук Тетяна Миколаївна                | Кабардинська АРСР                     | Майський                                              | Нац.   | 1-й секретар Майського районного комітету КПРС                                                                                        |                                   |
| Боринський Данило Прокопович               | Тернопільська область                 | Тернопільський                                        | Союзу  | голова колгоспу «Заповіт Ілліча» Велико-Борківського району                                                                           |                                   |
| Борисенко Анатолій Семенович               | Балашовська область                   | Хоперський                                            | Союзу  | голова виконавчого комітету Балашовської обласної ради                                                                                |                                   |
| Борисов Олександр Пилипович                | Челябінська область                   | Магнітогорський                                       | Союзу  | директор Магнітогорського металургійного комбінату                                                                                    |                                   |
| Борисов Павло Федорович                    | Білоруська РСР                        | Поставський                                           | Союзу  | голова виконавчого комітету Молодечненської обласної ради                                                                             | дообраний 18.12.1955              |
| Борисов Семен Захарович                    | Якутська АРСР                         | Якутський північний                                   | Союзу  | 1-й секретар Якутського обласного комітету КПРС                                                                                       |                                   |
| Борков Геннадій Андрійович                 | Саратовська область                   | Саратовський-Сталінський                              | Союзу  | 1-й секретар Саратовського обласного комітету КПРС                                                                                    |                                   |
| Бочаров Іван Лазарович                     | Північно-Осетинська АРСР              | Моздоцький                                            | Нац.   | начальник дільниці контори буріння тресту «Малгобекнафта»                                                                             |                                   |
| Боянова Віра Рінчинівна                    | Бурят-Монгольська АРСР                | Баргузинський                                         | Нац.   | міністр охорони здоров'я Бурят-Монгольської АРСР                                                                                      |                                   |
| Брагіна Надія Георгіївна                   | Киргизька РСР                         | Чуйський                                              | Нац.   | головний лікар Токмацької міської дитячої лікарні                                                                                     |                                   |
| Бредюк Микола Никандрович                  | Чернігівська область                  | Щорський                                              | Союзу  | студент Ніжинського технікуму механізації сільського господарства                                                                     |                                   |
| Брежнєв Леонід Ілліч                       | Казахська РСР                         | Алма-Атинський міський                                | Союзу  | 2-й секретар ЦК КП Казахстану |                                   |
| Бринцева Марія Олександрівна               | Кримська область                      | Керченський                                           | Союзу  | виноградар, ланкова радгоспу «Коктебель» Судацького району                                                                            |                                   |
| Бровка Петро Устинович                     | Білоруська РСР                        | Новогрудський                                         | Союзу  | письменник, голова правління Спілки письменників Білоруської РСР                                                                      | дообраний 18.11.1956              |
| Бубновський Микита Дмитрович               | Вінницька область                     | Вінницький міський                                    | Союзу  | 1-й секретар Вінницького обласного комітету КПУ                                                                                       |                                   |
| Будько Яків Калинович                      | Білоруська РСР                        | Поставський                                           | Союзу  | голова виконавчого комітету Ошмянської районної ради                                                                                  | помер 6.09.1955                   |
| Будьонний Семен Михайлович                 | Хмельницька область                   | Шепетівський                                          | Союзу  | інспектор кавалерії Радянської армії, маршал СРСР                                                                                     |                                   |
| Буєвєров Олексій Матвійович                | Вологодська область                   | Велико-Устюзький                                      | Союзу  | голова виконавчого комітету Вологодської обласної ради                                                                                |                                   |
| Булавас Йонас Йонович                      | Литовська РСР                         | Кедайнський                                           | Нац.   | директор Литовської державної селекційної станції (м. Дотнува)                                                                        |                                   |
| Булганін Микола Олександрович              | РРФСР                                 | Московський міський                                   | Нац.   | 1-й заступник голови Ради Міністрів СРСР і міністр оборони СРСР, маршал СРСР                                                          |                                   |
| Бунятян Артавазд Авакович                  | Вірменська РСР                        | Красносельський                                       | Нац.   | заступник голови Ради Міністрів Вірменської РСР                                                                                       | помер 1956                        |
| Бурдаков Олександр Степанович              | Іркутська область                     | Іркутський північний                                  | Союзу  | голова виконавчого комітету Іркутської обласної ради                                                                                  | помер 10.05.1956                  |
| Бурдаков Семен Миколайович                 | Іркутська область                     | Ангарський                                            | Союзу  | начальник Управління будівництва № 16 і Кітойського виправно-трудового табору МВС СРСР, генерал-лейтенант                             |                                   |
| Бурджанадзе Магдана Давидівна              | Грузинська РСР                        | Тбіліський-Орджонікідзевський                         | Нац.   | майстер прядильного цеху Тбіліської шовкоткацької фабрики                                                                             |                                   |
| Буркацька Галина Євгенівна                 | Українська РСР                        | Черкаський                                            | Нац.   | голова колгоспу імені Хрущова Черкаського району Черкаської області                                                                   |                                   |
| Бурчуладзе Марія Івліанівна                | Аджарська АРСР                        | Батумі-Приморський                                    | Нац.   | 1-й заступник міністра освіти Грузинської РСР                                                                                         |                                   |
| Бутенко Григорій Прокопович                | Українська РСР                        | Красноградський                                       | Нац.   | уповноважений Міністерства заготівель СРСР по Українській РСР                                                                         |                                   |
| Бутузов Сергій Михайлович                  | Пензенська область                    | Кузнецький                                            | Союзу  | 1-й секретар Пензенського обласного комітету КПРС                                                                                     |                                   |
| Ваадевітс Йоханна Карлівна                 | Естонська РСР                         | Морський                                              | Нац.   | бригадир Таллінської трикотажної фабрики «Марат»                                                                                      |                                   |
| Вакуленко Марія Петрівна                   | Кіровоградська область                | Знаменський                                           | Союзу  | робітниця 2-го цукрового комбінату імені Петровського Олександрівського району                                                        |                                   |
| Валігура Іван Трохимович                   | Сталінська область                    | Єнакіївський                                          | Союзу  | бригадир вибійників шахти № 1/2 «Красний Октябрь» тресту «Орджонікідзевугілля» (м. Єнакієво)                                          |                                   |
| Варкалн Роберт Фріцевич                    | Латвійська РСР                        | Сталінський                                           | Нац.   | командир 43-ї гвардійської Латишської мотострілецької дивізії, генерал-майор                                                          |                                   |
| Варницька Степанида Іванівна               | Чернівецька область                   | Чернівецький міський                                  | Союзу  | старша бракувальниця Чернівецької текстильної фабрики № 6                                                                             |                                   |
| Васенєва Анфіса Павлівна                   | Кіровська область                     | Яранський                                             | Союзу  | вчителька Кікнурської середньої школи                                                                                                 |                                   |
| Василевська Ванда Львівна                  | Чернігівська область                  | Ніжинський                                            | Союзу  | письменниця |                                   |
| Василевський Олександр Михайлович          | РРФСР                                 | Воронезький                                           | Нац.   | 1-й заступник міністра оборони СРСР, маршал СРСР                                                                                      |                                   |
| Васильєв Роман Гаврилович                  | Якутська АРСР                         | Усть-Майський                                         | Нац.   | голова Ради Міністрів Якутської АРСР                                                                                                  |                                   |
| Васильєв Федір Романович                   | Орловська область                     | Орловський міський                                    | Союзу  | 1-й секретар Орловського обласного комітету КПРС                                                                                      |                                   |
| Васильєва Олена Василівна                  | Карело-Фінська РСР                    | Заріцький                                             | Нац.   | вчителька чоловічої середньої школи № 9 міста Петрозаводська                                                                          |                                   |
| Васькін Василь Тимофійович                 | Туркменська РСР                       | Чаршангинський                                        | Нац.   | міністр внутрішніх справ Туркменської РСР                                                                                             |                                   |
| Васьков Олексій Іванович                   | Черкеська автономна область           | Кіровський                                            | Нац.   | 2-й секретар Ставропольського крайового комітету КПРС                                                                                 |                                   |
| Васягін Семен Петрович                     | Військовий виборчий округ             |                                                       | Нац.   | член Військової ради, начальник Політуправління військ Далекосхідного військового округу, генерал-полковник                           |                                   |
| Вахрушев Георгій Васильович                | Башкирська АРСР                       | Стерлітамакський                                      | Нац.   | голова президії Башкирського філіалу Академії наук СРСР                                                                               |                                   |
| Ваш Іван Михайлович                        | Закарпатська область                  | Хустський                                             | Союзу  | 1-й секретар Закарпатського обласного комітету КПУ                                                                                    |                                   |
| Вашукова Єлизавета Яківна                  | Архангельська область                 | Архангельський-Приморський                            | Союзу  | доярка колгоспу «Новая жизнь» Холмогорського району                                                                                   |                                   |
| Векілов Самед Вургун Юсіф огли             | Азербайджанська РСР                   | Кубинський                                            | Нац.   | азербайджанський поет, драматург, академік АН Азербайджанської РСР                                                                    | помер 27.05.1956                  |
| Величко Василь Миколайович                 | Чернівецька область                   | Хотинський                                            | Союзу  | голова колгоспу «Більшовик» Хотинського району                                                                                        |                                   |
| Велі-заде Алмас Гусейн кизи                | Азербайджанська РСР                   | Бакинський-Октябрський                                | Нац.   | вчителька хімії 176-ї школи Октябрського району міста Баку                                                                            |                                   |
| Венцлова Антанас Томасович                 | Литовська РСР                         | Алітуський                                            | Нац.   | письменник |                                   |
| Вердиш Дмитро Іванович                     | Молдавська РСР                        | Котовський                                            | Нац.   | 1-й секретар Котовського районного комітету КПМ                                                                                       |                                   |
| Вердієва Гілас Шаміль кизи                 | Азербайджанська РСР                   | Євлахський                                            | Союзу  | ланкова колгоспу імені 28 квітня Євлахського району                                                                                   |                                   |
| Вершинін Костянтин Андрійович              | Азербайджанська РСР                   | Бакинський-Ленінський                                 | Нац.   | командувач військ Протиповітряної оборони СРСР, маршал авіації                                                                        |                                   |
| Веселіс Фелікс Феліксович                  | Латвійська РСР                        | Ілукстський                                           | Нац.   | голова колгоспу «Накотне» Акністського району                                                                                         |                                   |
| Вилегжанін Павло Олександрович             | Марійська АРСР                        | Куженерський                                          | Нац.   | комбайнер Юледурської МТС Куженерського району                                                                                        |                                   |
| Вирдилін Василь Харлампійович              | Якутська АРСР                         | Булунський                                            | Нац.   | 1-й секретар Булунського районного комітету КПРС                                                                                      |                                   |
| Виставна Надія Георгіївна                  | Ворошиловградська область             | Старобільський                                        | Союзу  | завідувач дитячого відділення Старобільської міжрайонної лікарні                                                                      |                                   |
| Вишинський Андрій Януарійович              | Латвійська РСР                        | Ленінський                                            | Союзу  | 1-й заступник міністра закордонних справ СРСР, постійний представник СРСР при ООН                                                     | помер 22.11.1954                  |
| Вишневський Дмитро Костянтинович           | Таджицька РСР                         | Джилікульський                                        | Нац.   | міністр внутрішніх справ Таджицької РСР                                                                                               |                                   |
| Виштак Степанида Демидівна                 | Київська область                      | Київський сільський                                   | Союзу  | ланкова колгоспу імені Молотова Гребенківського району                                                                                |                                   |
| Візгалов Федір Андрійович                  | Башкирська АРСР                       | Бєлорєцький                                           | Союзу  | змінний майстер доменного цеху Бєлорєцького металургійного заводу                                                                     | дообраний 25.07.1954              |
| Візгалова Євдокія Федорівна                | Узбецька РСР                          | Ташкентський-Орджонікідзевський міський               | Нац.   | ткаля Ташкентського текстильного комбінату імені Сталіна                                                                              |                                   |
| Вільджюнас Йонас Йонович                   | Литовська РСР                         | Вільнюський західний                                  | Нац.   | голова виконавчого комітету Вільнюської міської ради                                                                                  |                                   |
| Вінкель Лейда Освальдівна                  | Естонська РСР                         | Тапаський                                             | Нац.   | доярка колгоспу «Каардівяелане» Тапаського району                                                                                     |                                   |
| Вірабян Нінель Аветисівна                  | Вірменська РСР                        | Арташатський                                          | Нац.   | агроном Ведінської МТС Ведінського району                                                                                             |                                   |
| Волков Олександр Петрович                  | Московська область                    | Каширський                                            | Союзу  | голова виконавчого комітету Московської обласної ради                                                                                 |                                   |
| Волкова Ніна Олександрівна                 | Челябінська область                   | Копейський                                            | Союзу  | помічник головного інженера тресту «Копейськвугілля»                                                                                  |                                   |
| Волконська Марія Володимирівна             | Калінінська область                   | Калінінський міський                                  | Союзу  | ткаля Калінінської ткацької фабрики імені Ворошилова                                                                                  |                                   |
| Волошин Іван Васильович                    | Іркутська область                     | Черемховський                                         | Союзу  | бригадир кріпильників лави шахти імені Кірова тресту «Кіроввугілля»                                                                   |                                   |
| Волошина Марія Яківна                      | Українська РСР                        | Хмельницький                                          | Нац.   | вчителька Дяківськой 7-річної школи Берездівського району Хмельницької області                                                        |                                   |
| Вольтман Карл Якович                       | Латвійська РСР                        | Резекненський                                         | Союзу  | голова Латвійської республіканської ради профспілок                                                                                   |                                   |
| Вольтовський Борис Іовлевич                | Черкаська область                     | Черкаський                                            | Союзу  | 1-й секретар Черкаського обласного комітету КПУ                                                                                       |                                   |
| Воробйов Володимир Ілліч                   | Кемеровська область                   | Прокоп'євський                                        | Союзу  | начальник комбінату «Кузбасшахтобуд»                                                                                                  |                                   |
| Воробйов Георгій Іванович                  | Ленінградська область                 | Волховський                                           | Союзу  | голова виконавчого комітету Ленінградської обласної ради                                                                              |                                   |
| Воробйов Іван Сергійович                   | Балашовська область                   | Борисоглібський                                       | Союзу  | машиніст паровозного депо Поворіно |                                   |
| Воробйова Марія Федотівна                  | Красноярський край                    | Ачинський                                             | Союзу  | ланкова колгоспу «8 Марта» Боготольського району                                                                                      |                                   |
| Воронов Геннадій Іванович                  | Читинська область                     | Читинський міський                                    | Союзу  | 1-й секретар Читинського обласного комітету КПРС                                                                                      |                                   |
| Воронцов Андрій Митрофанович               | Воронезька область                    | Воронезький міський                                   | Союзу  | токар Воронезького екскаваторного заводу імені Комінтерну                                                                             |                                   |
| Ворончихін Семен Іванович                  | Удмуртська АРСР                       | Кезський                                              | Нац.   | завідувач кафедри факультетської хірургії Іжевського державного медичного інституту                                                   |                                   |
| Ворошилов Климент Єфремович                | Ленінград                             | Кіровський                                            | Союзу  | голова Президії Верховної Ради СРСР                                                                                                   |                                   |
| Габдуллін Малік                            | Казахська РСР                         | Павлодарський                                         | Союзу  | директор Казахського педагогічного інституту імені Абая                                                                               |                                   |
| Габітов Абдулла Гісматуллович              | Кабардинська АРСР                     | Сталінський                                           | Нац.   | міністр внутрішніх справ Кабардинської АРСР                                                                                           |                                   |
| Габовда Терезія Іванівна                   | Закарпатська область                  | Мукачівський                                          | Союзу  | слухачка Мукачівської 3-річної сільськогосподарської школи по підготовці голів колгоспів                                              |                                   |
| Гаврилов Ілля Гаврилович                   | Ленінградська область                 | Виборзький                                            | Союзу  | капітан теплоходу «Вільнюс» |                                   |
| Гаврилюк Ганна Пилипівна                   | Українська РСР                        | Вінницький                                            | Нац.   | лікар-педіатр Тульчинської районної лікарні Вінницької області                                                                        |                                   |
| Гаврищук Григорій Васильович               | Станіславська область                 | Коломийський                                          | Союзу  | керуючий тресту «Станіславліспром» |                                   |
| Гагієв Олексій Давидович                   | Південно-Осетинська автономна область | Знаурський                                            | Нац.   | голова колгоспу імені Леніна Знаурського району                                                                                       |                                   |
| Гаджі-Касумов Мустафа Махмуд огли          | Нахічеванська АРСР                    | Нахічеванський міський                                | Нац.   | завідувач акушеро-гінекологічної кафедри Азербайджанського державного медичного інституту                                             |                                   |
| Гадлія Марія Володимирівна                 | Абхазька АРСР                         | Очамчирський міський                                  | Нац.   | завідувач початкової школи села Тамиші Очамчирського району                                                                           |                                   |
| Гайовий Антон Іванович                     | Запорізька область                    | Запорізький другий                                    | Союзу  | 1-й секретар Запорізького обласного комітету КПУ                                                                                      |                                   |
| Гайовий Тимофій Володимирович              | Полтавська область                    | Полтавський                                           | Союзу  | директор Полтавського паровозоремонтного заводу імені Жданова                                                                         |                                   |
| Галицький Кузьма Микитович                 | Одеська область                       | Первомайський                                         | Союзу  | командувач військ Одеського військового округу, генерал-полковник                                                                     |                                   |
| Галімов Лукман Галімович                   | Башкирська АРСР                       | Белебеєвський                                         | Нац.   | 1-й секретар Єрмекеєвського районного комітету КПРС                                                                                   |                                   |
| Галоян Аслан Акопович                      | Вірменська РСР                        | Алавердський                                          | Нац.   | робітник Алавердського мідноплавильного комбінату                                                                                     |                                   |
| Ганенко Іван Петрович                      | Астраханська область                  | Астраханський міський                                 | Союзу  | 1-й секретар Астраханського обласного комітету КПРС                                                                                   |                                   |
| Гапій Дмитро Гаврилович                    | Дрогобицька область                   | Старо-Самбірський                                     | Союзу  | 1-й секретар Дрогобицького обласного комітету КПУ                                                                                     |                                   |
| Гараєв Міргаріфан Гарайович                | Татарська АРСР                        | Мензелінський                                         | Союзу  | голова Варяш-Башської сільської ради Муслюмовського району                                                                            |                                   |
| Гарєєв Муса Гайсинович                     | Башкирська АРСР                       | Янаульський                                           | Нац.   | командир авіаційного полку, підполковник                                                                                              |                                   |
| Гарковенко Ганна Григорівна                | Воронезька область                    | Калачеєвський                                         | Союзу  | доярка колгоспу «Красный Октябрь» Калачеєвського району                                                                               |                                   |
| Гармаш Дарія Матвіївна                     | Рязанська область                     | Ряжський                                              | Союзу  | директор Рибновської МТС Рибновського району                                                                                          |                                   |
| Гармашов Олександр Хомич                   | Брянська область                      | Бєжицький                                             | Союзу  | директор Брянського паровозобудівного заводу                                                                                          |                                   |
| Гасанова Гизгаїд Салман кизи               | Азербайджанська РСР                   | Сальянський                                           | Нац.   | голова колгоспу імені Тельмана Пушкінського району                                                                                    |                                   |
| Гасанова Шамама Махмудалі кизи             | Азербайджанська РСР                   | Сабірабадський                                        | Союзу  | голова колгоспу «Перше Травня» Карягинського району                                                                                   |                                   |
| Гасумян Анна Артемівна                     | Нагірно-Карабаська автономна область  | Гадрутський                                           | Нац.   | вчителька молодших класів школи села Еділлу Гадрутського району                                                                       |                                   |
| Гафуров Бободжан Гафурович                 | Таджицька РСР                         | Сталінабадський сільський                             | Союзу  | 1-й секретар ЦК КП Таджикистану |                                   |
| Гегешидзе Георгій Андрійович               | Грузинська РСР                        | Сухумський                                            | Союзу  | 1-й секретар Абхазького обласного комітету КПГ                                                                                        |                                   |
| Гедвілас Мечисловас Олександрович          | Литовська РСР                         | Маріямпольський                                       | Нац.   | голова Ради Міністрів Литовської РСР                                                                                                  |                                   |
| Гендріксон Олександр Антонович             | Естонська РСР                         | Ниммеський                                            | Нац.   | голова виконавчого комітету Таллінської міської ради                                                                                  |                                   |
| Генералов Федір Степанович                 | Московська область                    | Коломенський                                          | Союзу  | голова колгоспу імені Сталіна Луховицького району                                                                                     |                                   |
| Георгадзе Лейла Михайлівна                 | Грузинська РСР                        | Тбіліський-Ленінський                                 | Нац.   | співачка Тбіліського державного театру опери і балету імені Паліашвілі                                                                |                                   |
| Георгадзе Михайло Порфирович               | Грузинська РСР                        | Зестафонський                                         | Нац.   | 2-й секретар ЦК КП Грузії |                                   |
| Георгіу Наталія Костянтинівна              | Молдавська РСР                        | Ніспоренський                                         | Нац.   | професор Кишинівського державного медичного інституту                                                                                 |                                   |
| Герасименко Андрій Степанович              | Чернігівська область                  | Чернігівський                                         | Союзу  | голова колгоспу «Всесвітній Жовтень» Чернігівського району                                                                            |                                   |
| Герасимов Сергій Аполінарійович            | Адигейська автономна область          | Майкопський міський                                   | Нац.   | кінорежисер, народний артист СРСР |                                   |
| Гіталов Олександр Васильович               | Українська РСР                        | Кіровоградський                                       | Нац.   | бригадир тракторної бригади Мало-Помічнянської МТС Новоукраїнського району Кіровоградської області                                    |                                   |
| Гладилін Георгій Макарович                 | Курська область                       | Курський міський                                      | Союзу  | старший машиніст паровозного депо Курськ                                                                                              |                                   |
| Гладкий Дмитро Спиридонович                | Молдавська РСР                        | Страшенський                                          | Нац.   | 2-й секретар ЦК КП Молдавії |                                   |
| Говоров Леонід Олександрович               | Військовий виборчий округ             |                                                       | Нац.   | головний інспектор Міністерства оборони СРСР, маршал СРСР                                                                             | помер 19.03.1955                  |
| Гогітідзе Назіко Хасанівна                 | Аджарська АРСР                        | Кобулетський                                          | Нац.   | 2-й секретар Кобулетського районного комітету КП Грузії                                                                               |                                   |
| Гоголь Ганна Григорівна                    | Станіславська область                 | Станіславський                                        | Союзу  | завідувач відділу соціального забезпечення Станіславської обласної ради                                                               |                                   |
| Голіков Михайло Максимович                 | Якутська АРСР                         | Таттинський                                           | Нац.   | бригадир-оленевод колгоспу «Коммунар» Томпонського району                                                                             |                                   |
| Голіков Пилип Іванович                     | Військовий виборчий округ             |                                                       | Нац.   | командувач окремої механізованої армії, генерал-полковник                                                                             |                                   |
| Головко Арсеній Григорович                 | Литовська РСР                         | Тельшяйський                                          | Союзу  | командувач Балтійського флоту, адмірал                                                                                                |                                   |
| Головченко Василь Іванович                 | Краснодарський край                   | Слов'янський                                          | Союзу  | старший механік Старо-Титарівської МТС Темрюцького району                                                                             |                                   |
| Голодушко Захар Михайлович                 | Білоруська РСР                        | Рогачовський                                          | Союзу  | 1-й секретар Гомельського обласного комітету КПБ                                                                                      |                                   |
| Гомля Віра Іванівна                        | Сталінська область                    | Волноваський                                          | Союзу  | ланкова колгоспу імені Сталіна Мар'їнського району                                                                                    |                                   |
| Гончарова Євдокія Павлівна                 | Білоруська РСР                        | Гомельський                                           | Нац.   | агороном колгоспу імені Молотова Вєтковського району Мінської області                                                                 |                                   |
| Горбатов Олександр Васильович              | Вірменська РСР                        | Ленінаканський                                        | Нац.   | командувач Повітрянодесантних військ СРСР, генерал-полковник                                                                          |                                   |
| Горбатюк Іван Маркович                     | Тернопільська область                 | Бучацький                                             | Союзу  | начальник Управління прикордонних військ МВС Українського округу, генерал-лейтенант                                                   | помер 6.03.1957                   |
| Горбунов Тимофій Сазонович                 | Білоруська РСР                        | Поставський                                           | Нац.   | секретар ЦК КП Білорусі |                                   |
| Горбушин Іван Данилович                    | Удмуртська АРСР                       | Глазовський                                           | Союзу  | міністр сільського господарства Удмуртської АРСР                                                                                      |                                   |
| Горіна Клавдія Іванівна                    | Чуваська АРСР                         | Цивільський                                           | Нац.   | вчителька Убеївської середньої школи Красноармєйского району                                                                          |                                   |
| Горкін Олександр Федорович                 | Чуваська АРСР                         | Канашський                                            | Нац.   | заступник секретаря Президії Верховної Ради СРСР                                                                                      |                                   |
| Горовецький Іван Феофанович                | Кіровоградська область                | Олександрійський                                      | Союзу  | машиніст екскаватора Байдаківського вуглерозрізу тресту «Олександріявугілля»                                                          |                                   |
| Горшенін Костянтин Петрович                | Кара-Калпацька АРСР                   | Турткульський міський                                 | Нац.   | міністр юстиції СРСР |                                   |
| Горшков Сергій Георгійович                 | Кримська область                      | Севастопольський                                      | Союзу  | командувач Чорноморського флоту, адмірал                                                                                              |                                   |
| Горячев Федір Степанович                   | Тюменська область                     | Тюменський                                            | Союзу  | 1-й секретар Тюменського обласного комітету КПРС                                                                                      |                                   |
| Гострий Олександр Васильович               | Кримська область                      | Сімферопольський сільський                            | Союзу  | машиніст-інструктор паровозного депо станції Джанкой                                                                                  | дообраний 23.12.1956              |
| Гоцірідзе Отар Давидович                   | Грузинська РСР                        | Батумський                                            | Нац.   | завідувач відділу партійних, профспілкових і комсомольських органів ЦК КП Грузії                                                      |                                   |
| Грасс Олександр Едуардович                 | Латвійська РСР                        | Московський                                           | Нац.   | слюсар Ризького заводу «ВЕФ» |                                   |
| Грен Арнольд Карлович                      | Естонська РСР                         | Таллінський                                           | Союзу  | заступник голови Ради Міністрів Естонської РСР                                                                                        |                                   |
| Гречко Андрій Антонович                    | Військовий виборчий округ             |                                                       | Союзу  | головнокомандувач Групи радянських військ у Німеччині, генерал-полковник                                                              |                                   |
| Гречуха Михайло Сергійович                 | Тернопільська область                 | Бережанський                                          | Союзу  | 1-й заступник голови Ради Міністрів Української РСР                                                                                   |                                   |
| Григоренко Дмитро Тимофійович              | Молотовська область                   | Кізеловський                                          | Союзу  | машиніст врубової машини шахти № 6 «Капітальна» тресту «Кізелвугілля»                                                                 |                                   |
| Григор'єва Олександра Євдокимівна          | Чуваська АРСР                         | Ядринський                                            | Нац.   | вчителька середньої школи Совєтского району                                                                                           |                                   |
| Григорян Єгіше Петросович                  | Нагірно-Карабаська автономна область  | Шушинський                                            | Нац.   | 1-й секретар Нагірно-Карабаського обласного комітету КПАз.                                                                            |                                   |
| Гринчак Євстахій Михайлович                | Дрогобицька область                   | Дрогобицький                                          | Союзу  | буровий майстер контори буріння тресту «Бориславнафта»                                                                                |                                   |
| Гринько Федір Митрофанович                 | Алтайський край                       | Ребрихинський                                         | Союзу  | голова колгоспу імені Молотова Шипуновського району                                                                                   |                                   |
| Гриценко Олександр Васильович              | Каменська область                     | Шахтинський сільський                                 | Союзу  | голова виконавчого комітету Каменської обласної ради                                                                                  |                                   |
| Гришаєнков Федір Архипович                 | Туркменська РСР                       | Ашхабадський-Ленінський                               | Нац.   | 2-й секретар ЦК КП Туркменистану |                                   |
| Гришко Григорій Єлисейович                 | Київська область                      | Білоцерківський                                       | Союзу  | 1-й секретар Київського обласного комітету КПУ                                                                                        |                                   |
| Гришин Віктор Васильович                   | Московська область                    | Орєхово-Зуєвський                                     | Союзу  | 2-й секретар Московського обласного комітету КПРС                                                                                     |                                   |
| Гришин Іван Тимофійович                    | Сталінградська область                | Сталінградський сільський                             | Союзу  | 1-й секретар Сталінградського обласного комітету КПРС                                                                                 |                                   |
| Громов Євген Іванович                      | Ярославська область                   | Ростовський                                           | Союзу  | завідувач відділу партійних, профспілкових і комсомольських органів ЦК КПРС                                                           |                                   |
| Гросул Софія Семенівна                     | Молдавська РСР                        | Тираспольський                                        | Нац.   | маркувальниця Тираспольського консервного заводу імені Першого травня                                                                 |                                   |
| Грушецький Іван Самійлович                 | Українська РСР                        | Ровенський                                            | Нац.   | 1-й секретар Волинського обласного комітету КПУ                                                                                       |                                   |
| Грязнова Юлія Дмитрівна                    | Казахська РСР                         | Акмолинський                                          | Нац.   | головний лікар Акмолинської об'єднаної міської лікарні                                                                                |                                   |
| Губайдулліна Насіма                        | Татарська АРСР                        | Казанський-Ленінський                                 | Союзу  | апаратниця Казанського заводу імені Леніна                                                                                            |                                   |
| Губін Володимир Володимирович              | Казахська РСР                         | Петропавловський                                      | Союзу  | міністр внутрішніх справ Казахської РСР                                                                                               |                                   |
| Губін Костянтин Олександрович              | Киргизька РСР                         | Фрунзенський-Свердловський                            | Нац.   | головний редактор газети «Известия»                                                                                                   |                                   |
| Гудайтіс-Гузявічюс Олександр Августович    | Литовська РСР                         | Утенський                                             | Союзу  | міністр культури Литовської РСР |                                   |
| Гудирьов Панас Миколайович                 | національні округи                    | Ненецький національний округ                          | Нац.   | 1-й секретар Ненецького окружного комітету КПРС                                                                                       |                                   |
| Гудкова Віра Іванівна                      | Пензенська область                    | Нижньо-Ломовський                                     | Союзу  | агроном колгоспу імені Ленінського Комсомолу Замєтчинського району                                                                    |                                   |
| Гуліа Дмитро Йосипович                     | Абхазька АРСР                         | Гудаутський                                           | Нац.   | народний поет Абхазії, старший науковий співробітник Абхазького інституту мови, літератури і історії АН Грузинської РСР               |                                   |
| Гулієва Ольга Максимівна                   | Південно-Осетинська автономна область | Сталінірський сільський                               | Нац.   | вчителька Ксуїської середньої школи Сталінірського району                                                                             |                                   |
| Гуніна Любов Миколаївна                    | Ярославська область                   | Ярославський сільський                                | Союзу  | голова колгоспу «Красный коллективист» Некрасовського району                                                                          |                                   |
| Гунія Автанділ Леванович                   | Грузинська РСР                        | Сталінірський                                         | Нац.   | міністр культури Грузинської РСР |                                   |
| Гуреєв Микола Михайлович                   | Хмельницька область                   | Старо-Костянтинівський                                | Союзу  | 1-й заступник голови Ради Міністрів Української РСР                                                                                   | дообраний 12.06.1955              |
| Гусаров Микола Іванович                    | Тульська область                      | Єфремовський                                          | Союзу  | 1-й секретар Тульського обласного комітету КПРС                                                                                       |                                   |
| Гусєв Михайло Ілліч                        | Кемеровська область                   | Кемеровський                                          | Союзу  | 1-й секретар Кемеровського обласного комітету КПРС                                                                                    |                                   |
| Гуськов Анатолій Михайлович                | Азербайджанська РСР                   | Нухинський                                            | Союзу  | міністр внутрішніх справ Азербайджанської РСР                                                                                         |                                   |
| Гусятникова Парасковія Василівна           | Київська область                      | Київський-Молотовський                                | Союзу  | начальник цеху товарів широкого вжитку Київського заводу «Укркабель»                                                                  |                                   |
| Гуцу Михайло Митрофанович                  | Молдавська РСР                        | Сорокський                                            | Нац.   | голова колгоспу імені Леніна Сорокського району                                                                                       |                                   |
| Дагіров Набі Садикович                     | Дагестанська АРСР                     | Махачкалинський сільський                             | Нац.   | художній керівник Дагестанського державного ансамблю пісні і танцю                                                                    |                                   |
| Данилов Михайло Данилович                  | Марійська АРСР                        | Моркінський                                           | Нац.   | директор Поволзького лісотехнічного інституту імені Горького                                                                          |                                   |
| Даніялов Абдурахман Даніялович             | Дагестанська АРСР                     | Махачкалинський                                       | Союзу  | 1-й секретар Дагестанського обласного комітету КПРС                                                                                   |                                   |
| Даян Вікторія Аванесівна                   | Вірменська РСР                        | Єреванський-Спандарянський                            | Нац.   | завідувач навчальної частини середньої школи імені Л. М. Кагановича міста Єревана                                                     |                                   |
| Дгебуадзе Ніна Калістратівна               | Грузинська РСР                        | Зугдідський                                           | Нац.   | старший науковий співробітник Зугдідської філії Всесоюзного НДІ чаю і субтропічних культур                                            |                                   |
| Дементьєв Петро Васильович                 | Башкирська АРСР                       | Уфимський міський                                     | Союзу  | міністр авіаційної промисловості СРСР                                                                                                 |                                   |
| Демиденко Михайло Єфремович                | Омська область                        | Омський сільський                                     | Союзу  | голова виконавчого комітету Омської обласної ради                                                                                     |                                   |
| Демісевічюс Вацловас Феліксович            | Литовська РСР                         | Таурагський                                           | Нац.   | голова колгоспу «Раудонойі вілява» Шилутського району                                                                                 |                                   |
| Демчишина Дарія Іванівна                   | Миколаївська область                  | Баштанський                                           | Союзу  | комбайнерка Миколаївської МТС Казанківського району                                                                                   |                                   |
| Денекін Іван Гнатович                      | Хабаровський край                     | Нижньо-Амурський                                      | Союзу  | бригадир риболовецького колгоспу «Рассвет Севера» Охотського району                                                                   |                                   |
| Денисенко Олексій Іванович                 | Ровенська область                     | Дубнівський                                           | Союзу  | 1-й секретар Ровенського обласного комітету КПУ                                                                                       |                                   |
| Денисов Віктор Миколайович                 | Литовська РСР                         | Вільнюський східний                                   | Нац.   | директор заводу (м. Вільнюс) |                                   |
| Денисов Георгій Аполінарійович             | Курганська область                    | Курганський                                           | Союзу  | 1-й секретар Курганського обласного комітету КПРС                                                                                     |                                   |
| Джавахішвілі Гіві Дмитрович                | Грузинська РСР                        | Батумський                                            | Союзу  | голова Ради Міністрів Грузинської РСР                                                                                                 |                                   |
| Джакіпов Сейтгалій                         | Казахська РСР                         | Алма-Атинський сільський                              | Нац.   | 1-й секретар Алма-Атинського обласного комітету КПКаз.                                                                                |                                   |
| Джанджгава Володимир Миколайович           | Військовий виборчий округ             |                                                       | Нац.   | командир 79-го стрілецького корпусу Групи радянських військ у Німеччині, генерал-лейтенант                                            |                                   |
| Джанелідзе Тамаз Віссаріонович             | Аджарська АРСР                        | Батумі-Фрунзенський                                   | Нац.   | 1-й секретар ЦК ЛКСМ Грузії |                                   |
| Джапаров Овезмамед                         | Туркменська РСР                       | Тедженський                                           | Нац.   | голова колгоспу «Сталинский путь» Тедженського району Ашхабадської області                                                            |                                   |
| Джохадзе Марія Миколаївна                  | Грузинська РСР                        | Горійський                                            | Союзу  | інженер-технолог Горійського хлібозаводу                                                                                              |                                   |
| Джумаєв Сайдалі                            | Таджицька РСР                         | Гармський                                             | Союзу  | 1-й секретар Гармського обласного комітету КПТадж                                                                                     |                                   |
| Джумаєва Махпірат                          | Узбецька РСР                          | Каршинський                                           | Нац.   | секретар Каршинського районного комітету КПУз. Кашка-Дар'їнської області                                                              |                                   |
| Джумаєва Огулгельди                        | Туркменська РСР                       | Чарджоуський                                          | Союзу  | голова колгоспу імені Калініна Халачського району Чарджоуської області                                                                |                                   |
| Джуманазаров Матеке                        | Кара-Калпацька АРСР                   | Кегейлінський                                         | Нац.   | голова Президії Верховної Ради Кара-Калпацької АРСР                                                                                   |                                   |
| Джурабаєв Мурат Надирович                  | Узбецька РСР                          | Бухарський міський                                    | Нац.   | 1-й секретар Бухарського обласного комітету КПУз.                                                                                     |                                   |
| Джураєв Гайім                              | Узбецька РСР                          | Каршинський                                           | Союзу  | механік 1-ї Каршинської МТС Каршинського району Кашка-Дар'їнської області                                                             |                                   |
| Джураєв Мухидін                            | Таджицька РСР                         | Захматабадський                                       | Нац.   | голова колгоспу імені Маленкова Захматабадського району                                                                               |                                   |
| Джураєва Робія                             | Таджицька РСР                         | Ленінабадський сільський                              | Союзу  | завідувач навчальної частини Канібадамської 7-річної школи імені Ворошилова                                                           |                                   |
| Дигай Микола Олександрович                 | Татарська АРСР                        | Тетюшський                                            | Союзу  | міністр будівництва СРСР |                                   |
| Дикань Василь Павлович                     | Українська РСР                        | Харківський                                           | Нац.   | токар цеху приладів Харківського тракторного заводу імені Орджонікідзе                                                                |                                   |
| Динін Олександр Миколайович                | Алтайський край                       | Бійський                                              | Союзу  | головний лікар Бійської міської лікарні, хірург                                                                                       |                                   |
| Діджуліс Кароліс Криступович               | Литовська РСР                         | Каунаський сільський                                  | Нац.   | голова Верховного Суду Литовської РСР                                                                                                 |                                   |
| Дікамбаєв Кази Дікамбайович                | Киргизька РСР                         | Фрунзенський міський                                  | Союзу  | 1-й секретар Фрунзенського обласного комітету КПКир.                                                                                  |                                   |
| Діордіца Олександр Пилипович               | Молдавська РСР                        | Фалештський                                           | Нац.   | міністр фінансів Молдавської РСР |                                   |
| Длугашевський Костянтин Наумович           | Білоруська РСР                        | Мінський міський                                      | Нац.   | голова виконавчого комітету Мінської міської ради                                                                                     |                                   |
| Дмитрієва Тетяна Парфенівна                | Якутська АРСР                         | Вілюйський                                            | Нац.   | головний лікар Якутського дитячого кістковотуберкульозного санаторію                                                                  |                                   |
| Добіна Ганна Юхимівна                      | Тамбовська область                    | Моршанський                                           | Союзу  | ткаля Моршанської суконної фабрики |                                   |
| Догдуров Мухамед                           | Киргизька РСР                         | Кизил-Аскерський                                      | Нац.   | голова Киргизької республіканської ради професійних спілок                                                                            |                                   |
| Додхудоєв Назаршо                          | Таджицька РСР                         | Кокташський                                           | Нац.   | голова Президії Верховної Ради Таджицької РСР                                                                                         |                                   |
| Додь Феодосій Леонтійович                  | Ровенська область                     | Костопільський                                        | Союзу  | голова виконавчого комітету Ровенської обласної ради                                                                                  |                                   |
| Доронін Павло Іванович                     | Смоленська область                    | Смоленський сільський                                 | Союзу  | 1-й секретар Смоленського обласного комітету КПРС                                                                                     |                                   |
| Досжанова Таттігуль                        | Казахська РСР                         | Туркестанський                                        | Союзу  | транспортувальниця збагачувальної фабрики Ачисайського поліметалевого комбінату Південно-Казахстанської області                       |                                   |
| Доспаєва Балганим Нуртасівна               | Казахська РСР                         | Гур'ївський                                           | Нац.   | майстер нафтопромислу «Байчунас» Гур'ївської області                                                                                  |                                   |
| Дружинін Володимир Миколайович             | Херсонська область                    | Каховський                                            | Союзу  | 1-й секретар Херсонського обласного комітету КПУ                                                                                      |                                   |
| Дубінкін Павло Семенович                   | Пензенська область                    | Сердобський                                           | Союзу  | 1-й секретар Сердобського районного комітету КПРС                                                                                     |                                   |
| Дубковецький Федір Іванович                | Черкаська область                     | Уманський                                             | Союзу  | голова колгоспу «Здобуток Жовтня» Тальнівського району                                                                                |                                   |
| Дудін Юрій Іванович                        | Хмельницька область                   | Хмельницький сільський                                | Союзу  | постійний представник Ради Міністрів Української РСР при Раді Міністрів СРСР                                                          |                                   |
| Дукежек Сат Шангир-Оолівна                 | Тувинська автономна область           | Шагонарський                                          | Нац.   | вчителька Шагонарської середньої школи                                                                                                |                                   |
| Дурдиєва Нурджамал                         | Туркменська РСР                       | Сталінський                                           | Нац.   | секретар ЦК КП Туркменистану |                                   |
| Духанін Юхим Іванович                      | Каменська область                     | Шахтинський                                           | Союзу  | машиніст врубової машини шахти імені ОДПУ тресту «Нєсвєтайантрацит»                                                                   |                                   |
| Душамбєєва Ширінмо                         | Горно-Бадахшанська автономна область  | Хорогський                                            | Нац.   | вчителька 7-річної школи Шугнанського району                                                                                          |                                   |
| Дьогтєв Степан Іванович                    | Комі АРСР                             | Печорський                                            | Союзу  | начальник комбінату «Воркутавугілля»                                                                                                  |                                   |
| Дюдяєв Микола Васильович                   | Рязанська область                     | Сасовський                                            | Союзу  | голова колгоспу імені Сталіна Конобеєвського району                                                                                   |                                   |
| Дядюренко Ганна Василівна                  | Казахська РСР                         | Уральський                                            | Нац.   | доярка колгоспу імені Мічуріна Теректинського району Західно-Казахстанської області                                                   |                                   |
| Дякун Юлія Іллівна                         | Українська РСР                        | Дрогобицький                                          | Нац.   | вчителька середньої школи № 2 міста Дрогобича                                                                                         |                                   |
| Ейхфельд Йоган Гансович                    | Естонська РСР                         | Тартуський                                            | Союзу  | президент Академії наук Естонської РСР                                                                                                |                                   |
| Еолян Рубен Осипович                       | Вірменська РСР                        | Ахтинський                                            | Нац.   | професор Єреванського державного медичного інституту                                                                                  | помер 1.07.1955                   |
| Еренбург Ілля Григорович                   | Латвійська РСР                        | Даугавпілський                                        | Союзу  | письменник |                                   |
| Ерсариєв Оразгельди                        | Туркменська РСР                       | Ільялінський                                          | Нац.   | голова колгоспу імені Тельмана Ленінського району Ташаузської області                                                                 |                                   |
| Євдокимова Олександра Іванівна             | Костромська область                   | Шар'їнський                                           | Союзу  | голова колгоспу «Пятилетка» Костромського району                                                                                      |                                   |
| Євсєєв Михайло Карпович                    | Харківська область                    | Ізюмський                                             | Союзу  | 1-й секретар Лозівського районного комітету КПУ                                                                                       |                                   |
| Євсєєв Олексій Ілліч                       | Таджицька РСР                         | Хорогський                                            | Нац.   | начальник прикордонної застави МВС, капітан                                                                                           |                                   |
| Єгерманіс Яніс Єкабович                    | Латвійська РСР                        | Ризький сільський                                     | Нац.   | завідувач хірургічного відділення 1-ї Ризької міської клінічної лікарні                                                               |                                   |
| Єгоров Іван Степанович                     | Московська область                    | Дмитровський                                          | Союзу  | голова колгоспу «Победа» села Настасьїно Дмитровського району                                                                         |                                   |
| Єгоров Олександр Миколайович               | Карело-Фінська РСР                    | Петрозаводський                                       | Союзу  | 1-й секретар ЦК КП Карело-Фінської РСР                                                                                                |                                   |
| Єгоров Олексій Андрійович                  | Калузька область                      | Кіровський                                            | Союзу  | голова виконавчого комітету Калузької обласної ради                                                                                   |                                   |
| Єгорова Єлизавета Миколаївна               | Ленінградська область                 | Ленінградський сільський                              | Союзу  | бригадир рільничої бригади радгоспу «Ручьи» Всеволозького району                                                                      |                                   |
| Єдакін Микола Микитович                    | Архангельська область                 | Няндомський                                           | Союзу  | шофер лісовозної машини Красновського ліспромгоспу                                                                                    |                                   |
| Єлагін Микола Васильович                   | Казахська РСР                         | Акмолинський                                          | Союзу  | начальник Карагандинської залізниці                                                                                                   |                                   |
| Ємельянов Іван Абрамович                   | Горьковська область                   | Семенівський                                          | Союзу  | голова колгоспу імені Тимирязєва Городецького району                                                                                  |                                   |
| Ємцов Василь Якович                        | Узбецька РСР                          | Турткульський                                         | Нац.   | заступник голови Президії Верховної Ради Узбецької РСР                                                                                |                                   |
| Єнютін Георгій Васильович                  | Каменська область                     | Каменський                                            | Союзу  | 1-й секретар Каменського обласного комітету КПРС                                                                                      |                                   |
| Єпішев Олексій Олексійович                 | Одеська область                       | Котовський                                            | Союзу  | 1-й секретар Одеського обласного комітету КПУ                                                                                         |                                   |
| Єр Шомахмад                                | Горно-Бадахшанська автономна область  | Ванчський                                             | Нац.   | голова колгоспу імені Мікояна |                                   |
| Єременко Андрій Іванович                   | Ростовська область                    | Новочеркаський                                        | Союзу  | командувач військ Північно-Кавказького військового округу, генерал армії                                                              |                                   |
| Єрмаков Петро Пафнутійович                 | Рязанська область                     | Рязанський сільський                                  | Союзу  | директор Рязанського верстатобудівного заводу                                                                                         |                                   |
| Єрошкін Павло Гаврилович                   | Дніпропетровська область              | Дніпродзержинський                                    | Союзу  | начальник 3-го мартенівського цеху Дніпровського металургійного заводу імені Дзержинського                                            |                                   |
| Єфимчук-Дячук Уляна Василівна              | Ровенська область                     | Ровенський                                            | Союзу  | заступник голови виконавчого комітету Ровенської обласної ради                                                                        |                                   |
| Єфімов Павло Іванович                      | Військовий виборчий округ             |                                                       | Союзу  | член Військової ради Групи радянських військ в Німеччині, генерал-полковник                                                           |                                   |
| Єфімова Віра Григорівна                    | Чуваська АРСР                         | Урмарський                                            | Нац.   | міністр охорони здоров'я Чуваської АРСР                                                                                               |                                   |
| Єфремов Леонід Миколайович                 | Курська область                       | Касторенський                                         | Союзу  | 1-й секретар Курського обласного комітету КПРС                                                                                        |                                   |
| Єфремов Михайло Тимофійович                | Куйбишевська область                  | Чапаєвський                                           | Союзу  | 1-й секретар Куйбишевського обласного комітету КПРС                                                                                   |                                   |
| Єфремов Олександр Єфремович                | Татарська АРСР                        | Тетюшський                                            | Нац.   | директор Буїнської МТС Буїнського району                                                                                              |                                   |
| Жаворонков Василь Гаврилович               | Мордовська АРСР                       | Темниковський                                         | Нац.   | міністр державного контролю СРСР |                                   |
| Жам'янова Хундажап                         | Бурят-Монгольська АРСР                | Єравнинський                                          | Нац.   | чабан колгоспу імені Сталіна Хоринського району                                                                                       |                                   |
| Жданов Леонід Опанасович                   | Ростовська область                    | Ростовський сільський                                 | Союзу  | науковий керівник Донської дослідно-селекційної станції маслинних культур, академік ВАСХНІЛ                                           |                                   |
| Жегалін Іван Кузьмич                       | Грозненська область                   | Грозненський міський                                  | Союзу  | 1-й секретар Грозненського обласного комітету КПРС                                                                                    |                                   |
| Желтов Олексій Сергійович                  | Молдавська РСР                        | Оргіївський                                           | Союзу  | начальник Головного політичного управління Міністерства оборони СРСР, генерал-полковник                                               |                                   |
| Жемеліте Ядвіга Алексо                     | Литовська РСР                         | Кретингський                                          | Нац.   | завідувач навчальної частини Скуодаської середньої школи                                                                              |                                   |
| Жиба Забет Мустафович                      | Абхазька АРСР                         | Ткварчелський                                         | Нац.   | бригадир наваловідбійників шахти імені Сталіна тресту «Ткварчелвугілля»                                                               |                                   |
| Жибуркус Іван Йосипович                    | Литовська РСР                         | Клайпедський                                          | Союзу  | командувач 16-ї Литовської стрілецької дивізії, генерал-майор                                                                         |                                   |
| Жигарєв Павло Федорович                    | Військовий виборчий округ             |                                                       | Нац.   | головнокомандувач Військово-повітряниї сил СРСР, заступник міністра оборони СРСР, маршал авіації                                      |                                   |
| Жилкибаєва Букош                           | Киргизька РСР                         | Токтогульський                                        | Нац.   | вчителька Токтогульської середньої школи імені Сталіна Джалал-Абадської області                                                       |                                   |
| Жимерін Дмитро Георгійович                 | Новосибірська область                 | Новосибірський-Кіровський                             | Союзу  | 1-й заступник міністра електростанцій і електропромисловості СРСР                                                                     |                                   |
| Жук Сергій Якович                          | Полтавська область                    | Кременчуцький                                         | Союзу  | академік АН СРСР, директор проектного інституту «Гідропроект»                                                                         | помер 1.03.1957                   |
| Жуков Георгій Костянтинович                | Свердловська область                  | Нижньо-Тагільський                                    | Союзу  | 1-й заступник міністра оборони СРСР, маршал СРСР                                                                                      |                                   |
| Жуков Костянтин Павлович                   | Липецька область                      | Усманський                                            | Союзу  | 1-й секретар Липецького обласного комітету КПРС                                                                                       |                                   |
| Жуков Олександр Якович                     | Чкаловська область                    | Бугурусланський                                       | Союзу  | голова виконавчого комітету Чкаловської обласної ради                                                                                 |                                   |
| Журавльов Олексій Петрович                 | Московська область                    | Балашихінський                                        | Союзу  | сталевар заводу «Електросталь» |                                   |
| Журін Микола Іванович                      | Казахська РСР                         | Молотовський                                          | Союзу  | 1-й секретар Акмолинського обласного комітету КПКаз.                                                                                  |                                   |
| Загафуранов Файзрахман Загафуранович       | Башкирська АРСР                       | Бєлорєцький                                           | Нац.   | голова Президії Верховної Ради Башкирської АРСР                                                                                       |                                   |
| Зайцев Василь Васильович                   | Чуваська АРСР                         | Чкаловський                                           | Нац.   | голова колгоспу імені Ворошилова Яльчицького району                                                                                   |                                   |
| Зайцева Надія Василівна                    | Башкирська АРСР                       | Черниковський                                         | Союзу  | доярка колгоспу «Путь Ленина» Іглінського району                                                                                      |                                   |
| Закірова Мадіна Закірівна                  | Башкирська АРСР                       | Дуванський                                            | Союзу  | колгоспниця колгоспу імені Куйбишева Балтачевського району                                                                            |                                   |
| Закурдаєв Василь Іванович                  | Мордовська АРСР                       | Саранський                                            | Союзу  | 1-й секретар Мордовського обласного комітету КПРС                                                                                     |                                   |
| Замчевський Іван Костянтинович             | Ленінград                             | Невський                                              | Союзу  | 1-й секретар Ленінградського міського комітету КПРС                                                                                   |                                   |
| Заробян Яків Микитович                     | Вірменська РСР                        | Горіський                                             | Нац.   | секретар ЦК КП Вірменії |                                   |
| Засядько Олександр Федорович               | Сталінська область                    | Чистяковський                                         | Союзу  | міністр вугільної промисловості СРСР                                                                                                  |                                   |
| Захаров Іван Михайлович                    | Саратовська область                   | Аткарський                                            | Союзу  | голова виконавчого комітету Саратовської обласної ради                                                                                |                                   |
| Захаров Матвій Васильович                  | РРФСР                                 | Ленінградський сільський                              | Нац.   | командувач військ Ленінградського військового округу, генерал армії                                                                   |                                   |
| Західов Тіша                               | Узбецька РСР                          | Самаркандський міський                                | Союзу  | президент Академії наук Узбецької РСР                                                                                                 |                                   |
| Зашакуєва Шаймат Залімгеріївна             | Кабардинська АРСР                     | Урванський                                            | Нац.   | доярка колгоспу імені Молотова Совєтського району                                                                                     |                                   |
| Звайзгне Петро Якович                      | Латвійська РСР                        | Лієпайський                                           | Нац.   | директор Лієпайського металургійного заводу                                                                                           |                                   |
| Зверєв Арсеній Григорович                  | РРФСР                                 | Смоленський                                           | Нац.   | міністр фінансів СРСР |                                   |
| Звієдріс Мірдза Едуардівна                 | Латвійська РСР                        | Айзпутський                                           | Нац.   | директор Кулдігської МТС Кулдігського району                                                                                          |                                   |
| Зенкіна Анастасія Киреївна                 | Балашовська область                   | Ртищевський                                           | Союзу  | завідувач вівчарської ферми колгоспу імені Леніна Турковського району                                                                 |                                   |
| Зорян Стефан Єгіяйович                     | Вірменська РСР                        | Кіроваканський сільський                              | Нац.   | письменник, член правління Спілки радянських письменників Вірменської РСР                                                             |                                   |
| Зотов Василь Петрович                      | Молдавська РСР                        | Кишинівський сільський                                | Нац.   | міністр промисловості продовольчих товарів СРСР                                                                                       |                                   |
| Зубенко Григорій Мойсейович                | Українська РСР                        | Запорізький                                           | Нац.   | голова колгоспу імені Кірова Мелітопольського району Запорізької області                                                              |                                   |
| Зубков Василь Герасимович                  | Білоруська РСР                        | Гродненський                                          | Нац.   | директор Волковиської МТС Волковиського району Гродненської області                                                                   |                                   |
| Зуєв Микола Тарасович                      | Татарська АРСР                        | Ново-Шешмінський                                      | Союзу  | машиніст паровозного депо Юдіно |                                   |
| Зуєва Валентина Опанасівна                 | Свердловська область                  | Красноуфимський                                       | Союзу  | ланкова колгоспу імені Кірова Красноуфимського району                                                                                 |                                   |
| Зуєва Тетяна Михайлівна                    | Калінінська область                   | Лихославський                                         | Союзу  | міністр культури РРФСР |                                   |
| Ібрагімов Давуд                            | Дагестанська АРСР                     | Ахтинський                                            | Нац.   | голова виконавчого комітету Рутульської районної ради                                                                                 |                                   |
| Ібрагімов Мірза Аждар огли                 | Азербайджанська РСР                   | Нухинський                                            | Нац.   | голова Президії Верховної Ради Азербайджанської РСР, письменник, голова Правління Спілки радянських письменників Азербайджанської РСР |                                   |
| Іванов Яків Іванович                       | Комі АРСР                             | Воркутинський                                         | Нац.   | головний інженер галузевого управління північного крила шахт комбінату «Воркутвугілля»                                                |                                   |
| Іванов Яніс Андрійович                     | Латвійська РСР                        | Лудзенський                                           | Нац.   | композитор, диригент |                                   |
| Іванченкова Ніна Олександрівна             | Кемеровська область                   | Кисельовський                                         | Союзу  | завідувач початкової школи № 18 міста Кисельовськ                                                                                     |                                   |
| Іващенко Ольга Іллівна                     | Українська РСР                        | Ужгородський                                          | Нац.   | секретар ЦК КПУ | дообрана 12.06.1955               |
| Ігітян Сергій Медзойович                   | Грузинська РСР                        | Ахалкалакський                                        | Нац.   | голова колгоспу імені Калініна села Карцахі Ахалкалакського району                                                                    |                                   |
| Ігнатов Микола Григорович                  | Воронезька область                    | Семилуцький                                           | Союзу  | 1-й секретар Воронезького обласного комітету КПРС                                                                                     |                                   |
| Ігнатов Микола Федорович                   | Московська область                    | Митищинський                                          | Союзу  | голова виконавчого комітету Московської обласної ради                                                                                 | дообраний 16.09.1956              |
| Ігнатов Степан Андрійович                  | Амурська область                      | Сковородинський                                       | Союзу  | голова виконавчого комітету Амурської обласної ради                                                                                   |                                   |
| Ігнатьєв Семен Денисович                   | Башкирська АРСР                       | Стерлітамацький                                       | Союзу  | 1-й секретар Башкирського обласного комітету КПРС                                                                                     |                                   |
| Іллісон Леонхард Фрідріх Адович            | Естонська РСР                         | Пярнуський міський                                    | Нац.   | голова Естонської республіканської ради профспілок                                                                                    |                                   |
| Ільїна Ганна Іванівна                      | Смоленська область                    | Сичовський                                            | Союзу  | доярка колгоспу «Сталинская пятилетка» Новодугинського району                                                                         |                                   |
| Ільюшин Сергій Володимирович               | Мордовська АРСР                       | Рузаєвський                                           | Нац.   | авіаконструктор, головний конструктор ОКБ авіаційного заводу імені Менжинського                                                       |                                   |
| Ілялова Санія Абубакирівна                 | Татарська АРСР                        | Чистопольський                                        | Нац.   | вчителька початкових класів Муслюмкінської середньої школи Чистопольського району                                                     |                                   |
| Іманкаликова Зуракан                       | Киргизька РСР                         | Тянь-Шанський                                         | Союзу  | 1-й секретар Іссик-Кульського обласного комітету ЛКСМ Киргизії                                                                        |                                   |
| Інаурі Олексій Миколайович                 | Грузинська РСР                        | Самтредський                                          | Союзу  | міністр внутрішніх справ Грузинської РСР                                                                                              |                                   |
| Іноземцев Павло Петрович                   | Казахська РСР                         | Карагандинський сільський                             | Нац.   | начальник комбінату «Карагандавугілля»                                                                                                |                                   |
| Інюшин Михайло Васильович                  | Казахська РСР                         | Усть-Каменогорський                                   | Союзу  | начальник управління «Іртишгесбуд» |                                   |
| Ісаєв Магомед Ісайович                     | Дагестанська АРСР                     | Буйнакський                                           | Нац.   | голова колгоспу імені Молотова Акушинського району                                                                                    | помер 24.12.1956                  |
| Ісаков Василь Іванович                     | Харківська область                    | Харківський сільський                                 | Союзу  | голова колгоспу імені Шевченка Харківського району                                                                                    | дообраний 28.08.1955              |
| Іскандаров Джурабек                        | Таджицька РСР                         | Гіссарський                                           | Нац.   | заступник голови Ради Міністрів Таджицької РСР                                                                                        |                                   |
| Іскендеров Мамед Абдул огли                | Азербайджанська РСР                   | Бакинський-Сталінський                                | Союзу  | 1-й секретар Бакинського міського комітету КПАз.; секретар ЦК КП Азербайджану                                                         |                                   |
| Іслам-заде Іслам Мамедович                 | Азербайджанська РСР                   | Євлахський                                            | Нац.   | начальник будівництва Мінгечаурської ГЕС                                                                                              |                                   |
| Ісмаїлова Адолат                           | Таджицька РСР                         | Ленінабадський міський                                | Нац.   | мотальниця фабрики Ленінабадського шовкового комбінату                                                                                |                                   |
| Ісраїлов Каар                              | Киргизька РСР                         | Молотовський                                          | Нац.   | шахтар-кріпильник шахти № 4—4-біс тресту «Кизил-Кіявугілля»                                                                           |                                   |
| Ішантураєва Сара                           | Кара-Калпацька АРСР                   | Кунградський                                          | Нац.   | директор Узбецького державного драматичного театру імені Хамзи, народна артистка СРСР                                                 |                                   |
| Ішханян Ашхен Тигранівна                   | Вірменська РСР                        | Ечміадзинський                                        | Нац.   | голова Вірменського республіканського комітету профспілки робітників державних установ                                                |                                   |
| Кабанов Іван Григорович                    | Карело-Фінська РСР                    | Сортавальський міський                                | Нац.   | міністр зовнішньої торгівлі СРСР |                                   |
| Каганович Лазар Мойсейович                 | Узбецька РСР                          | Ташкентський-Ленінський                               | Союзу  | 1-й заступник голови Ради Міністрів СРСР                                                                                              |                                   |
| Каде Халід Баткерійович                    | Адигейська автономна область          | Красногвардєйський                                    | Нац.   | 1-й секретар Адигейського обласного комітету КПРС                                                                                     |                                   |
| Кадиров Імам-Галі Галімович                | Башкирська АРСР                       | Уфимський міський                                     | Нац.   | професор, завідувач кафедри хірургії Башкирського медичного інституту                                                                 |                                   |
| Казакевич Данило Васильович                | Молдавська РСР                        | Бендерський                                           | Нац.   | начальник відділення військово-навчальних закладів Головного управління прикордонних військ МВС СРСР, генерал-лейтенант               |                                   |
| Казаков Михайло Ілліч                      | Свердловська область                  | Камишловський                                         | Союзу  | командувач військ Уральського військового округу, генерал-полковник                                                                   |                                   |
| Казанець Іван Павлович                     | Сталінська область                    | Сталінський другий                                    | Союзу  | 1-й секретар Сталінського обласного комітету КПУ                                                                                      |                                   |
| Казнов Федір Васильович                    | Івановська область                    | Вичугський                                            | Союзу  | голова виконавчого комітету Івановської обласної ради                                                                                 |                                   |
| Каїпов Ускенбай                            | Киргизька РСР                         | Базар-Курганський                                     | Нац.   | голова колгоспу імені Карла Маркса Ленінського району Джалал-Абадської області                                                        |                                   |
| Каїров Іван Андрійович                     | РРФСР                                 | Калінінський                                          | Нац.   | міністр освіти РРФСР, президент Академії педагогічних наук РРФСР                                                                      |                                   |
| Кайназарова Суракан                        | Киргизька РСР                         | Сталінський                                           | Нац.   | ланкова колгоспу імені Калініна Кагановицького району Фрунзенської області                                                            |                                   |
| Кайпанова Зібагуль                         | Кара-Калпацька АРСР                   | Куйбишевський                                         | Нац.   | колгоспниця колгоспу імені Жданова Куйбишевського району                                                                              |                                   |
| Калдярв Арві Фердинандович                 | Естонська РСР                         | Кохтла-Ярвеський                                      | Нац.   | прохідник шахти «Кукрузе» міста Кохтла-Ярве                                                                                           |                                   |
| Калінін Петро Захарович                    | Білоруська РСР                        | Лідський                                              | Союзу  | міністр дорожнього та транспортного господарства Білоруської РСР                                                                      |                                   |
| Калініна Олександра Данилівна              | Комі АРСР                             | Усть-Вимський                                         | Нац.   | голова колгоспу «Гӧрд знамя» Удорського району                                                                                        |                                   |
| Калнберзін Ян Едуардович                   | Латвійська РСР                        | Сталінський                                           | Союзу  | 1-й секретар ЦК КП Латвії |                                   |
| Калугер Ганна Іліївна                      | Молдавська РСР                        | Теленештський                                         | Нац.   | завідувач відділу соціального забезпечення виконавчого комітету Бравічської районної ради                                             |                                   |
| Кальченко Никифор Тимофійович              | Харківська область                    | Харківський-Ленінський                                | Союзу  | голова Ради Міністрів Української РСР                                                                                                 |                                   |
| Калюта Матвій Гнатович                     | Білоруська РСР                        | Новогрудський                                         | Нац.   | член Білоруської республіканської ради профспілок                                                                                     |                                   |
| Камалов Сабір                              | Узбецька РСР                          | Кокандський сільський                                 | Нац.   | секретар ЦК КП Узбекистану |                                   |
| Камбаров Мурадалі                          | Таджицька РСР                         | Октябрський                                           | Нац.   | голова колгоспу «Більшовик» Кагановичабадського району                                                                                |                                   |
| Камбаров Турсун                            | Узбецька РСР                          | Ферганський                                           | Нац.   | 1-й секретар Ферганського обласного комітету КПУз.                                                                                    |                                   |
| Канаш Сергій Степанович                    | Узбецька РСР                          | Андижанський сільський                                | Нац.   | директор Туркестанської селекційної станції, академік АН Узбецької РСР                                                                |                                   |
| Канєв Павло Онисимович                     | Комі АРСР                             | Іжемський                                             | Нац.   | 1-й секретар Іжемського районного комітету КПРС                                                                                       |                                   |
| Канунніков Михайло Якович                  | Псковська область                     | Псковський                                            | Союзу  | 1-й секретар Псковського обласного комітету КПРС                                                                                      |                                   |
| Капітонов Іван Васильович                  | Москва                                | Краснопресненський                                    | Союзу  | 1-й секретар Московського міського комітету КПРС                                                                                      |                                   |
| Капітонова Августа Іванівна                | Читинська область                     | Каримський                                            | Союзу  | заступник директора Сретенської селекційної станції, агроном                                                                          |                                   |
| Капп Еуген Артурович                       | Естонська РСР                         | Кейласький                                            | Нац.   | композитор, голова правління Спілки композиторів Естонської РСР, ректор Таллінської консерваторії                                     |                                   |
| Караваєв Арсеній Васильович                | Удмуртська АРСР                       | Можгинський                                           | Нац.   | голова Президії Верховної Ради Удмуртської АРСР                                                                                       |                                   |
| Караєв Джума Дурди                         | Туркменська РСР                       | Ташаузький                                            | Нац.   | 1-й секретар Ташаузького обласного комітету ЦК КП Тур.                                                                                |                                   |
| Карапетян Сашибек Айрапетович              | Вірменська РСР                        | Нор-Баязетський                                       | Нац.   | голова колгоспу імені Молотова Нор-Баязетського району                                                                                |                                   |
| Карасьов Олександр Петрович                | Азербайджанська РСР                   | Бакинський-Ворошиловський                             | Нац.   | начальник об'єднання «Азнафта» |                                   |
| Карданов Адам Айсович                      | Черкеська автономна область           | Ікон-Халківський                                      | Нац.   | голова колгоспу імені Сталіна |                                   |
| Каржаубаєв Габдулла Шалкарович             | Казахська РСР                         | Зайсанський                                           | Нац.   | 1-й секретар Східно-Казахстанського обласного комітету КПКаз.                                                                         |                                   |
| Карібжанов Фазил Карімович                 | Казахська РСР                         | Уральський                                            | Союзу  | міністр сільського господарства Казахської РСР                                                                                        |                                   |
| Карімова Турсуной Рахматуллаївна           | Узбецька РСР                          | Андижанський міський                                  | Нац.   | 1-й секретар Ходжіабадського районного комітету КПУз. Андижанської області                                                            |                                   |
| Карпенцева Єлизавета Дмитрівна             | Кемеровська область                   | Ленінськ-Кузнецький                                   | Союзу  | колгоспниця тваринницької ферми колгоспу «Искра» Ленінськ-Кузнецького району                                                          |                                   |
| Карпова Дарія Кузьмівна                    | Карело-Фінська РСР                    | Ругозерський                                          | Нац.   | актриса Карело-Фінського державного драматичного театру                                                                               |                                   |
| Катаєв Євген Федорович                     | Комі АРСР                             | Желєзнодорожний                                       | Нац.   | заступник голови Ради Міністрів Комі АРСР                                                                                             |                                   |
| Каунайте Марія Пранівна                    | Литовська РСР                         | Маріямпольський                                       | Союзу  | завідувач відділу по роботі серед жінок ЦК КПЛит.                                                                                     |                                   |
| Кахадзе Русудан Давидівна                  | Грузинська РСР                        | Кутаїський                                            | Союзу  | інженер-технолог Кутаїського літопонного заводу                                                                                       |                                   |
| Квітко Ольга Венедиктівна                  | Українська РСР                        | Артемівський                                          | Нац.   | вчителька середньої школи № 10 міста Артемівська Сталінської області                                                                  |                                   |
| Кебін Іван Густавович                      | Естонська РСР                         | Таллінський міський                                   | Союзу  | 1-й секретар ЦК КП Естонії |                                   |
| Кемоклідзе Партен Георгійович              | Грузинська РСР                        | Телавський                                            | Союзу  | директор Лагодехської МТС Лагодехського району                                                                                        |                                   |
| Керімбаєв Даніял                           | Казахська РСР                         | Чимкентський міський                                  | Нац.   | голова Президії Верховної Ради Казахської РСР                                                                                         |                                   |
| Кидирбаєва Урінгуль                        | Кара-Калпацька АРСР                   | Нукуський                                             | Нац.   | аспірант Інституту сходознавства АН СРСР                                                                                              |                                   |
| Килимник Юрій Трохимович                   | Черкаська область                     | Звенигородський                                       | Союзу  | головний лікар Звенигородської районної лікарні                                                                                       |                                   |
| Кириленко Андрій Павлович                  | Дніпропетровська область              | Октябрський                                           | Союзу  | 1-й секретар Дніпропетровського обласного комітету КПУ                                                                                |                                   |
| Кирилова Васса Іванівна                    | Тюменська область                     | Ішимський                                             | Союзу  | комбайнер Коточиговської МТС Вікуловського району                                                                                     |                                   |
| Кирилова Марія Григорівна                  | Карело-Фінська РСР                    | Піткярантський                                        | Нац.   | міністр соціального забезпечення Карело-Фінської РСР                                                                                  |                                   |
| Кириченко Євдокія Антонівна                | Черкаська область                     | Золотоніський                                         | Союзу  | доярка колгоспу «Більшовик» Золотоніського району                                                                                     |                                   |
| Кириченко Олексій Іларіонович              | Київська область                      | Київський-Ленінський                                  | Союзу  | 1-й секретар ЦК КП України |                                   |
| Кисельов Віктор Іванович                   | Калінінська область                   | Калінінський сільський                                | Союзу  | 1-й секретар Калінінського обласного комітету КПРС                                                                                    |                                   |
| Кисельов Кузьма Венедиктович               | Білоруська РСР                        | Глубоцький                                            | Союзу  | заступник голови Ради Міністрів і міністр закордонних справ Білоруської РСР                                                           |                                   |
| Кисельов Микола Васильович                 | Ростовська область                    | Ростовський-Ленінський                                | Союзу  | 1-й секретар Ростовського обласного комітету КПРС                                                                                     |                                   |
| Кисельов Тихон Якович                      | Білоруська РСР                        | Кобринський                                           | Нац.   | 1-й секретар Брестського обласного комітету КПБ                                                                                       |                                   |
| Кисельова Алевтина Василівна               | Свердловська область                  | Ірбітський                                            | Союзу  | агроном колгоспу імені Чапаєва Туринського району                                                                                     |                                   |
| Кисельова Єлизавета Дмитрівна              | Молдавська РСР                        | Кишинівський сільський                                | Союзу  | вчителька географії, заслужена вчителька школи Молдавської РСР                                                                        |                                   |
| Кислов Василь Михайлович                   | Бєлгородська область                  | Старо-Оскольський                                     | Союзу  | начальник будівництва Курської магнітної аномалії (КМАруда)                                                                           |                                   |
| Китаєв Михайло Іларіонович                 | Саратовська область                   | Єршовський                                            | Союзу  | голова колгоспу імені Ворошилова Новоузенського району                                                                                |                                   |
| Кичеєва Антоніна Павлівна                  | Хакаська автономна область            | Аскизський                                            | Нац.   | вчителька Усть-Чульської 7-річної школи Аскизського району                                                                            |                                   |
| Кияк Григорій Степанович                   | Львівська область                     | Львівський міський                                    | Союзу  | професор, завідувач кафедри рослинництва і луківництва Львівського сільськогосподарського інституту                                   |                                   |
| Кідін Олександр Миколайович                | Владимирська область                  | Владимирський                                         | Союзу  | 1-й секретар Владимирського обласного комітету КПРС                                                                                   |                                   |
| Кізатов Жалел Кізатович                    | Казахська РСР                         | Петропавловський міський                              | Нац.   | голова виконавчого комітету Булаївської районної ради Північно-Казахстанської області                                                 |                                   |
| Кізюрін Олександр Дмитрович                | Омська область                        | Називаєвський                                         | Союзу  | професор Омського сільськогосподарського інституту                                                                                    |                                   |
| Кімаск Сальме Йосепівна                    | Естонська РСР                         | Морський східний                                      | Нац.   | завідувач навчальної частини середньої школи № 20 імені Кінгісеппа міста Талліна                                                      |                                   |
| Кінжаєв Ході Ісабайович                    | Таджицька РСР                         | Орджонікідзеабадський                                 | Нац.   | інструктор відділу шкіл ЦК КП Таджикистану                                                                                            |                                   |
| Кіпріянов Данило Васильович                | Якутська АРСР                         | Намський                                              | Нац.   | голова колгоспу імені Сталіна Орджонікідзевського району                                                                              |                                   |
| Кірхенштейн Аугуст Мартинович              | Латвійська РСР                        | Валмієрський                                          | Нац.   | віце-президент Академії наук Латвійської РСР                                                                                          |                                   |
| Клемент Федір Дмитрович                    | Естонська РСР                         | Тартуський міський                                    | Нац.   | ректор Тартуського державного університету                                                                                            |                                   |
| Клим Ольга Костянтинівна                   | Білоруська РСР                        | Барановицький                                         | Нац.   | ланкова колгоспу імені Калініна Несвіжського району                                                                                   |                                   |
| Клименко Василь Костянтинович              | Українська РСР                        | Ворошиловградський                                    | Нац.   | 1-й секретар Ворошиловградського обласного комітету КПУ                                                                               |                                   |
| Климов Іван Фролович                       | Білоруська РСР                        | Климовицький                                          | Нац.   | 1-й заступник голови Ради Міністрів Білоруської РСР                                                                                   |                                   |
| Кличева Курбандурсун                       | Туркменська РСР                       | Марийський сільський                                  | Нац.   | ланкова колгоспу «Зарпчі» Марийського району Марийської області                                                                       |                                   |
| Клюкін Микола Михайлович                   | Кіровська область                     | Кіровський міський                                    | Союзу  | директор Кіровського електромашинобудівного заводу імені Лепсе                                                                        |                                   |
| Князєва Ганна Василівна                    | Удмуртська АРСР                       | Іжевський                                             | Союзу  | вчителька російської мови і літератури середньої школи № 27 міста Іжевська                                                            |                                   |
| Кобелєв Борис Миколайович                  | Іркутська область                     | Іркутський північний                                  | Союзу  | 1-й секретар Іркутського обласного комітету КПРС                                                                                      | дообраний 22.07.1956              |
| Кобенова Батиш                             | Киргизька РСР                         | Баликчинський                                         | Нац.   | вчителька Саруйської середньої школи Покровського району Іссик-Кульської області                                                      |                                   |
| Ковалевський Григорій Павлович             | Бєлгородська область                  | Ракитянський                                          | Союзу  | голова виконавчого комітету Бєлгородської обласної ради                                                                               |                                   |
| Коваленко Ганна Миронівна                  | Білоруська РСР                        | Оршанський                                            | Союзу  | ланкова колгоспу імені Ворошилова Орєховського району Вітебської області                                                              |                                   |
| Коваленко Георгій Єфремович                | Грозненська область                   | Грозненський сільський                                | Союзу  | голова виконавчого комітету Грозненської обласної ради                                                                                |                                   |
| Коваленко Іван Микитович                   | Дніпропетровська область              | Синельниківський                                      | Союзу  | голова колгоспу імені Леніна Синельниківського району                                                                                 | дообраний 25.12.1955              |
| Коваль Олексій Григорович                  | Полтавська область                    | Пирятинський                                          | Союзу  | міністр радгоспів Української РСР |                                   |
| Ковальов Олексій Родіонович                | Карело-Фінська РСР                    | Первомайський                                         | Нац.   | старший машиніст паровозного депо Петрозаводськ                                                                                       |                                   |
| Ковальова Серафима Григорівна              | Білоруська РСР                        | Могильовський                                         | Нац.   | контролер Відділу технічного контролю Могильовської фабрики штучного шовку імені Куйбишева                                            |                                   |
| Ковпак Сидір Артемович                     | Сумська область                       | Глухівський                                           | Союзу  | заступник голови Президії Верховної Ради Української РСР, генерал-майор                                                               |                                   |
| Ковригіна Марія Дмитрівна                  | Комі АРСР                             | Інтинський                                            | Нац.   | міністр охорони здоров'я СРСР |                                   |
| Коденко Кирило Гаврилович                  | Ворошиловградська область             | Ворошиловградський                                    | Союзу  | сверлильник тендерно-механічного цеху Ворошиловградського паровозобудівного заводу імені Жовтневої революції                          |                                   |
| Кодіца Іван Сергійович                     | Молдавська РСР                        | Єдинецький                                            | Нац.   | голова Президії Верховної Ради Молдавської РСР                                                                                        |                                   |
| Кожевін Володимир Григорович               | Кемеровська область                   | Осинніковський                                        | Союзу  | начальник комбінату «Кузбасвугілля»                                                                                                   |                                   |
| Кожедуб Іван Микитович                     | Сумська область                       | Шосткинський                                          | Союзу  | командир винищувальної авіаційної дивізії, генерал-майор авіації                                                                      |                                   |
| Козланюк Петро Степанович                  | Львівська область                     | Бродівський                                           | Союзу  | голова Львівської організації Спілки письменників Української РСР, письменник                                                         |                                   |
| Козлов Василь Іванович                     | Білоруська РСР                        | Слуцький                                              | Союзу  | голова Президії Верховної Ради Білоруської РСР                                                                                        |                                   |
| Козлов Олексій Іванович                    | Казахська РСР                         | Павлодарський                                         | Нац.   | міністр радгоспів СРСР |                                   |
| Козлов Петро Дмитрович                     | Липецька область                      | Липецький                                             | Союзу  | токар Липецького тракторного заводу                                                                                                   |                                   |
| Козлов Фрол Романович                      | Ленінград                             | Смольнинський                                         | Союзу  | 1-й секретар Ленінградського обласного комітету КПРС                                                                                  |                                   |
| Козлова Олена Борисівна                    | Одеська область                       | Одеський-Ворошиловський                               | Союзу  | помічник майстра прядильного цеху Одеської джутової фабрики імені Хворостіна                                                          |                                   |
| Койначьонок Митрофан Павлович              | національні округи                    | Евенкійський національний округ                       | Нац.   | голова виконавчого комітету Евенкійської окружної ради                                                                                |                                   |
| Койтасбаєв Адам                            | Казахська РСР                         | Карагандинський міський                               | Союзу  | помічник машиніста комбайну шахти № 17 комбінату «Карагандавугілля»                                                                   |                                   |
| Кокорєв Павло Антонович                    | Мордовська АРСР                       | Красносободський                                      | Союзу  | голова Ради Міністрів Мордовської АРСР                                                                                                |                                   |
| Коленко Меланія Іванівна                   | Білоруська РСР                        | Гродненський                                          | Союзу  | колгоспниця колгоспу імені Сталіна Берестовицького району                                                                             |                                   |
| Колесникова Марія Сидорівна                | Естонська РСР                         | Нарвський                                             | Нац.   | помічник майстра Нарвського комбінату «Кренгольмська мануфактура»                                                                     |                                   |
| Кологрєєва Любов Дмитрівна                 | Чуваська АРСР                         | Ібресінський                                          | Нац.   | агроном Шемуршинської МТС Шемуршинського району                                                                                       |                                   |
| Колпаков Влас Іванович                     | Хакаська автономна область            | Усть-Абаканський                                      | Нац.   | 1-й секретар Хакаського обласного комітету КПРС                                                                                       |                                   |
| Колущинський Євген Петрович                | Хакаська автономна область            | Ширінський                                            | Нац.   | голова виконавчого комітету Красноярської крайової ради                                                                               |                                   |
| Комаров Михайло Семенович                  | Москва                                | Сталінський                                           | Союзу  | директор Московського машинобудівного заводу                                                                                          |                                   |
| Комаров Павло Тимофійович                  | Кабардинська АРСР                     | Нальчикський сільський                                | Нац.   | заступник голови Комітету партійного контролю при ЦК КПРС                                                                             |                                   |
| Компанець Іван Данилович                   | Чернівецька область                   | Чернівецький сільський                                | Союзу  | 1-й секретар Чернівецького обласного комітету КПУ                                                                                     |                                   |
| Комяхов Василь Григорович                  | Сумська область                       | Сумський                                              | Союзу  | 1-й секретар Сумського обласного комітету КПУ                                                                                         |                                   |
| Кондучалова Кулуйпа                        | Киргизька РСР                         | Фрунзенський-Первомайський                            | Нац.   | заступник голови Ради Міністрів і міністр закордонних справ Киргизької РСР                                                            |                                   |
| Конєв Іван Степанович                      | Львівська область                     | Городоцький                                           | Союзу  | командувач військ Прикарпатського військового округу, маршал СРСР                                                                     |                                   |
| Конєва Агнія Іванівна                      | Костромська область                   | Костромський                                          | Союзу  | ткаля Костромського льонокомбінату імені Леніна                                                                                       |                                   |
| Конно Альвіна Йоханнівна                   | Естонська РСР                         | Харьюський                                            | Нац.   | 1-й секретар Рапласького районного комітету КПЕ                                                                                       |                                   |
| Конотоп Василь Іванович                    | Московська область                    | Кунцевський                                           | Союзу  | 2-й секретар Московського обласного комітету КПРС                                                                                     | дообраний 5.05.1957               |
| Константинов Михайло Петрович              | Військовий виборчий округ             |                                                       | Союзу  | командувач військ Північної групи військ, генерал-лейтенант                                                                           |                                   |
| Кооскора Ельві Петрівна                    | Естонська РСР                         | Вируський                                             | Нац.   | агроном Риугеської МТС Вируського району                                                                                              |                                   |
| Копилов Федір Іванович                     | Курська область                       | Обоянський                                            | Союзу  | начальник Управління МВС СРСР по Курській області                                                                                     |                                   |
| Коптильников Михайло Якович                | Молдавська РСР                        | Окницький                                             | Нац.   | голова колгоспу імені Леніна Окницького району                                                                                        |                                   |
| Корепанова Марія Іванівна                  | Удмуртська АРСР                       | Ярський                                               | Нац.   | завідувач молочно-товарної ферми колгоспу імені Кагановича Ярського району                                                            |                                   |
| Корнієць Леонід Романович                  | Волинська область                     | Камінь-Каширський                                     | Союзу  | міністр заготівель СРСР |                                   |
| Корнійчук Олександр Євдокимович            | Київська область                      | Переяслав-Хмельницький                                | Союзу  | 1-й заступник голови Ради Міністрів Української РСР, письменник                                                                       |                                   |
| Короткін Микита Петрович                   | Білоруська РСР                        | Вітебський                                            | Союзу  | 1-й секретар Вітебського обласного комітету КПБ                                                                                       |                                   |
| Коротков Сергій Ксенофонтович              | Чуваська АРСР                         | Шумерлінський                                         | Союзу  | голова колгоспу імені Сталіна Вурнарського району                                                                                     |                                   |
| Коротченко Дем'ян Сергійович               | Українська РСР                        | Дніпропетровський                                     | Нац.   | голова Президії Верховної Ради Української РСР                                                                                        |                                   |
| Корсакова Таїсія Яківна                    | Омська область                        | Тарський                                              | Союзу  | інженер-технолог Большерєченського раймаслопрому                                                                                      |                                   |
| Корчагін Павло Миколайович                 | Чкаловська область                    | Чкаловський міський                                   | Союзу  | 1-й секретар Чкаловського обласного комітету КПРС                                                                                     |                                   |
| Косигін Олексій Миколайович                | РРФСР                                 | Івановський                                           | Нац.   | заступник голови Ради Міністрів СРСР і міністр промисловості товарів широкого вжитку СРСР                                             |                                   |
| Косицький Володимир Ілліч                  | Кримська область                      | Сімферопольський сільський                            | Союзу  | головний лікар Євпаторійського дитячого санаторію імені Крупської                                                                     | помер 1.10.1956                   |
| Костюк Самуїл Семенович                    | Білоруська РСР                        | Глубоцький                                            | Нац.   | міністр сільського господарства Білоруської РСР                                                                                       |                                   |
| Котельников Іван Максимович                | національні округи                    | Комі-Пермяцький національний округ                    | Нац.   | тракторист Візяйського ліспромгоспу тресту «Коміпермліс»                                                                              |                                   |
| Котов Федір Прокопович                     | Єврейська автономна область           | Облученський міський                                  | Нац.   | голова виконавчого комітету Хабаровської крайової ради                                                                                |                                   |
| Котяш Гаврило Іванович                     | Білоруська РСР                        | Климовицький                                          | Союзу  | начальник Білоруської залізниці |                                   |
| Кочергов Василь Микитович                  | Краснодарський край                   | Майкопський                                           | Союзу  | начальник об'єднання «Краснодарнафта»                                                                                                 |                                   |
| Кочінян Антон Ервандович                   | Вірменська РСР                        | Котайкський                                           | Союзу  | голова Ради Міністрів Вірменської РСР                                                                                                 |                                   |
| Кочкорбаєв Изак                            | Киргизька РСР                         | Кантський                                             | Нац.   | голова колгоспу «Кенеш» Івановського району Фрунзенської області                                                                      |                                   |
| Кочубей Антон Самійлович                   | Станіславська область                 | Долинський                                            | Союзу  | 1-й секретар Калуського районного комітету КПУ                                                                                        |                                   |
| Кошкіна Ганна Михайлівна                   | Бєлгородська область                  | Бєлгородський                                         | Союзу  | завідувач Висловської районної лікарні Сажневського району                                                                            |                                   |
| Кошляк Михайло Іванович                    | Башкирська АРСР                       | Мелеузівський                                         | Союзу  | начальник Уфимської залізниці |                                   |
| Кощеєв Іван Олексійович                    | Кіровська область                     | Совєтський                                            | Союзу  | голова колгоспу «Ударник» Молотовського району                                                                                        |                                   |
| Красенков Борис Васильович                 | Омська область                        | Омський-Молотовський                                  | Союзу  | майстер Омського машинобудівного заводу                                                                                               |                                   |
| Краснобаєв Ніл Іванович                    | Латвійська РСР                        | Єлгавський                                            | Нац.   | начальник Балтійської залізниці |                                   |
| Кратенко Іван Маркович                     | Тульська область                      | Богородицький                                         | Союзу  | начальник комбінату «Тулавугілля» |                                   |
| Крахмальов Михайло Костянтинович           | Бєлгородська область                  | Валуйський                                            | Союзу  | 1-й секретар Бєлгородського обласного комітету КПРС                                                                                   |                                   |
| Кривонос Петро Федорович                   | Вінницька область                     | Козятинський                                          | Союзу  | начальник Південно-Західної залізниці                                                                                                 |                                   |
| Криворотов Іван Степанович                 | Марійська АРСР                        | Горно-Марійський                                      | Нац.   | голова колгоспу імені Жданова Горно-Марійського району                                                                                |                                   |
| Кризько Артем Петрович                     | Красноярський край                    | Мінусінський                                          | Союзу  | голова колгоспу «Спартак» Мінусінського району                                                                                        |                                   |
| Крилов Микола Іванович                     | Сахалінська область                   | Южно-Сахалінський                                     | Союзу  | 1-й заступник командувача військ Далекосхідного військового округу, генерал армії                                                     |                                   |
| Криштофович Мирон Омелянович               | Білоруська РСР                        | Кобринський                                           | Союзу  | заступник голови виконавчого комітету Брестської обласної ради                                                                        |                                   |
| Круглов Сергій Никифорович                 | Туркменська РСР                       | Ашхабадський                                          | Союзу  | міністр внутрішніх справ СРСР |                                   |
| Кружков Володимир Семенович                | Литовська РСР                         | Вільнюський                                           | Союзу  | завідувач відділу пропаганди і агітації ЦК КПРС                                                                                       |                                   |
| Крумінь Іван Андрійович                    | Латвійська РСР                        | Тукумський                                            | Нац.   | 1-й секретар Добельського районного комітету КПЛат.                                                                                   |                                   |
| Круміньш Віліс Карлович                    | Латвійська РСР                        | Краславський                                          | Нац.   | 2-й секретар ЦК КП Латвії |                                   |
| Куанишпаєв Калібек                         | Казахська РСР                         | Кустанайський                                         | Союзу  | актор Казахського державного академічного театру драми, народний артист Казахської РСР                                                |                                   |
| Кувикін Степан Іванович                    | Башкирська АРСР                       | Бірський                                              | Союзу  | начальник об'єднання «Башнафта» |                                   |
| Кувшинов Петро Іванович                    | Миколаївська область                  | Миколаївський                                         | Союзу  | начальник цеху Миколаївського механічного заводу                                                                                      |                                   |
| Кугушева Ганна Володимирівна               | Чуваська АРСР                         | Чебоксарський сільський                               | Нац.   | старший інженер відділу головного технолога Чебоксарського заводу резинотехнічних виробів                                             |                                   |
| Кудайбергенов Утеу                         | Казахська РСР                         | Актюбинський                                          | Нац.   | голова колгоспу імені Кірова Іргизського району Актюбинської області                                                                  | помер 23.06.1956                  |
| Куджіашвілі Іван Петрович                  | Південно-Осетинська автономна область | Сталінірський сільський                               | Нац.   | 1-й секретар Південно-Осетинського обласного комітету КПГ                                                                             |                                   |
| Кузик Леонід Іванович                      | Сахалінська область                   | Александровський                                      | Союзу  | голова виконавчого комітету Сахалінської обласної ради                                                                                |                                   |
| Кузнецов Василь Васильович                 | РРФСР                                 | Сталінградський                                       | Нац.   | заступник міністра закордонних справ СРСР                                                                                             |                                   |
| Кузнецов Василь Іванович                   | Куйбишевська область                  | Сизранський                                           | Союзу  | командувач військ Приволзького військового округу, генерал-полковник                                                                  |                                   |
| Кузнецов Василь Миколайович                | Мордовська АРСР                       | Рузаєвський                                           | Союзу  | машиніст паровозного депо Рузаївка |                                   |
| Кузнецов Микола Герасимович                | Естонська РСР                         | Калінінський північний                                | Нац.   | 1-й заступник міністра оборони СРСР – головнокомандувач Військово-морського флоту СРСР, адмірал флоту                                 |                                   |
| Кузьмін Йосип Йосипович                    | Азербайджанська РСР                   | Бакинський-Дзержинський                               | Нац.   | заступник голови Ради Міністрів СРСР і голова Держплану СРСР                                                                          | дообраний 25.08.1957              |
| Кузьмін Петро Степанович                   | Астраханська область                  | Астраханський сільський                               | Союзу  | голова виконавчого комітету Астраханської обласної ради                                                                               |                                   |
| Кулагін Іван Юхимович                      | Мордовська АРСР                       | Саранський сільський                                  | Нац.   | 1-й секретар Ромодановського районного комітету КПРС                                                                                  |                                   |
| Кулагіна Ольга Фролівна                    | Єврейська автономна область           | Смидовичський                                         | Нац.   | доярка колгоспу «Дальневосточный колхозник» Смидовичського району                                                                     |                                   |
| Кулаков Федір Давидович                    | Пензенська область                    | Пензенський сільський                                 | Союзу  | голова виконавчого комітету Пензенської обласної ради                                                                                 |                                   |
| Кулатов Турабай                            | Киргизька РСР                         | Пржевальський                                         | Нац.   | голова Президії Верховної Ради Киргизької РСР                                                                                         |                                   |
| Кулик Георгій Тарасович                    | Кабардинська АРСР                     | Ельбруський                                           | Нац.   | директор Тирнаузького гірничо-збагачувального комбінату                                                                               |                                   |
| Кулігіна Клавдія Іванівна                  | Московська область                    | Єгор'євський                                          | Союзу  | завідувач терапевтичного відділення Єгор'євського медичного училища, заслужений лікар РРФСР                                           |                                   |
| Кулієв Махмуд Кулі огли                    | Грузинська РСР                        | Ахалцихський                                          | Нац.   | 1-й секретар Дманіського районного комітету КПГ                                                                                       |                                   |
| Кулумбаєв Аблі                             | Киргизька РСР                         | Кочкорський                                           | Нац.   | голова виконавчого комітету Тянь-Шаньської обласної ради                                                                              |                                   |
| Кунаєв Дінмухамед Ахмедович                | Казахська РСР                         | Кзил-Ординський                                       | Союзу  | президент Академії наук Казахської РСР                                                                                                |                                   |
| Купревич Василь Феофілович                 | Білоруська РСР                        | Горецький                                             | Нац.   | президент Академії наук Білоруської РСР                                                                                               |                                   |
| Куратник Антоніна Яківна                   | Білоруська РСР                        | Пінський                                              | Нац.   | ланкова колгоспу імені Молотова Телеханського району Брестської області                                                               |                                   |
| Курбанов Аман Мамедович                    | Туркменська РСР                       | Казанджикський                                        | Нац.   | голова виконавчого комітету Красноводської обласної ради                                                                              |                                   |
| Курбанов Рахманкул Курбанович              | Узбецька РСР                          | Шахрисябзький                                         | Нац.   | 1-й секретар Кашкадар'їнського обласного комітету КПУз.                                                                               |                                   |
| Курбонмамадова Назарбегім                  | Горно-Бадахшанська автономна область  | Рушанський                                            | Нац.   | бригадир колгоспу імені Леніна Рушанського району                                                                                     |                                   |
| Курзибова Клавдія Петрівна                 | Іркутська область                     | Тулунський                                            | Союзу  | комбайнер Нижньоудинської МТС Нижньоудинського району                                                                                 |                                   |
| Курочкін Євген Григорович                  | Бурят-Монгольська АРСР                | Улан-Уденський міський                                | Союзу  | стругальник Улан-Уденського паровозо-вагонного заводу                                                                                 |                                   |
| Курчатов Ігор Васильович                   | Свердловська область                  | Свердловський-Ленінський                              | Союзу  | академік, директор Інституту атомної енергії АН СРСР                                                                                  |                                   |
| Кускова Ксенія Іванівна                    | Мордовська АРСР                       | Краснослободський                                     | Нац.   | головний лікар Мордовської республіканської лікарні                                                                                   |                                   |
| Кутирьов Олексій Михайлович                | Свердловська область                  | Каменськ-Уральський                                   | Союзу  | 1-й секретар Свердловського обласного комітету КПРС                                                                                   |                                   |
| Кутлиєв Нобат                              | Туркменська РСР                       | Чарджоуський сільський                                | Нац.   | голова колгоспу імені Жданова Чарджоуського району Чарджоуської області                                                               |                                   |
| Куусінен Отто Вільгельмович                | Карело-Фінська РСР                    | Куркійокський                                         | Нац.   | голова Президії Верховної Ради Карело-Фінської РСР                                                                                    |                                   |
| Кучава Митрофан Іонович                    | Грузинська РСР                        | Сухумський міський                                    | Нац.   | 1-й заступник голови Ради Міністрів Грузинської РСР                                                                                   |                                   |
| Кучерова Ганна Василівна                   | Івановська область                    | Івановський міський                                   | Союзу  | помічник майстра прядильної фабрики Івановського меланжевого комбінату                                                                |                                   |
| Кучумєєв Федір Кукашович                   | Горно-Алтайська автономна область     | Усть-Канський                                         | Нац.   | старший чабан колгоспу імені Кагановича Усть-Канського району                                                                         |                                   |
| Кярбер Кристьян Аугустович                 | Естонська РСР                         | Калінінський                                          | Нац.   | муляр, бригадир комплексної бригади Таллінського будівельного тресту                                                                  |                                   |
| Лабахуа Архип Миронович                    | Абхазька АРСР                         | Гульрипшський                                         | Нац.   | голова Ради Міністрів Абхазької АРСР                                                                                                  |                                   |
| Лавочкін Семен Олексійович                 | Башкирська АРСР                       | Черниковський                                         | Нац.   | авіаконструктор, головний конструктор заводу (ОКБ) № 301                                                                              |                                   |
| Лаврентьєва Наталія Іванівна               | Татарська АРСР                        | Зеленодольський                                       | Союзу  | ткаля Казанського льонокомбінату |                                   |
| Ладанов Петро Федорович                    | Ленінград                             | Ждановський                                           | Союзу  | голова виконавчого комітету Ленінградської міської ради                                                                               |                                   |
| Лазарєв Григорій Григорович                | Сумська область                       | Конотопський                                          | Союзу  | машиніст паровозного депо Конотоп |                                   |
| Лазарян Татевос Нагапетович                | Вірменська РСР                        | Красносельський                                       | Нац.   | завідувач молочнотоварної ферми колгоспу села Верін Чамбарак Красносельського району                                                  | дообраний 24.06.1956              |
| Лазуренко Михайло Костянтинович            | Українська РСР                        | Львівський                                            | Нац.   | 1-й секретар Львівського обласного комітету КПУ                                                                                       |                                   |
| Лаптєв Микола Васильович                   | Челябінська область                   | Челябінський-Ленінський                               | Союзу  | 1-й секретар Челябінського обласного комітету КПРС                                                                                    |                                   |
| Ларіонов Олексій Миколайович               | Рязанська область                     | Рязанський міський                                    | Союзу  | 1-й секретар Рязанського обласного комітету КПРС                                                                                      |                                   |
| Латунов Іван Сергійович                    | Архангельська область                 | Архангельський міський                                | Союзу  | 1-й секретар Архангельського обласного комітету КПРС                                                                                  |                                   |
| Лацис Віліс Тенісович                      | Латвійська РСР                        | Кіровський                                            | Нац.   | голова Ради Міністрів Латвійської РСР                                                                                                 |                                   |
| Лебедєв Іван Кононович                     | Омська область                        | Омський-Центральний                                   | Союзу  | 1-й секретар Омського обласного комітету КПРС                                                                                         |                                   |
| Лебедєв Йосип Дмитрович                    | Узбецька РСР                          | Турткульський                                         | Союзу  | гідротехнік, головний інженер інституту «Середньоаздіпроводбавовна»                                                                   |                                   |
| Лебедєв Олександр Олексійович              | Ленінград                             | Московський                                           | Союзу  | завідувач кафедри електрофізики Ленінградського державного університету, академік АН СРСР                                             |                                   |
| Лебедєва Зінаїда Олександрівна             | Москва                                | Сокольницький                                         | Союзу  | директор Центрального туберкульозного інституту                                                                                       |                                   |
| Левоєва Ганна Андріївна                    | Карело-Фінська РСР                    | Прионезький                                           | Нац.   | голова Вехручейської сільської ради Шелтозерсього району                                                                              |                                   |
| Легенький Микола Максимович                | Одеська область                       | Одеський-Ленінський                                   | Союзу  | старший механік пароплаву «Тарас Шевченко»                                                                                            |                                   |
| Ленцман Леонід Миколайович                 | Естонська РСР                         | Пильваський                                           | Нац.   | 2-й секретар ЦК КП Естонії |                                   |
| Леонов Леонід Максимович                   | Московська область                    | Загорський                                            | Союзу  | письменник, член Правління Спілки письменників СРСР                                                                                   |                                   |
| Леонтьєва Галина Кирилівна                 | Удмуртська АРСР                       | Увинський                                             | Нац.   | агроном колгоспу «Победа» Увинського району                                                                                           |                                   |
| Леськова Марія Антонівна                   | Хмельницька область                   | Хмельницький міський                                  | Союзу  | голова колгоспу імені Калініна Меджибізького району                                                                                   |                                   |
| Леціс Вільгельм Петрович                   | Латвійська РСР                        | Ленінський                                            | Нац.   | голова виконавчого комітету Ризької міської ради                                                                                      |                                   |
| Липка Федір Филимонович                    | Тернопільська область                 | Крем'янецький                                         | Союзу  | слухач 3-річної партійної школи при ЦК КПУ                                                                                            |                                   |
| Лисенко Марія Григорівна                   | Київська область                      | Богуславський                                         | Союзу  | голова колгоспу імені Кірова Старченківського району                                                                                  |                                   |
| Лисенко Трохим Денисович                   | Одеська область                       | Одеський сільський                                    | Союзу  | президент Всесоюзної академії сільськогосподарських наук імені В. І. Леніна                                                           |                                   |
| Лискін Микола Фадійович                    | Ставропольський край                  | Черкеський                                            | Союзу  | голова колгоспу імені Сталіна Ново-Олександрівського району                                                                           |                                   |
| Литвин Василиса Іванівна                   | Вінницька область                     | Жмеринський                                           | Союзу  | головний агроном Браїлівської МТС Жмеринського району                                                                                 |                                   |
| Литвиненко Василь Тимофійович              | Сталінська область                    | Красноармійський                                      | Союзу  | голова колгоспу імені Сталіна Селидівського району                                                                                    |                                   |
| Литвинова Марія Єгорівна                   | Ворошиловградська область             | Попаснянський                                         | Союзу  | свинарка радгоспу «Забойщик» Попаснянського району                                                                                    |                                   |
| Литовченко Григорій Павлович               | Херсонська область                    | Ново-Троїцький                                        | Союзу  | голова колгоспу імені Сталіна Генічеського району                                                                                     |                                   |
| Лихачов Іван Олексійович                   | Московська область                    | Митищинський                                          | Союзу  | міністр автомобільного транспорту і шосейних доріг СРСР                                                                               | помер 24.06.1956                  |
| Личук Юстин Тодорович                      | Українська РСР                        | Станіславський                                        | Нац.   | голова колгоспу «Перше травня» Снятинського району Станіславської області                                                             |                                   |
| Лобанов Павло Павлович                     | Алтайський край                       | Барнаульський сільський                               | Союзу  | 1-й заступник голови Ради Міністрів РРФСР і міністр сільського господарства РРФСР                                                     |                                   |
| Лобанок Володимир Єлисейович               | Білоруська РСР                        | Мозирський сільський                                  | Нац.   | голова виконавчого комітету Гомельської обласної ради                                                                                 |                                   |
| Ломако Петро Фадійович                     | Казахська РСР                         | Чимкентський міський                                  | Союзу  | міністр кольорової металургії СРСР |                                   |
| Ломбак Йоган Якович                        | Естонська РСР                         | Ельваський                                            | Нац.   | міністр внутрішніх справ Естонської РСР                                                                                               |                                   |
| Ломтатідзе Кетеван Віссаріонівна           | Абхазька АРСР                         | Сухумський міський                                    | Нац.   | директор Інституту мовознавства АН Грузинської РСР                                                                                    |                                   |
| Лубенников Леонід Гнатович                 | Білоруська РСР                        | Столбцовський                                         | Союзу  | 1-й секретар Мінського обласного комітету КПБ                                                                                         |                                   |
| Лупан Андрій Павлович                      | Молдавська РСР                        | Комратський                                           | Нац.   | письменник, голова правління Спілки радянських письменників Молдавської РСР                                                           |                                   |
| Лухт Ельфріда Янівна                       | Естонська РСР                         | Центральний                                           | Нац.   | завідувач дитячого відділення Республіканського протитуберкульозного диспансеру в місті Таллінні                                      |                                   |
| Лучинський Олександр Олександрович         | Узбецька РСР                          | Сурхан-Дар'їнський                                    | Союзу  | командувач військ Туркестанського військового округу, генерал-полковник                                                               |                                   |
| Лякіна Олександра Микитівна                | Рязанська область                     | Касимовський                                          | Союзу  | головний лікар Рязанської обласної кістковотуберкульозної лікарні                                                                     |                                   |
| Люскова Олександра Євгенівна               | Вологодська область                   | Сокольський                                           | Союзу  | завідувач свиноферми колгоспу «Буденновец» Мєждурєченського району                                                                    |                                   |
| Ляудіс Казимир Францович                   | Литовська РСР                         | Утенський                                             | Нац.   | міністр внутрішніх справ Литовської РСР                                                                                               |                                   |
| Ляшенко Віра Петрівна                      | Киргизька РСР                         | Кизил-Кийський                                        | Союзу  | головний зоотехнік Баткенської МТС Баткенського району Ошської області                                                                |                                   |
| Мавлянова Халіфа                           | Таджицька РСР                         | Пенджикентський                                       | Нац.   | артистка Таджицького державного театру опери і балету                                                                                 | дообрана 3.10.1954                |
| Магомаєв Джамаледдін Муслімович            | Азербайджанська РСР                   | Масаллинський                                         | Нац.   | заступник голови Ради Міністрів Азербайджанської РСР                                                                                  |                                   |
| Магомедов Джамалутдін Махмудович           | Дагестанська АРСР                     | Сергокалинський                                       | Нац.   | міністр сільського господарства Дагестанської АРСР                                                                                    |                                   |
| Магомедова Айшат Гамзатівна                | Дагестанська АРСР                     | Лакський                                              | Нац.   | вчителька Хутинської 7-річної школи Лакського району                                                                                  |                                   |
| Мадамінова Бікаджан                        | Узбецька РСР                          | Ургенчський                                           | Нац.   | лікар Гурленської районної лікарні |                                   |
| Маєвська Наталія Петрівна                  | Білоруська РСР                        | Дрогичинський                                         | Союзу  | вчителька середньої школи Івановського району Брестської області                                                                      |                                   |
| Мажиєв Бальжиніма                          | національні округи                    | Агінський Бурят-Монгольський національний округ       | Нац.   | голова колгоспу імені Кірова Могойтуйського району                                                                                    |                                   |
| Мазаєв Олександр Васильович                | Горно-Бадахшанська автономна область  | Ішкашимський                                          | Нац.   | 1-й заступник голови Ради Міністрів Таджицької РСР                                                                                    | дообраний 28.10.1956              |
| Мазуров Кирило Трохимович                  | Білоруська РСР                        | Брестський                                            | Союзу  | голова Ради Міністрів Білоруської РСР                                                                                                 |                                   |
| Майборода Володимир Дмитрович              | Білоруська РСР                        | Борисовський                                          | Союзу  | директор Мінського автомобільного заводу                                                                                              |                                   |
| Макаров Дмитро Іванович                    | Марійська АРСР                        | Звениговський                                         | Нац.   | бригадир котельників Звениговського судноремонтного заводу імені Бутякова                                                             |                                   |
| Маклаков Андрій Якович                     | Мурманська область                    | Мурманський                                           | Союзу  | капітан риболовецького траулеру «Єреван»                                                                                              |                                   |
| Макридіна Анастасія Григорівна             | Приморський край                      | Владивостоцький                                       | Союзу  | головний лікар центрального пологового будинку міста Владивостока                                                                     |                                   |
| Максимов Григорій Максимович               | Новгородська область                  | Боровицький                                           | Союзу  | голова колгоспу «Сталинец» Мошенського району                                                                                         |                                   |
| Маленкін Андрій Сергійович                 | Миколаївська область                  | Вознесенський                                         | Союзу  | 1-й секретар Миколаївського обласного комітету КПУ                                                                                    |                                   |
| Маленков Георгій Максиміліанович           | Москва                                | Ленінградський                                        | Союзу  | голова Ради Міністрів СРСР |                                   |
| Малиновський Родіон Якович                 | РРФСР                                 | Далекосхідний                                         | Нац.   | командувач військ Далекосхідного військового округу, маршал СРСР                                                                      |                                   |
| Малишев В'ячеслав Олександрович            | Московська область                    | Кунцевський                                           | Союзу  | заступник голови Ради Міністрів СРСР і міністр середнього машинобудування СРСР                                                        | помер 20.02.1957                  |
| Малишев Павло Іванович                     | Владимирська область                  | Ковровський                                           | Союзу  | голова колгоспу імені Сталіна |                                   |
| Малишева Анісія Іванівна                   | Марійська АРСР                        | Волзький                                              | Нац.   | доярка колгоспу «За коммунизм» Волзького району                                                                                       |                                   |
| Малишева Зінаїда Степанівна                | Мордовська АРСР                       | Ардатовський                                          | Союзу  | головний зоотехнік Ладської МТС Ладського району                                                                                      |                                   |
| Малінін Михайло Сергійович                 | Військовий виборчий округ             |                                                       | Нац.   | 1-й заступник начальника Генерального штабу Збройних Сил СРСР, генерал армії                                                          |                                   |
| Мальбахов Тімбора Кубатійович              | Кабардинська АРСР                     | Баксанський                                           | Нац.   | голова Президії Верховної Ради Кабардинської АРСР                                                                                     |                                   |
| Мальцев Анатолій Іванович                  | Івановська область                    | Шуйський                                              | Союзу  | завідувач кафедри вищої математики Івановського педагогічного інституту                                                               |                                   |
| Мальцев Михайло Васильович                 | Татарська АРСР                        | Бугульмінський                                        | Нац.   | головний геолог об'єднання «Татнафта»                                                                                                 |                                   |
| Мальцев Терентій Семенович                 | Курганська область                    | Шадринський                                           | Союзу  | директор дослідної станції колгоспу «Заветы Ленина» Шадринського району                                                               |                                   |
| Малякін Іван Гнатович                      | Хабаровський край                     | Камчатський                                           | Союзу  | шкіпер риболовного боту колгоспу імені Кірова Єлизовського району                                                                     |                                   |
| Мамаджанов Абдуманнап                      | Узбецька РСР                          | Ленінський                                            | Союзу  | бурильник нафтопромислу «Андижан» |                                   |
| Мамакін Михайло Федорович                  | Татарська АРСР                        | Казанський-Ленінський                                 | Нац.   | слюсар Казанського машинобудівного заводу                                                                                             |                                   |
| Мамедов Гусейн Курбан огли                 | Нахічеванська АРСР                    | Тазакендський                                         | Нац.   | голова Президії Верховної Ради Нахічеванської АРСР                                                                                    |                                   |
| Мамедова Євдокія Джуганівна                | Туркменська РСР                       | Красноводський                                        | Союзу  | оператор Красноводського заводу імені Сталіна                                                                                         |                                   |
| Мамуладзе Давид Михайлович                 | Аджарська АРСР                        | Кедський                                              | Нац.   | 1-й секретар Аджарського обласного комітету КПГ                                                                                       |                                   |
| Манаков Семен Олексійович                  | Чкаловська область                    | Сорочинський                                          | Союзу  | 1-й секретар Александровського районного комітету КПРС                                                                                | дообраний 22.07.1956              |
| Маргарян Грач Хачатурович                  | Вірменська РСР                        | Кіроваканський міський                                | Нац.   | 2-й секретар ЦК КП Вірменії |                                   |
| Маргієв Нестер Амзорович                   | Північно-Осетинська АРСР              | Алагірський                                           | Нац.   | кріпильник Згідського рудника Садонського рудоуправління                                                                              |                                   |
| Мариніна Анастасія Михайлівна              | Сталінградська область                | Камишинський                                          | Союзу  | голова колгоспу імені Леніна Ніколаєвського району                                                                                    |                                   |
| Марич Василь Михайлович                    | Станіславська область                 | Надвірнянський                                        | Союзу  | слюсар Битківського нафтопромислу № 7 Надвірнянського району                                                                          |                                   |
| Марков Василь Сергійович                   | Чернігівська область                  | Прилуцький                                            | Союзу  | 1-й секретар Чернігівського обласного комітету КПУ                                                                                    |                                   |
| Марков Олександр Гнатович                  | Якутська АРСР                         | Якутський міський                                     | Нац.   | капітан теплоходу «Первая пятилетка» Ленського річкового пароплавства                                                                 |                                   |
| Марранді Хейно Рейнович                    | Естонська РСР                         | Пайдеський                                            | Нац.   | голова колгоспу імені Сталіна Тюриського району                                                                                       |                                   |
| Мартинов Андрій Іванович                   | Тамбовська область                    | Кирсановський                                         | Союзу  | голова колгоспу імені Сталіна Граждановського району                                                                                  |                                   |
| Мартинов Григорій Олексійович              | Чуваська АРСР                         | Вурнарський                                           | Нац.   | міністр сільського господарства Чуваської АРСР                                                                                        |                                   |
| Мартьянова Катерина Василівна              | Москва                                | Фрунзенський                                          | Союзу  | директор середньої школи № 29 імені О. С. Грибоєдова міста Москви                                                                     | померла 15.01.1957                |
| Марченко Надія Яківна                      | Дніпропетровська область              | П'ятихатський                                         | Союзу  | вчителька Лихівської середньої школи № 1 Лихівського району                                                                           |                                   |
| Маслова Ганна Іванівна                     | Узбецька РСР                          | Ташкентський сільський                                | Нац.   | апаратниця Чирчицького електротехнічного комбінату                                                                                    |                                   |
| Матвєєва Людмила Сергіївна                 | Московська область                    | Подольський                                           | Союзу  | вчителька російської мови і літератури середньої школи № 3 міста Подольська                                                           |                                   |
| Материкова Марія Прокопівна                | РРФСР                                 | Ленінградський міський                                | Нац.   | ткаля Ленінградської прядильно-ткацької фабрики «Рабочий»                                                                             |                                   |
| Матнішян Сурен Хачатурович                 | Вірменська РСР                        | Ахурянський                                           | Нац.   | старший машиніст електровоза депо Ленінакан                                                                                           |                                   |
| Матуліс Юозас Юозович                      | Литовська РСР                         | Каунаський                                            | Союзу  | президент Академії наук Литовської РСР                                                                                                |                                   |
| Матюшевський Костянтин Вікентійович        | Білоруська РСР                        | Пінський                                              | Союзу  | 1-й секретар Давид-Городоцького районного комітету КПБ                                                                                |                                   |
| Махмудов Арзі                              | Кара-Калпацька АРСР                   | Шаббазький                                            | Нац.   | 1-й секретар Кара-Калпацького обласного комітету КПУз.                                                                                |                                   |
| Махно Олександр Іванович                   | Киргизька РСР                         | Калінінський                                          | Нац.   | директор МТС «20 лет Октября» Панфіловського району Фрунзенської області                                                              |                                   |
| Махулов Магомед Махулович                  | Дагестанська АРСР                     | Андалалський                                          | Нац.   | 1-й секретар Казбековського районного комітету КПРС                                                                                   |                                   |
| Маціяускас Іван Іванович (Йонас Йонович)   | Литовська РСР                         | Паневежський                                          | Нац.   | військовий комісар Литовської РСР, генерал-майор                                                                                      |                                   |
| Мацкевич Володимир Володимирович           | Кіровоградська область                | Ново-Український                                      | Союзу  | 1-й заступник міністра сільського господарства СРСР                                                                                   |                                   |
| Мачаваріані Тамара Акакіївна               | Грузинська РСР                        | Телавський                                            | Нац.   | завідувач навчальної частини середньої школи № 3 міста Телаві                                                                         |                                   |
| Мачульський Роман Наумович                 | Білоруська РСР                        | Брестський                                            | Нац.   | голова виконавчого комітету Брестської обласної ради                                                                                  |                                   |
| Машаріпов Матрасул                         | Узбецька РСР                          | Ургенчський                                           | Союзу  | помічник механіка Ургенчського бавовноочисного заводу                                                                                 |                                   |
| Машеров Петро Миронович                    | Білоруська РСР                        | Горецький                                             | Союзу  | 1-й секретар ЦК ЛКСМ Білорусі |                                   |
| Мегрелішвілі Мамія Амберкович              | Грузинська РСР                        | Кутаїський                                            | Нац.   | 1-й секретар Кутаїського міського комітету КПГ                                                                                        |                                   |
| Медведєва Віра Гуріївна                    | Білоруська РСР                        | Лепельський                                           | Союзу  | колгоспниця колгоспу імені Леніна Лепельського району Вітебської області                                                              |                                   |
| Медедова Оразгуль                          | Туркменська РСР                       | Кизил-Арватський                                      | Нац.   | килимарка Кизил-Арватської килимової артілі                                                                                           |                                   |
| Медетбеков Раїмкан                         | Киргизька РСР                         | Кіровський                                            | Нац.   | голова виконавчого комітету Таласької обласної ради                                                                                   |                                   |
| Меджидов Магомед Меджидович                | Дагестанська АРСР                     | Буйнакський                                           | Союзу  | голова Ради Міністрів Дагестанської АРСР                                                                                              |                                   |
| Мельник Дмитро Никанорович                 | Приморський край                      | Ворошиловський                                        | Союзу  | 1-й секретар Приморського крайового комітету КПРС                                                                                     |                                   |
| Мельников Роман Юхимович                   | Узбецька РСР                          | Бухарський сільський                                  | Союзу  | 2-й секретар ЦК КП Узбекистану |                                   |
| Мендибаєв Нуржан                           | Казахська РСР                         | Чимкентський сільський                                | Нац.   | бригадир тракторної бригади 1-ї Джетисуйської МТС Іллічівського району Південно-Казахстанської області                                |                                   |
| Мерецков Кирило Панасович                  | Карело-Фінська РСР                    | Кемський                                              | Союзу  | командувач військ Північного військового округу, маршал СРСР                                                                          |                                   |
| Метляєв Павло Кузьмич                      | Бурят-Монгольська АРСР                | Тарбагатайський                                       | Нац.   | головний агроном Ново-Брянської МТС Заіграєвського району                                                                             |                                   |
| Метревелі Іван Олексійович                 | Грузинська РСР                        | Гурджаанський                                         | Нац.   | сталевар Закавказького металургійного заводу імені Сталіна (м. Руставі)                                                               |                                   |
| Мехтієв Магерам Рухуллайович               | Азербайджанська РСР                   | Кіровабадський                                        | Нац.   | 1-й секретар Кіровабадського міського комітету КПАз.                                                                                  |                                   |
| Мєшкова Марія Марківна                     | Туркменська РСР                       | Чарджоуський міський                                  | Нац.   | завідувач навчальної частини школи № 2 міста Чарджоу                                                                                  |                                   |
| Мжаванадзе Василь Павлович                 | Грузинська РСР                        | Тбіліський сільський                                  | Союзу  | 1-й секретар ЦК КП Грузії |                                   |
| Мильников Аркадій Дмитрович                | Горьковська область                   | Горьковський-Сталінський                              | Союзу  | токар заводу «Красное Сормово» (м. Горький)                                                                                           |                                   |
| Мильников Іван Олександрович               | Якутська АРСР                         | Алданський                                            | Нац.   | гірник-драгер драги № 77 Алданського району                                                                                           |                                   |
| Миронов Микола Іванович                    | Ульяновська область                   | Ульяновський                                          | Союзу  | токар заводу (м. Ульяновськ) |                                   |
| Мисковець Текля Петрівна                   | Волинська область                     | Луцький                                               | Союзу  | голова колгоспу імені Кірова Олицького району                                                                                         |                                   |
| Михайлов Микола Олександрович              | Москва                                | Київський                                             | Союзу  | 1-й секретар Московського обласного комітету КПРС                                                                                     |                                   |
| Михайлов Михайло Петрович                  | Якутська АРСР                         | Нюрбінський                                           | Нац.   | голова колгоспу імені Димитрова Сунтарського району                                                                                   |                                   |
| Михайлов Христофор Семенович               | Красноярський край                    | Таймирський                                           | Союзу  | 1-й секретар Таймирського окружного комітету КПРС                                                                                     |                                   |
| Мікоян Анастас Іванович                    | Вірменська РСР                        | Єреванський-Сталінський                               | Нац.   | заступник голови Ради Міністрів СРСР і міністр торгівлі СРСР                                                                          |                                   |
| Мікоян Артем Іванович                      | РРФСР                                 | Казанський                                            | Нац.   | авіаконструктор, головний конструктор ОКБ                                                                                             |                                   |
| Мірза-Ахмедов Мансур Зіяйович              | Узбецька РСР                          | Ленінський                                            | Нац.   | 1-й секретар Андижанського обласного комітету КПУз.                                                                                   |                                   |
| Мітін Марк Борисович                       | РРФСР                                 | Іркутський                                            | Нац.   | академік АН СРСР, шеф-редактор газети «За прочный мир, за народную демократию»                                                        |                                   |
| Мітякін Сергій Іванович                    | Мордовська АРСР                       | Торбеєвський                                          | Нац.   | міністр сільського господарства Мордовської АРСР                                                                                      |                                   |
| Міцкевич Костянтин Михайлович (Якуб Колас) | Білоруська РСР                        | Новогрудський                                         | Союзу  | письменник, віце-президент АН Білоруської РСР                                                                                         | помер 13.08.1956                  |
| Мішаріна Олександра Юхимівна               | Комі АРСР                             | Сиктивкарський                                        | Нац.   | головний лікар онкологічного диспансеру Комі АРСР                                                                                     |                                   |
| Мобило Олексій Сергійович                  | Ровенська область                     | Сарненський                                           | Союзу  | голова колгоспу імені Сталіна Дубровицького району                                                                                    |                                   |
| Мовсісян Марго Хачатурівна                 | Нагірно-Карабаська автономна область  | Мартунінський                                         | Нац.   | ветеринарний лікар колгоспу імені Сталіна Мартунінського району                                                                       |                                   |
| Модебадзе Тамара Ражденівна                | Грузинська РСР                        | Чіатурський                                           | Союзу  | завідувач навчальної частини середньої школи № 1 міста Чіатура                                                                        |                                   |
| Моллаєва Айсолтан                          | Туркменська РСР                       | Калінінський                                          | Нац.   | директор середньої школи № 5 Тельманського району Ташаузської області                                                                 |                                   |
| Молотов В'ячеслав Михайлович               | Москва                                | Молотовський                                          | Союзу  | 1-й заступник голови Ради Міністрів СРСР і міністр закордонних справ СРСР                                                             |                                   |
| Морданенко Марія Василівна                 | Ростовська область                    | Ростовський-Пролетарський                             | Союзу  | майстер деревообробного цеху Ростовського заводу «Ростсільмаш» імені Сталіна                                                          |                                   |
| Мордовець Йосип Лаврентійович              | Молдавська РСР                        | Бендерський                                           | Союзу  | міністр внутрішніх справ Молдавської РСР                                                                                              |                                   |
| Морозов Петро Іванович                     | Кемеровська область                   | Маріїнський                                           | Союзу  | голова виконавчого комітету Кемеровської обласної ради                                                                                |                                   |
| Морозов Петро Федорович                    | Тамбовська область                    | Мічуринський                                          | Союзу  | голова виконавчого комітету Тамбовської обласної ради                                                                                 |                                   |
| Москаленко Кирило Семенович                | Московська область                    | Волоколамський                                        | Союзу  | командувач військ Московського військового округу, генерал армії                                                                      |                                   |
| Москатов Петро Георгійович                 | РРФСР                                 | Ставропольський                                       | Нац.   | голова Центральної ревізійної комісії ЦК КПРС                                                                                         |                                   |
| Москвін Василь Арсентійович                | Томська область                       | Томський сільський                                    | Союзу  | 1-й секретар Томського обласного комітету КПРС                                                                                        |                                   |
| Мохова Наталія Іванівна                    | Молотовська область                   | Осинський                                             | Союзу  | директор Комаровської МТС Осинського району                                                                                           |                                   |
| Музиченко Яків Юхимович                    | Брянська область                      | Новозибківський                                       | Союзу  | директор Новозибківської МТС Новозибківського району                                                                                  |                                   |
| Муканова Камалія Тулегенівна               | Казахська РСР                         | Талди-Курганський                                     | Союзу  | завідувач навчальної частини казахської середньої школи Саркандського району Талди-Курганської області                                |                                   |
| Мункожапов Дмитро Самбуйович               | Бурят-Монгольська АРСР                | Кяхтинський                                           | Нац.   | голова колгоспу імені Маленкова Селенгинського району                                                                                 |                                   |
| Мурадов Ата                                | Туркменська РСР                       | Каахкинський                                          | Нац.   | 1-й секретар Ашхабадського обласного комітету ЦК КП Тур.                                                                              |                                   |
| Муратов Зіннят Ібетович                    | Татарська АРСР                        | Казанський сільський                                  | Союзу  | 1-й секретар Татарського обласного комітету КПРС                                                                                      |                                   |
| Муртазаєв Каюм                             | Узбецька РСР                          | Чимбайський                                           | Союзу  | 1-й секретар ЦК ЛКСМ Узбекистану |                                   |
| Мустафаєв Імам Дашдемір огли               | Азербайджанська РСР                   | Хачмазський                                           | Союзу  | 1-й секретар ЦК КП Азербайджану |                                   |
| Мусхелішвілі Микола Іванович               | Грузинська РСР                        | Потійський                                            | Союзу  | президент Академії наук Грузинської РСР                                                                                               |                                   |
| Мухатов Велі                               | Туркменська РСР                       | Керкінський                                           | Нац.   | композитор, голова правління Спілки композиторів Туркменської РСР                                                                     |                                   |
| Мухітдінов Нуритдін Акрамович              | Узбецька РСР                          | Наманганський сільський                               | Нац.   | 1-й заступник голови Ради Міністрів Узбецької РСР                                                                                     |                                   |
| Мухін Микола Павлович                      | Азербайджанська РСР                   | Бакинський-Джапарідзевський                           | Нац.   | начальник Каспійського морського пароплавства                                                                                         |                                   |
| Мюрісепп Олексій Олександрович             | Естонська РСР                         | Раквереський                                          | Нац.   | голова Ради Міністрів Естонської РСР                                                                                                  |                                   |
| Набіуллін Валей Габейович                  | Башкирська АРСР                       | Янаульський                                           | Союзу  | голова Ради Міністрів Башкирської АРСР                                                                                                |                                   |
| Надирбабаєва Она                           | Таджицька РСР                         | Науський                                              | Нац.   | голова колгоспу «Кзил Аскер» Пролетарського району                                                                                    |                                   |
| Назаренко Іван Дмитрович                   | Українська РСР                        | Чернігівський                                         | Нац.   | секретар ЦК КПУ |                                   |
| Назаров Сафаралі                           | Таджицька РСР                         | Шуроабадський                                         | Нац.   | голова колгоспу імені Орджонікідзе |                                   |
| Назірова Міна Башир кизи                   | Азербайджанська РСР                   | Закатальський                                         | Нац.   | заступник голови виконавчого комітету Закатальської районної ради                                                                     |                                   |
| Найдек Леонтій Іванович                    | Кіровоградська область                | Кіровоградський                                       | Союзу  | 1-й секретар Кіровоградського обласного комітету КПУ                                                                                  |                                   |
| Намсараєв Хоца Намсарайович                | Бурят-Монгольська АРСР                | Тункинський                                           | Нац.   | письменник |                                   |
| Нарбутович Вікентій Романович              | Білоруська РСР                        | Гомельський сільський                                 | Союзу  | начальник цеху Гомельського заводу «Гомсільмаш»                                                                                       |                                   |
| Нартахова Марія Дмитрівна                  | Якутська АРСР                         | Олекмінський                                          | Нац.   | міністр соціального забезпечення Якутської АРСР                                                                                       |                                   |
| Настик-Доржу Донгак Сулдемович             | Тувинська автономна область           | Чаданський                                            | Нац.   | голова колгоспу «Путь к коммунизму» Дзун-Хемчицького району                                                                           |                                   |
| Натрошвілі Арчил Георгійович               | Грузинська РСР                        | Сігнахський                                           | Нац.   | директор Грузинського Науково-дослідного інституту (НДІ) тваринництва                                                                 |                                   |
| Недєлін Митрофан Іванович                  | Красноярський край                    | Красноярський                                         | Союзу  | командувач артилерії Радянської Армії, маршал артилерії                                                                               |                                   |
| Недоспасов Володимир Григорович            | Башкирська АРСР                       | Бєлорєцький                                           | Союзу  | майстер прокатного цеху Бєлорєцького металургійного заводу                                                                            | помер 3.05.1954                   |
| Неклюдов Олексій Іванович                  | Казахська РСР                         | Алма-Атинський сільський                              | Союзу  | 1-й секретар Алма-Атинського міського комітету КПКаз.                                                                                 |                                   |
| Некрасов Семен Миколайович                 | Комі АРСР                             | Сисольський                                           | Нац.   | директор Койгородського ліспромгоспу                                                                                                  |                                   |
| Некульсяну Олена Христофорівна             | Молдавська РСР                        | Кагульський                                           | Союзу  | голова Джурджулештської сільської ради Вулканештського району                                                                         |                                   |
| Несмєянов Олександр Миколайович            | Москва                                | Совєтський                                            | Союзу  | президент Академії наук СРСР |                                   |
| Нестеров Дмитро Леонтійович                | Башкирська АРСР                       | Альшеєвський                                          | Союзу  | головний агроном Давлекановської МТС Давлекановського району                                                                          |                                   |
| Ніємінен Петро Михайлович                  | Карело-Фінська РСР                    | Кемський сільський                                    | Нац.   | тракторист-бульдозерист лісопункту Кепа Ухтинського ліспромгоспу                                                                      |                                   |
| Ніколаєв Костянтин Кузьмич                 | Свердловська область                  | Сєровський                                            | Союзу  | голова виконавчого комітету Свердловської обласної ради                                                                               |                                   |
| Ніколаєв Павло Федорович                   | Вологодська область                   | Череповецький                                         | Союзу  | голова колгоспу «Искра Ленина» Пришексненського району                                                                                |                                   |
| Ніколаєва Клавдія Федорівна                | Новгородська область                  | Староруський                                          | Союзу  | завідувач Охтенської початкової школи Личковського району                                                                             |                                   |
| Нікольський Інокентій Михайлович           | Молотовська область                   | Комі-Пермяцький                                       | Союзу  | голова виконавчого комітету Молотовської обласної ради                                                                                |                                   |
| Ніконов Олександр Олександрович            | Латвійська РСР                        | Валкський                                             | Нац.   | міністр сільського господарства Латвійської РСР                                                                                       |                                   |
| Ніязов Амін Ірматович                      | Узбецька РСР                          | Ташкентський-Сталінський                              | Союзу  | 1-й секретар ЦК КП Узбекистану |                                   |
| Новиков Семен Михайлович                   | Одеська область                       | Ізмаїльський                                          | Союзу  | 2-й секретар Одеського обласного комітету КПУ                                                                                         |                                   |
| Новрузов Неймат Гусейнович                 | Нахічеванська АРСР                    | Норашенський                                          | Нац.   | голова Ради Міністрів Нахічеванської АРСР                                                                                             |                                   |
| Носенко Іван Сидорович                     | Брянська область                      | Брянський                                             | Союзу  | міністр транспортного і важкого машинобудування СРСР                                                                                  | помер 2.08.1956                   |
| Нуждіна Лідія Тимофіївна                   | Тувинська автономна область           | Кизилський східний                                    | Нац.   | зоотехнік колгоспу «Красный партизан» Тандинського району                                                                             |                                   |
| Нургалієв Мутагар Фатихович                | Татарська АРСР                        | Мензелінський                                         | Нац.   | буровий майстер тресту «Татбурнафта»                                                                                                  |                                   |
| Нурієв Зія Нурійович                       | Башкирська АРСР                       | Мелеузівський                                         | Нац.   | 2-й секретар Башкирського обласного комітету КПРС                                                                                     |                                   |
| Нурмагомедова Патімат                      | Дагестанська АРСР                     | Хунзахський                                           | Нац.   | бригадир рільничої бригади колгоспу «8 Марта» Хунзахського району                                                                     |                                   |
| Нурутдінов Сіродж                          | Узбецька РСР                          | Наманганський міський                                 | Нац.   | 1-й секретар Наманганського обласного комітету КПУз.                                                                                  |                                   |
| Нюнка Владас Юозович                       | Литовська РСР                         | Расейнський                                           | Нац.   | секретар ЦК КП Литви |                                   |
| Обносов Петро Степанович                   | Таджицька РСР                         | Кулябський                                            | Союзу  | 2-й секретар ЦК КП Таджикистану |                                   |
| Оборотов Василь Ілліч                      | Свердловська область                  | Краснотур'їнський                                     | Союзу  | начальник Свердловської залізниці |                                   |
| Овезов Балиш Овезович                      | Туркменська РСР                       | Красноводський                                        | Нац.   | голова Ради Міністрів Туркменської РСР                                                                                                |                                   |
| Овезова Анна Гозель                        | Туркменська РСР                       | Ашхабадський-Андрєєвський                             | Нац.   | ткаля Ашхабадської прядильно-ткацької фабрики імені Дзержинського                                                                     |                                   |
| Овсянников Олександр Іванович              | Новосибірська область                 | Барабинський                                          | Союзу  | директор Сибірського Науково-дослідного інституту (НДІ) тваринництва                                                                  |                                   |
| Оглоблін Олексій Олексійович               | Смоленська область                    | Рославльський                                         | Союзу  | професор, завідувач кафедри госпітальної хірургії Смоленського медичного інституту                                                    |                                   |
| Озерцова Марія Степанівна                  | Чкаловська область                    | Орський                                               | Союзу  | майстер електролітного відділення Південно-Уральського нікелевого комбінату                                                           |                                   |
| Озолінь Карл Мартинович                    | Латвійська РСР                        | Єкабпілський                                          | Нац.   | голова Президії Верховної Ради Латвійської РСР                                                                                        |                                   |
| Оконешников Михайло Миколайович            | Якутська АРСР                         | Якутський сільський                                   | Нац.   | комбайнер Мегіно-Кангаласької МТС Мегіно-Кангаласького району                                                                         |                                   |
| Омарова Зауре Садвокасівна                 | Казахська РСР                         | Ленінський                                            | Союзу  | старший інженер-проєктувальник інституту «Карагандадіпрошахт»                                                                         |                                   |
| Онищенко Вадим Прохорович                  | Українська РСР                        | Миколаївський                                         | Нац.   | 1-й секретар Херсонського обласного комітету КПУ                                                                                      |                                   |
| Оніка Дмитро Григорович                    | Московська область                    | Сталіногорський                                       | Союзу  | начальник комбінату «Москвовугілля»                                                                                                   |                                   |
| Органов Микола Миколайович                 | Красноярський край                    | Уярський                                              | Союзу  | 1-й секретар Красноярського крайового комітету КПРС                                                                                   |                                   |
| Орєхов Микола Павлович                     | Удмуртська АРСР                       | Граховський                                           | Нац.   | голова колгоспу «Выль-Сюрез» (імені Леніна) Кізнерського району                                                                       |                                   |
| Орєшин Павло Якович                        | Татарська АРСР                        | Зеленодольський                                       | Нац.   | голова колгоспу імені Ворошилова Верхнє-Услонського району                                                                            |                                   |
| Орлов Георгій Михайлович                   | Кіровська область                     | Слободський                                           | Союзу  | міністр лісової і паперової промисловості СРСР                                                                                        |                                   |
| Орлова Олена Гаврилівна                    | Бурят-Монгольська АРСР                | Кабанський                                            | Нац.   | бригадир овочівницької бригади колгоспу імені Леніна Байкало-Кударинського району                                                     |                                   |
| Орловський Кирило Прокопович               | Білоруська РСР                        | Бобруйський                                           | Союзу  | голова колгоспу «Рассвет» Кіровського району Могильовської області                                                                    |                                   |
| Осипов Георгій Іванович                    | Комі АРСР                             | Сиктивкарський                                        | Союзу  | 1-й секретар Комі обласного комітету КПРС                                                                                             |                                   |
| Осипов Іван Васильович                     | Мордовська АРСР                       | Ардатовський                                          | Нац.   | 1-й секретар Саранського міського комітету КПРС                                                                                       |                                   |
| Осін Микола Лаврентійович                  | Аджарська АРСР                        | Урехський                                             | Нац.   | член Військової ради Закавказького військового округу, генерал-майор                                                                  |                                   |
| Ососков Валентин Іванович                  | Арзамаська область                    | Арзамаський                                           | Союзу  | 1-й секретар Арзамаського обласного комітету КПРС                                                                                     |                                   |
| Остапенко Меланія Семенівна                | Чернігівська область                  | Бахмацький                                            | Союзу  | вчителька Сосницької 7-річної школи Сосницького району                                                                                |                                   |
| Остров Ян Петрович                         | Латвійська РСР                        | Кулдігський                                           | Союзу  | міністр культури Латвійської РСР |                                   |
| Отсман Ельміна Петрівна                    | Естонська РСР                         | Вільяндіський                                         | Нац.   | бригадир тракторної бригади Вільяндіської МТС Вільяндіського району                                                                   |                                   |
| Охаліна Ганна Миколаївна                   | Новосибірська область                 | Бердський                                             | Союзу  | ланкова колгоспу «Льновод» Маслянинського району                                                                                      |                                   |
| Охлопков Леонід Іванович                   | Військовий виборчий округ             |                                                       | Нац.   | начальник політичного відділу 3-ї гвардійської механізованої армії Групи радянських військ у Німеччині, полковник                     |                                   |
| Павлова Дарія Яківна                       | Марійська АРСР                        | Марі-Турекський                                       | Нац.   | трактористка Марі-Турекської МТС Марі-Турекського району                                                                              |                                   |
| Павловський Євген Никанорович              | Таджицька РСР                         | Сталінабадський міський                               | Нац.   | директор Інституту зоології Академії наук СРСР                                                                                        |                                   |
| Палдинь Єва Янівна                         | Латвійська РСР                        | Вентспілський                                         | Нац.   | міністр соціального забезпечення Латвійської РСР                                                                                      |                                   |
| Палецкіс Юстас Ігнович                     | Литовська РСР                         | Іонішкський                                           | Нац.   | голова Президії Верховної Ради Литовської РСР                                                                                         |                                   |
| Палладін Олександр Володимирович           | Полтавська область                    | Миргородський                                         | Союзу  | президент Академії наук Української РСР                                                                                               |                                   |
| Паллас Паул Тімотхеосович                  | Естонська РСР                         | Кінгісепський                                         | Нац.   | голова риболовного колгоспу «Пихьяраннік» Кінгісепського району                                                                       |                                   |
| Панєв Зосима Васильович                    | Комі АРСР                             | Кожвинський                                           | Нац.   | голова Ради Міністрів Комі АРСР |                                   |
| Паничова Марія Василівна                   | Алтайський край                       | Алейський                                             | Союзу  | старший агроном зернорадгоспу «Мамонтовський» Поспєліхинського району                                                                 |                                   |
| Панков Степан Семенович                    | Удмуртська АРСР                       | Воткінський                                           | Нац.   | слюсар-збиральник металоконструкцій і котельник Воткінського машинобудівного заводу                                                   |                                   |
| Панкратова Ганна Михайлівна                | Білоруська РСР                        | Гомельський міський                                   | Союзу  | академік АН СРСР, головний редактор журналу «Вопросы истории»                                                                         | померла 25.05.1957                |
| Паноєв Атомамад                            | Горно-Бадахшанська автономна область  | Ішкашимський                                          | Нац.   | слухач курсів при ЦК КПРС | помер 14.09.1956                  |
| Пантелєєв Юрій Олександрович               | Приморський край                      | Артемівський                                          | Союзу  | командувач Тихоокеанського флоту, адмірал                                                                                             |                                   |
| Панферов Федір Іванович                    | Татарська АРСР                        | Чистопольський                                        | Союзу  | письменник, головний редактор журналу «Октябрь»                                                                                       |                                   |
| Панцулая Зінаїда Іларіонівна               | Абхазька АРСР                         | Сухумський сільський                                  | Нац.   | лікар 2-ї Сухумської міської лікарні                                                                                                  |                                   |
| Панчукова Іраїда Олександрівна             | Бурят-Монгольська АРСР                | Улан-Уденський міський                                | Нац.   | вчителька початкових класів середньої школи № 2 міста Улан-Уде                                                                        |                                   |
| Панюков Олександр Олексійович              | національні округи                    | Таймирський національний округ                        | Нац.   | начальник управління «Єнісейбуду» МВС СРСР, генерал-майор                                                                             |                                   |
| Папавін Олександр Петрович                 | Ярославська область                   | Ярославський міський                                  | Союзу  | старший машиніст паровозного депо Ярославль                                                                                           |                                   |
| Папян Мацак Петросович                     | Вірменська РСР                        | Степанаванський                                       | Нац.   | голова Президії Верховної Ради Вірменської РСР                                                                                        |                                   |
| Парамонов Микола Петрович                  | Таджицька РСР                         | Курган-Тюбинський                                     | Нац.   | 1-й секретар Курган-Тюбинського міського комітету КПТадж                                                                              |                                   |
| Паращенко Микита Іванович                  | Білоруська РСР                        | Полоцький                                             | Нац.   | голова виконавчого комітету Вітебської обласної ради                                                                                  |                                   |
| Патоличев Микола Семенович                 | Білоруська РСР                        | Мінський сільський                                    | Союзу  | 1-й секретар ЦК КП Білорусі |                                   |
| Пашин Пилип Костянтинович                  | Тюменська область                     | Тобольський                                           | Союзу  | начальник цеху Самаровського рибоконсервного комбінату Ханти-Мансійського національного округу                                        |                                   |
| Пашкін Микола Семенович                    | Липецька область                      | Чаплигінський                                         | Союзу  | голова виконавчого комітету Липецької обласної ради                                                                                   |                                   |
| Пегов Микола Михайлович                    | Молотовська область                   | Кунгурський                                           | Союзу  | секретар Президії Верховної Ради СРСР                                                                                                 |                                   |
| Пейве Ян Вольдемарович                     | Латвійська РСР                        | Бауський                                              | Нац.   | президент Академії наук Латвійської РСР                                                                                               |                                   |
| Пельше Арвід Янович                        | Латвійська РСР                        | Резекненський                                         | Нац.   | секретар ЦК КП Латвії |                                   |
| Первухін Михайло Георгійович               | Грузинська РСР                        | Тбіліський-Калінінський                               | Союзу  | заступник голови Ради Міністрів СРСР                                                                                                  |                                   |
| Петкявічюс Юозас Юозович                   | Литовська РСР                         | Укмергський                                           | Нац.   | 1-й секретар ЦК ЛКСМ Литви |                                   |
| Петраускас Кіпрас Йонович                  | Литовська РСР                         | Зарасайський                                          | Нац.   | соліст Литовського державного театру опери і балету, народний артист СРСР                                                             |                                   |
| Петров Іван Михайлович                     | Карело-Фінська РСР                    | Біломорський сільський                                | Нац.   | 2-й секретар ЦК КП Карело-Фінської РСР                                                                                                |                                   |
| Петров Іван Юхимович                       | Військовий виборчий округ             |                                                       | Союзу  | начальник Головного управління бойової і фізичної підготовки Міністерства оборони СРСР, генерал армії                                 |                                   |
| Петров Олександр Володимирович             | Московська область                    | Ленінський                                            | Союзу  | науковий співробітник, завідувач відділу селекції Московської плодово-ягідної дослідної станції «Загір'я» Ленінського району          |                                   |
| Петров Федір Федорович                     | Свердловська область                  | Сведловський-Орджонікідзевський                       | Союзу  | головний конструктор Уральського артилерійського заводу № 9 імені Сталіна                                                             |                                   |
| Петросян Гарегін Бахшийович                | Вірменська РСР                        | Єреванський-Мікоянський                               | Нац.   | ректор Єреванського державного університету імені Молотова                                                                            |                                   |
| Петрухін Сергій Олексійович                | Куйбишевська область                  | Сергіївський                                          | Союзу  | голова виконавчого комітету Куйбишевської обласної ради                                                                               |                                   |
| Петрушев Олексій Єгорович                  | Марійська АРСР                        | Оршанський                                            | Нац.   | голова правління Центральної ради промислової кооперації РРФСР                                                                        |                                   |
| Петрущенко Андрій Іванович                 | Брянська область                      | Трубчевський                                          | Союзу  | голова колгоспу «Ленинский путь» Стародубського району                                                                                |                                   |
| Петряєва Ганна Романівна                   | Куйбишевська область                  | Куйбишевський міський                                 | Союзу  | шліфувальниця Куйбишевського заводу «Автотрактородеталь»                                                                              |                                   |
| Пєтухов Борис Федорович                    | Краснодарський край                   | Єйський                                               | Союзу  | голова виконавчого комітету Краснодарської крайової ради                                                                              |                                   |
| Пєтухов Олександр Улянович                 | Брянська область                      | Карачевський                                          | Союзу  | 1-й секретар Брянського обласного комітету КПРС                                                                                       |                                   |
| Пирчу Василь Михайлович                    | Молдавська РСР                        | Кагульський                                           | Нац.   | ланковий бригади колгоспу імені XIX-го партз'їзду Баймаклійського району                                                              |                                   |
| Писін Костянтин Георгійович                | Горно-Алтайська автономна область     | Горно-Алтайський                                      | Нац.   | голова виконавчого комітету Алтайської крайової ради                                                                                  |                                   |
| Письменський Сергій Дмитрович              | Удмуртська АРСР                       | Глазовський                                           | Нац.   | 1-й секретар Глазовського міського комітету КПРС                                                                                      |                                   |
| Підгорний Микола Вікторович                | Сталінська область                    | Сталінський перший                                    | Союзу  | 2-й секретар ЦК КПУ |                                   |
| Пізнак Федір Іванович                      | Українська РСР                        | Тернопільський                                        | Нац.   | голова виконавчого комітету Тернопільської обласної ради                                                                              |                                   |
| Пілагс Юлія Янівна                         | Латвійська РСР                        | Пролетарський                                         | Нац.   | ткаля текстильного комбінату «Ригас мануфактура»                                                                                      |                                   |
| Пірназаров Жума                            | Узбецька РСР                          | Термезький                                            | Нац.   | голова колгоспу «Янгірузгар» Узунського району Сурхан-Дар'їнської області                                                             |                                   |
| Піскунов Петро Васильович                  | Вірменська РСР                        | Октемберянський                                       | Нац.   | начальник Управління прикордонних військ МВС Вірменського округу, полковник                                                           |                                   |
| Плєшкова Ксенія Михайлівна                 | Білоруська РСР                        | Полоцький                                             | Союзу  | свинарка колгоспу «Ильич» Полоцького району Вітебської області                                                                        |                                   |
| Плієв Ісса Олександрович                   | Азербайджанська РСР                   | Степанакертський                                      | Союзу  | командувач 4-ї армії Закавказького військового округу, генерал-полковник                                                              |                                   |
| Плудон Матіс Янович                        | Латвійська РСР                        | Талсинський                                           | Нац.   | 1-й заступник голови Ради Міністрів Латвійської РСР                                                                                   |                                   |
| Подварко Олексій Григорович                | Дагестанська АРСР                     | Ботліхський                                           | Нац.   | професор, завідувач кафедри Дагестанського медичного інституту, головний інфекціоніст, епідеміолог                                    |                                   |
| Подгорний Іван Дмитрович                   | Військовий виборчий округ             |                                                       | Союзу  | командувач 24-ї повітряної армії ППО СРСР, генерал-лейтенант авіації                                                                  |                                   |
| Поддубнова Євдокія Дмитрівна               | Казахська РСР                         | Усть-Каменогорський                                   | Нац.   | штукатур тресту «Алтайсвинецьбуд» |                                   |
| Подольський Микола Тимофійович             | Хмельницька область                   | Городоцький                                           | Союзу  | 1-й секретар Ізяславського районного комітету КПУ                                                                                     |                                   |
| Покришкін Олександр Іванович               | Калінінська область                   | Ржевський                                             | Союзу  | командир 88-го винищувального авіаційного корпусу ППО (м. Ржев), генерал-майор                                                        |                                   |
| Полікарпова Мотрона Петрівна               | Литовська РСР                         | Клайпедський                                          | Нац.   | розділювачка риби Клайпедського рибоконсервного заводу                                                                                |                                   |
| Поліщук Євгенія Федорівна                  | Житомирська область                   | Бердичівський                                         | Союзу  | директор Любарської МТС Любарського району                                                                                            |                                   |
| Полякова Євдокія Іванівна                  | Читинська область                     | Читинський сільський                                  | Союзу  | завідувач майстерні Інгодинської МТС Читинського району                                                                               |                                   |
| Полянський Дмитро Степанович               | Кримська область                      | Сімферопольський міський                              | Союзу  | 1-й секретар Кримського обласного комітету КПУ                                                                                        |                                   |
| Пономаренко Пантелеймон Кіндратович        | Казахська РСР                         | Алма-Атинський міський                                | Нац.   | 1-й секретар ЦК КП Казахстану |                                   |
| Попов Василь Якович                        | Алтайський край                       | Рубцовський                                           | Союзу  | старший майстер Алтайського тракторного заводу імені Калініна                                                                         |                                   |
| Попов Іван Тимофійович                     | Псковська область                     | Порховський                                           | Союзу  | голова колгоспу «Красная Заря» Дєдовицького району                                                                                    |                                   |
| Попов Маркіан Михайлович                   | Запорізька область                    | Осипенківський                                        | Союзу  | командувач військ Таврійського військового округу, генерал армії                                                                      |                                   |
| Попова Ніна Василівна                      | Івановська область                    | Кінешемський                                          | Союзу  | секретар Всесоюзної центральної ради професійних спілок, голова Комітету радянських жінок                                             |                                   |
| Посмітний Макар Онисимович                 | Одеська область                       | Андрієво-Іванівський                                  | Союзу  | голова колгоспу імені Будьонного Березівського району                                                                                 |                                   |
| Поспєлов Петро Миколайович                 | РРФСР                                 | Курський                                              | Нац.   | секретар ЦК КПРС |                                   |
| Постовалов Сергій Осипович                 | Калузька область                      | Сухиницький                                           | Союзу  | 1-й секретар Калузького обласного комітету КПРС                                                                                       |                                   |
| Потьомкін Анатолій Васильович              | Військовий виборчий округ             |                                                       | Нац.   | генерал-майор? |                                   |
| Похиленко Валентина Іванівна               | Одеська область                       | Білгород-Дністровський                                | Союзу  | бригадир коптильного цеху Білгород-Дністровського рибоконсервного заводу                                                              |                                   |
| Привалов Михайло Мойсейович                | Кемеровська область                   | Сталінський                                           | Союзу  | старший майстер мартенівських печей мартенівського цеху Кузнецького металургійного комбінату імені Сталіна                            |                                   |
| Приймачук Ганна Йосипівна                  | Волинська область                     | Ковельський                                           | Союзу  | слухачка Тернопільської 2-річної партійної школи, машиніст крану                                                                      |                                   |
| Примбетов Жубандик                         | Казахська РСР                         | Кзил-Ординський                                       | Нац.   | завідувач Кургандузською зооветеринарною дільницею Аральського району Кзил-Ординської області                                         |                                   |
| Притицький Сергій Осипович                 | Білоруська РСР                        | Молодечненський                                       | Нац.   | 1-й секретар Молодечненського обласного комітету КПБ                                                                                  |                                   |
| Приходько Іван Митрофанович                | Полтавська область                    | Кременчуцький                                         | Союзу  | директор Крюківського вагонобудівного заводу                                                                                          | дообраний 5.05.1957               |
| Прокконен Павло Степанович                 | Карело-Фінська РСР                    | Пудозький                                             | Нац.   | голова Ради Міністрів Карело-Фінської РСР                                                                                             |                                   |
| Прокоф'єв Василь Андрійович                | Мурманська область                    | Кандалакшський                                        | Союзу  | 1-й секретар Мурманського обласного комітету КПРС                                                                                     |                                   |
| Прошунін Микола Емануїлович                | Ставропольський край                  | Будьоннівський                                        | Союзу  | голова виконавчого комітету Ставропольської крайової ради                                                                             |                                   |
| Псурцев Микола Дем'янович                  | Молотовська область                   | Ворошиловський                                        | Союзу  | міністр зв'язку СРСР |                                   |
| Пузанов Олександр Михайлович               | РРФСР                                 | Омський                                               | Нац.   | голова Ради Міністрів Російської РФСР                                                                                                 |                                   |
| Пузанчиков Микола Іванович                 | Московська область                    | Раменський                                            | Союзу  | голова колгоспу імені Молотова Раменського району                                                                                     |                                   |
| Пурцхванідзе Шалва Єстатійович             | Грузинська РСР                        | Амбролаурський                                        | Нац.   | шахтар-вибійник шахти імені Сталіна тресту «Ткібулвугілля»                                                                            |                                   |
| Пусеп Ендель Карлович                      | Естонська РСР                         | Абьяський                                             | Нац.   | заступник голови Президії Верховної Ради Естонської РСР                                                                               |                                   |
| Пустіка Ірина Йосипівна                    | Молдавська РСР                        | Рибницький                                            | Нац.   | голова колгоспу імені Кірова Рибницького району                                                                                       |                                   |
| Путейкіте Она Антанівна                    | Литовська РСР                         | Шакяйський                                            | Нац.   | 1-й секретар Науместського районного комітету КПЛит.                                                                                  |                                   |
| Пухльонкіна Хіонія Петрівна                | національні округи                    | Ханти-Мансійський національний округ                  | Нац.   | слухач Вищої партійної школи при ЦК КПРС                                                                                              |                                   |
| Пухов Микола Павлович                      | Новосибірська область                 | Купинський                                            | Союзу  | командувач військ Західно-Сибірського військового округу, генерал-полковник                                                           |                                   |
| Пчеляков Олександр Павлович                | Кіровська область                     | Малмижський                                           | Союзу  | 1-й секретар Кіровського обласного комітету КПРС                                                                                      |                                   |
| Рагімов Махмуд Джафар Кулі огли            | Азербайджанська РСР                   | Касум-Ісмаїловський                                   | Нац.   | заступник голови Ради Міністрів Азербайджанської РСР                                                                                  |                                   |
| Рагімов Садих Гаджіяралійович              | Азербайджанська РСР                   | Геокчайський                                          | Нац.   | голова Ради Міністрів Азербайджанської РСР                                                                                            |                                   |
| Рагімов Юніс Іскендер огли                 | Азербайджанська РСР                   | Агдамський                                            | Нац.   | директор Агджабединської МТС Агджабединського району                                                                                  |                                   |
| Рагімова Лейла Мірза кизи                  | Нахічеванська АРСР                    | Ордубадський                                          | Нац.   | робітниця Ордубадського консервного заводу                                                                                            |                                   |
| Раззаков Ісхак Раззакович                  | Киргизька РСР                         | Ошський                                               | Союзу  | 1-й секретар ЦК КП Киргизії |                                   |
| Райвітес Тетяна Іллівна                    | Молдавська РСР                        | Кишинівський міський                                  | Нац.   | майстер Кишинівської взуттєвої фабрики імені Сергія Лазо                                                                              |                                   |
| Ральченко Варвара Ананіївна                | Омська область                        | Ульяновський                                          | Союзу  | директор Сергіївської МТС Оконешниковського району                                                                                    |                                   |
| Рамонов Борис Григорович                   | Північно-Осетинська АРСР              | Дігорський                                            | Нац.   | голова колгоспу імені Сталіна Дігорського району                                                                                      |                                   |
| Расулов Джабар Расулович                   | Таджицька РСР                         | Канібадамський                                        | Нац.   | голова Ради Міністрів Таджицької РСР                                                                                                  |                                   |
| Рахманова Каміла                           | Узбецька РСР                          | Бухарський сільський                                  | Нац.   | ланкова колгоспу імені Сталіна Шафріканського району                                                                                  |                                   |
| Рахматов Мірзо                             | Таджицька РСР                         | Таджикабадський                                       | Нац.   | голова Президії Верховної Ради Таджицької РСР                                                                                         | дообраний 28.10.1956              |
| Рашидов Шараф Рашидович                    | Узбецька РСР                          | Самаркандський сільський                              | Нац.   | голова Президії Верховної Ради Узбецької РСР                                                                                          |                                   |
| Редькін Андрій Михайлович                  | Брянська область                      | Брянський                                             | Союзу  | міністр суднобудівної промисловості СРСР                                                                                              | дообраний 18.11.1956              |
| Редькін Федір Абрамович                    | Карело-Фінська РСР                    | Кемський міський                                      | Нац.   | капітан риболовецького тральщика колгоспу «12-я годовщина Октября» Кемського району                                                   |                                   |
| Ременчюс Антанас Йонович                   | Литовська РСР                         | Каунаський міський                                    | Нац.   | бригадир збірки турбін Каунаського турбінного заводу «Пергале»                                                                        |                                   |
| Решетников Сергій Андрійович               | Марійська АРСР                        | Сернурський                                           | Нац.   | головний лікар Сернурської районної лікарні                                                                                           |                                   |
| Решетняк Пилип Нестерович                  | Ворошиловградська область             | Ровеньківський                                        | Союзу  | голова виконавчого комітету Ворошиловградської обласної ради                                                                          |                                   |
| Ризаєв Ахмадалі                            | Узбецька РСР                          | Кокандський                                           | Союзу  | голова виконавчого комітету Ферганської обласної ради                                                                                 |                                   |
| Рильський Максим Тадейович                 | Українська РСР                        | Житомирський                                          | Нац.   | поет, академік АН УРСР, директор Інституту мистецтвознавства, фольклору і етнографії АН УРСР                                          |                                   |
| Рогач Марія Іванівна                       | Свердловська область                  | Алапаєвський                                          | Союзу  | завідувач терапевтичного відділення лікарні Верхньо-Салдинського металургійного заводу                                                |                                   |
| Рогинець Михайло Георгійович               | Чернігівська область                  | Новгород-Сіверський                                   | Союзу  | слухач курсів секретарів обкомів партії при ЦК КПРС                                                                                   |                                   |
| Романов Григорій Григорович                | Татарська АРСР                        | Єлабузький                                            | Союзу  | 1-й секретар Єлабузького районного комітету КПРС                                                                                      |                                   |
| Романюк Устина Никифорівна                 | Вінницька область                     | Гайсинський                                           | Союзу  | голова колгоспу імені Леніна Гайсинського району                                                                                      |                                   |
| Ромелашвілі Давид Захарович                | Грузинська РСР                        | Горійський                                            | Нац.   | 1-й заступник міністра радгоспів Грузинської РСР                                                                                      |                                   |
| Рудевський Іван Лукич                      | Казахська РСР                         | Аягузський                                            | Нац.   | начальник Управління прикордонних військ МВС Казахського округу, полковник                                                            |                                   |
| Руденко Інеса Андріївна                    | Харківська область                    | Красноградський                                       | Союзу  | головний зоотехнік Ліговської МТС Сахновщинського району                                                                              |                                   |
| Руденко Роман Андрійович                   | Ворошиловградська область             | Ворошиловський                                        | Союзу  | генеральний прокурор СРСР |                                   |
| Рудь Герасим Якович                        | Молдавська РСР                        | Дрокіївський                                          | Нац.   | голова Ради Міністрів Молдавської РСР                                                                                                 |                                   |
| Рультитегін Іван Іванович                  | національні округи                    | Чукотський національний округ                         | Нац.   | голова виконавчого комітету Чукотської окружної ради                                                                                  |                                   |
| Румянцев Олексій Матвійович                | Дніпропетровська область              | Ново-Московський                                      | Союзу  | завідувач відділу науки і культури ЦК КПРС                                                                                            |                                   |
| Румянцев Сергій Степанович                 | Великолуцька область                  | Великолуцький                                         | Союзу  | 1-й секретар Великолуцького обласного комітету КПРС                                                                                   |                                   |
| Руоколайнен Маргарита Оскарівна            | Карело-Фінська РСР                    | Сегежський сільський                                  | Нац.   | 1-й секретар ЦК ЛКСМ Карело-Фінської РСР                                                                                              |                                   |
| Руссу Іван Георгійович                     | Молдавська РСР                        | Бельцький                                             | Нац.   | бригадир Бельцького цукрового комбінату                                                                                               |                                   |
| Рушас Бронюс Аугустович                    | Литовська РСР                         | Тельшяйський                                          | Нац.   | директор Жидікяйської МТС Мажейкського району                                                                                         |                                   |
| Рябчиков Микола Петрович                   | Марійська АРСР                        | Йошкар-Олинський міський                              | Нац.   | 1-й секретар Йошкар-Олинського міського комітету КПРС                                                                                 |                                   |
| Сабітова Зуліха Нігметівна                 | Казахська РСР                         | Карагандинський міський                               | Нац.   | інженер-металург Балхаського заводу кольорового прокату                                                                               |                                   |
| Сабуров Максим Захарович                   | Білоруська РСР                        | Мінський міський                                      | Союзу  | заступник голови Ради Міністрів СРСР і голова Держплану СРСР                                                                          |                                   |
| Сабуров Олександр Миколайович              | Дрогобицька область                   | Самбірський                                           | Союзу  | начальник Управління місцевої протиповітряної оборони МВС УРСР, генерал-майор                                                         |                                   |
| Савельєв Василь Федорович                  | Кемеровська область                   | Анжеро-Судженський                                    | Союзу  | бригадир забійників шахти «Фізкультурник» тресту «Анжеровугілля»                                                                      |                                   |
| Савіних Андрій Григорович                  | Томська область                       | Томський міський                                      | Союзу  | професор, завідувач кафедри Томського медичного інституту                                                                             |                                   |
| Савостьянова Євдокія Іллівна               | Брянська область                      | Клинцовський                                          | Союзу  | інструктор ткацького цеху Клинцовської тонкосуконної фабрики імені Жовтневої революції                                                |                                   |
| Савоян Андранік Ісраелович                 | Вірменська РСР                        | Гукасянський                                          | Нац.   | 1-й секретар Ленінаканського міського комітету КПВ                                                                                    |                                   |
| Садиков Ібайдулла                          | Киргизька РСР                         | Ошський сільський                                     | Нац.   | голова колгоспу імені Калініна Ошського району Ошської області                                                                        |                                   |
| Саїббаєв Хасанбай                          | Узбецька РСР                          | Наманганський сільський                               | Союзу  | голова колгоспу імені Сталіна Наманганського району                                                                                   |                                   |
| Саїдшаріпова Зебо                          | Таджицька РСР                         | Гармський                                             | Нац.   | голова Шульмакської кишлачної ради Гармського району                                                                                  |                                   |
| Салагубайте Софія Вінцівна                 | Литовська РСР                         | Рокішкський                                           | Нац.   | головний лікар Рокішкської міжрайонної лікарні                                                                                        |                                   |
| Саланов Олексій Михайлович                 | Горьковська область                   | Павловський                                           | Союзу  | голова виконавчого комітету Горьковської обласної ради                                                                                |                                   |
| Салієв Ульмас                              | Таджицька РСР                         | Ісфаринський                                          | Нац.   | бригадир забійників шахти № 2 тресту «Таджиквугілля»                                                                                  |                                   |
| Самедов Віталій Юнусович                   | Азербайджанська РСР                   | Степанакертський                                      | Нац.   | 2-й секретар ЦК КП Азербайджану |                                   |
| Самсонов Борис Іванович                    | Московська область                    | Ухтомський                                            | Союзу  | формувальник-модельник Люберецького заводу сільськогосподарського машинобудування імені О. В. Ухтомського                             |                                   |
| Санакоєв Григорій Георгійович              | Південно-Осетинська автономна область | Джавський                                             | Нац.   | голова виконавчого комітету Південно-Осетинської обласної ради                                                                        |                                   |
| Сангінова Фатіма                           | Таджицька РСР                         | Шахристанський                                        | Нац.   | вчителька 7-річної школи імені Л.Толстого Шахристанського району                                                                      |                                   |
| Сандул Євдокія Опанасівна                  | Молдавська РСР                        | Дубосарський                                          | Нац.   | електрозварювальниця будівництва Дубосарської електростанції                                                                          |                                   |
| Сапарбаєва Амангуль                        | Кара-Калпацька АРСР                   | Чимбайський                                           | Нац.   | ланкова колгоспу імені Молотова Чимбайського району                                                                                   |                                   |
| Сапожков Петро Тимофійович                 | Воронезька область                    | Анненський                                            | Союзу  | голова колгоспу імені XIX партз'їзду Анненського району                                                                               |                                   |
| Саракаєв Володимир Басайович               | Північно-Осетинська АРСР              | Кіровський                                            | Нац.   | 1-й секретар Кіровського районного комітету КПРС                                                                                      |                                   |
| Сардак Марія Іванівна                      | Запорізька область                    | Пологський                                            | Союзу  | доярка колгоспу імені Сталіна Велико-Токмацького району                                                                               |                                   |
| Сариєв Акмамед                             | Туркменська РСР                       | Кагановицький                                         | Нац.   | голова Президії Верховної Ради Туркменської РСР                                                                                       |                                   |
| Саруєва Марія Федорівна                    | Горно-Алтайська автономна область     | Шебалинський                                          | Нац.   | секретар Горно-Алтайського обласного комітету КПРС                                                                                    |                                   |
| Сар'ян Мартірос Сергійович                 | Вірменська РСР                        | Кіроваканський                                        | Союзу  | народний художник Вірменської РСР |                                   |
| Сафаров Ахмед                              | Таджицька РСР                         | Дангаринський                                         | Нац.   | 1-й секретар Кулябського обласного комітету КПТадж                                                                                    |                                   |
| Сафронов Арсеній Михайлович                | Північно-Осетинська АРСР              | Промишлєнний                                          | Нац.   | 1-й заступник голови Ради Міністрів Російської РФСР                                                                                   | помер 13.10.1957                  |
| Сафронов Іван Петрович                     | Кіровська область                     | Кіровський сільський                                  | Союзу  | голова виконавчого комітету Кіровської обласної ради                                                                                  |                                   |
| Свєчников Петро Миколайович                | Краснодарський край                   | Лабинський                                            | Союзу  | голова колгоспу «Кубань» Усть-Лабинського району                                                                                      |                                   |
| Свинарьова Наталія Іванівна                | Краснодарський край                   | Тихорецький                                           | Союзу  | комбайнер Виселковської МТС Виселковського району                                                                                     |                                   |
| Свиніна Єлизавета Василівна                | Курганська область                    | Шумихинський                                          | Союзу  | завідувач Піщанської сільської лікарні Юргамишського району                                                                           |                                   |
| Севастьянов Михайло Михайлович             | Північно-Осетинська АРСР              | Архонський                                            | Нац.   | 2-й секретар Північно-Осетинського обласного комітету КПРС                                                                            |                                   |
| Сеїдов Гасан Алі огли                      | Азербайджанська РСР                   | Ленкоранський                                         | Нац.   | міністр сільського господарства Азербайджанської РСР                                                                                  |                                   |
| Сеїдов Мамед Мір Азіз огли                 | Нахічеванська АРСР                    | Єнгіджинський                                         | Нац.   | міністр сільського господарства Нахічеванської АРСР                                                                                   |                                   |
| Сеїтніязов Джолімбет                       | Узбецька РСР                          | Чимбайський                                           | Нац.   | голова Ради Міністрів Кара-Калпацької АРСР                                                                                            |                                   |
| Сеїтов Піржан                              | Кара-Калпацька АРСР                   | Ходжейлінський                                        | Нац.   | слухач Вищої партійної школи при ЦК КПРС                                                                                              |                                   |
| Селіверстов Сергій Андрійович              | Ленінградська область                 | Кінгісепський                                         | Союзу  | голова колгоспу імені Жданова Волосовського району                                                                                    |                                   |
| Селюкін Михайло Осипович                   | Мордовська АРСР                       | Ковилкінський                                         | Нац.   | голова Президії Верховної Ради Мордовської АРСР                                                                                       |                                   |
| Сембаєв Абдихаміт Ібнійович                | Казахська РСР                         | Актюбинський                                          | Союзу  | міністр освіти Казахської РСР |                                   |
| Семенова Парасковія Семенівна              | Арзамаська область                    | Лукоянівський                                         | Союзу  | ланкова колгоспу «Путь к социализму» Лукоянівського району                                                                            |                                   |
| Семиволос Олексій Ілліч                    | Дніпропетровська область              | Криворізький                                          | Союзу  | керуючий рудоуправління імені Ілліча тресту «Дзержинськруда»                                                                          |                                   |
| Семуле Марта Алмівна                       | Латвійська РСР                        | Мадонський                                            | Нац.   | доярка колгоспу «Копдарбіба» Гулбенського району                                                                                      |                                   |
| Семченко Зінаїда Тимофіївна                | Саратовська область                   | Вольський                                             | Союзу  | інженер, начальник лабораторії Вольського цементного заводу «Красный Октябрь»                                                         |                                   |
| Сербинович Микола Купріянович              | Українська РСР                        | Сталінський                                           | Нац.   | машиніст прохідницького комбайну шахти № 1 імені Челюскінців тресту «Сталінвугілля»                                                   |                                   |
| Сергєєв Павло Никанорович                  | Сталінградська область                | Михайловський                                         | Союзу  | начальник управління землеробства Сталінградського обласного управління сільського господарства                                       |                                   |
| Сердюк Зіновій Тимофійович                 | Молдавська РСР                        | Бельцький міський                                     | Союзу  | 1-й секретар ЦК КП Молдавії |                                   |
| Сехніашвілі Еміль Олексійович              | Грузинська РСР                        | Тбіліський міський                                    | Нац.   | 1-й секретар Тбіліського міського комітету КПГ                                                                                        |                                   |
| Сєдаков Дмитро Єлизарович                  | Бєлгородська область                  | Олексіївський                                         | Союзу  | голова колгоспу «Память Кирова» Будьоннівського району                                                                                |                                   |
| Сєнін Іван Семенович                       | Житомирська область                   | Малинський                                            | Союзу  | 1-й заступник голови Ради Міністрів Української РСР                                                                                   |                                   |
| Сєнькін Іван Ілліч                         | Карело-Фінська РСР                    | Лоухський                                             | Нац.   | 2-й секретар ЦК КП Карело-Фінської РСР                                                                                                | дообраний 29.01.1956              |
| Сидикбеков Тугельбай                       | Киргизька РСР                         | Джалал-Абадський                                      | Союзу  | письменник |                                   |
| Сидорова Анастасія Василівна               | Калузька область                      | Калузький                                             | Союзу  | колгоспниця колгоспу імені Андрєєва Малоярославецького району                                                                         |                                   |
| Синиця Михайло Сафронович                  | Київська область                      | Київський-Кагановицький                               | Союзу  | 1-й секретар Київського міського комітету КПУ                                                                                         |                                   |
| Синіцин Іван Флегонтович                   | Сталінградська область                | Сталінградський міський                               | Союзу  | директор Сталінградського тракторного заводу                                                                                          |                                   |
| Синяговський Петро Юхимович                | Ворошиловградська область             | Кадіївський                                           | Союзу  | начальник дільниці шахти № 56 Ірмінського шахтоуправління № 2 тресту «Кадіїввугілля»                                                  |                                   |
| Сиром'ятникова Зінаїда Миколаївна          | Горьковська область                   | Уренський                                             | Союзу  | хірург Ветлузької районної лікарні |                                   |
| Сиротенко Ольга Іванівна                   | Томська область                       | Колпашевський                                         | Союзу  | завідувач Наримського опорного пункту Сибірського НДІ тваринництва                                                                    |                                   |
| Сисоєв Петро Петрович                      | Удмуртська АРСР                       | Можгинський                                           | Союзу  | голова Ради Міністрів Удмуртської АРСР                                                                                                |                                   |
| Ситкарьов Михайло Павлович                 | Комі АРСР                             | Усть-Куломський                                       | Нац.   | голова виконавчого комітету Помоздинської районної ради                                                                               |                                   |
| Ситник Артем Михайлович                    | Сталінська область                    | Артемівський                                          | Союзу  | старший машиніст паровозного депо «Схід» станції Дебальцеве                                                                           |                                   |
| Сіабандов Саманд Алійович                  | Вірменська РСР                        | Апаранський                                           | Нац.   | начальник управління кадрів – заступник міністра сільського господарства Вірменської РСР                                              |                                   |
| Сікорський Сергій Іванович                 | Білоруська РСР                        | Могильовський                                         | Союзу  | 1-й секретар Могильовського обласного комітету КПБ                                                                                    |                                   |
| Сіліна Олена Петрівна                      | Латвійська РСР                        | Ленінський                                            | Союзу  | секретар Ризького міського комітету КПЛат.                                                                                            | дообрана 24.04.1955               |
| Скачков Семен Андрійович                   | Челябінська область                   | Челябінський-Сталінський                              | Союзу  | директор Челябінського тракторного заводу                                                                                             |                                   |
| Скверняк Олександр Вікентійович            | Українська РСР                        | Одеський                                              | Нац.   | старший машиніст депо Одеса-Товарна                                                                                                   |                                   |
| Скляров Павло Іванович                     | Запорізька область                    | Запорізький перший                                    | Союзу  | директор Запорізького машинобудівного заводу                                                                                          | дообраний 27.05.1956              |
| Скобєльцин Дмитро Володимирович            | Ворошиловградська область             | Лисичанський                                          | Союзу  | директор Фізичного інституту імені Лебедєва АН СРСР, академік АН СРСР                                                                 |                                   |
| Скочилов Анатолій Андріанович              | Арзамаська область                    | Сергачський                                           | Союзу  | голова виконавчого комітету Арзамаської обласної ради                                                                                 |                                   |
| Скулков Ігор Петрович                      | Ульяновська область                   | Мелекеський                                           | Союзу  | 1-й секретар Ульяновського обласного комітету КПРС                                                                                    |                                   |
| Скуртул Максим Васильович                  | Молдавська РСР                        | Оргіївський                                           | Нац.   | секретар ЦК КП Молдавії |                                   |
| Слєпко Ілля Овсійович                      | Хабаровський край                     | Комсомольський                                        | Союзу  | фрезерувальник суднобудівного заводу № 199 імені Ленінського Комсомолу (м. Комсомольськ-на-Амурі)                                     |                                   |
| Слободянюк Маркіян Сергійович              | Вінницька область                     | Вінницький сільський                                  | Союзу  | 1-й секретар Вінницького районного комітету КПУ                                                                                       |                                   |
| Слонь Михайло Варнайович                   | Хмельницька область                   | Старо-Костянтинівський                                | Союзу  | 1-й заступник міністра внутрішніх справ Української РСР                                                                               | помер 19.04.1955                  |
| Смирнов Дмитро Григорович                  | Горьковська область                   | Горьковський-Ленінський                               | Союзу  | 1-й секретар Горьковського обласного комітету КПРС                                                                                    |                                   |
| Смирнов Микола Іванович                    | Ленінград                             | Фрунзенський                                          | Союзу  | директор Кіровського заводу (м. Ленінград)                                                                                            |                                   |
| Снечкус Антанас Юозович                    | Литовська РСР                         | Паневежський                                          | Союзу  | 1-й секретар ЦК КП Литви |                                   |
| Собенін Аркадій Іванович                   | Амурська область                      | Куйбишевський                                         | Союзу  | 1-й секретар Амурського обласного комітету КПРС                                                                                       |                                   |
| Соболєв Василь Якович                      | Красноярський край                    | Єнісейський                                           | Союзу  | директор Бартатської МТС Больше-Муртинського району                                                                                   |                                   |
| Соболєва Ганна Олександрівна               | Татарська АРСР                        | Кукморський                                           | Нац.   | завідувач кукморської поліклініки Кукморського району                                                                                 |                                   |
| Соколов Євген Степанович                   | Чуваська АРСР                         | Алатирський                                           | Нац.   | начальник Алатирського паровозооремонтного заводу                                                                                     |                                   |
| Соколов Костянтин Михайлович               | Воронезька область                    | Таловський                                            | Союзу  | голова Державного комітету Ради Міністрів СРСР у справах будівництва                                                                  |                                   |
| Соколова Марія Олексіївна                  | Московська область                    | Серпуховський                                         | Союзу  | лікар дитячої лікарні міста Серпухова, заслужений лікар РРФСР                                                                         |                                   |
| Соколовський Василь Данилович              | Сталінградська область                | Калачовський                                          | Союзу  | начальник Генерального штабу Радянської армії, маршал СРСР                                                                            |                                   |
| Соловйов Іван Трохимович                   | Читинська область                     | Сретенський                                           | Союзу  | старший машиніст депо Зілово Забайкальської залізниці                                                                                 |                                   |
| Соловйов Леонід Миколайович                | Вологодська область                   | Вологодський                                          | Союзу  | заступник голови Всесоюзної центральної ради професійних спілок                                                                       | дообраний 30.10.1955              |
| Соловйов-Сєдой Василь Павлович             | Ленінград                             | Октябрський                                           | Союзу  | композитор, голова правління Ленінградського відділення Спілки композиторів СРСР                                                      |                                   |
| Сорока Микола Іванович                     | Алтайський край                       | Горно-Алтайський                                      | Союзу  | 1-й секретар Горно-Алтайського обласного комітету КПРС                                                                                |                                   |
| Соснін Олександр Тимофійович               | Карело-Фінська РСР                    | Октябрський                                           | Нац.   | слюсар Онезького машинобудівного заводу                                                                                               |                                   |
| Соснова Тетяна Терентіївна                 | Каменська область                     | Міллеровський                                         | Союзу  | колгоспниця-пташниця колгоспу «Большевик» Чертковського району                                                                        |                                   |
| Спиридонов Олексій Михайлович              | Марійська АРСР                        | Юрінський                                             | Нац.   | 1-й секретар Марійського обласного комітету КПРС                                                                                      |                                   |
| Співак Марко Сидорович                     | Сталінська область                    | Костянтинівський                                      | Союзу  | міністр сільського господарства Української РСР                                                                                       |                                   |
| Спіцина Софія Варфоломіївна                | Киргизька РСР                         | Фрунзенський-Пролетарський                            | Нац.   | слюсар Фрунзенського інструментального заводу                                                                                         |                                   |
| Споров В'ячеслав Якович                    | Владимирська область                  | Муромський                                            | Союзу  | голова виконавчого комітету Владимирської обласної ради                                                                               |                                   |
| Ставер Ганна Степанівна                    | Білоруська РСР                        | Лідський                                              | Нац.   | робітниця Лідської взуттєвої фабрики                                                                                                  |                                   |
| Стафійчук Іван Йосипович                   | Київська область                      | Димерський                                            | Союзу  | голова виконавчого комітету Київської обласної ради                                                                                   |                                   |
| Стахурський Михайло Михайлович             | Українська РСР                        | Полтавський                                           | Нац.   | 1-й секретар Полтавського обласного комітету КПУ                                                                                      |                                   |
| Степанов Павло Павлович                    | Карело-Фінська РСР                    | Петровський                                           | Нац.   | технорук Пальєозерського лісопункту Петровського ліспромгоспу                                                                         |                                   |
| Стефаник Семен Васильович                  | Львівська область                     | Львівський                                            | Союзу  | голова виконавчого комітету Львівської обласної ради                                                                                  |                                   |
| Стойко Іван Никифорович                    | Молдавська РСР                        | Бельцький сільський                                   | Союзу  | голова колгоспу імені Жданова Бельцького району                                                                                       |                                   |
| Стрельникова Ніна Іванівна                 | Дніпропетровська область              | Ленінський                                            | Союзу  | заступник головного металурга Дніпропетровського заводу металургійного обладнання                                                     |                                   |
| Стреляєва Лідія Миколаївна                 | Башкирська АРСР                       | Уфимський сільський                                   | Нац.   | науковий співробітник Кушнаренківської плодово-ягідної дослідної станції                                                              |                                   |
| Строкач Тимофій Амвросійович               | Вінницька область                     | Могилів-Подільський                                   | Союзу  | міністр внутрішніх справ Української РСР                                                                                              |                                   |
| Струєв Олександр Іванович                  | Молотовська область                   | Сталінський                                           | Союзу  | 1-й секретар Молотовського обласного комітету КПРС                                                                                    |                                   |
| Ступников Михайло Максимович               | Амурська область                      | Амурський                                             | Союзу  | голова колгоспу імені Сталіна Тамбовського району                                                                                     |                                   |
| Суєркулов Абди                             | Киргизька РСР                         | Фрунзенський сільський                                | Союзу  | голова Ради Міністрів Киргизької РСР                                                                                                  |                                   |
| Суєтін Михайло Сергійович                  | Удмуртська АРСР                       | Сарапульський                                         | Союзу  | 1-й секретар Удмуртського обласного комітету КПРС                                                                                     |                                   |
| Сужиков Мухамедгалі Аленович               | Казахська РСР                         | Кокчетавський                                         | Нац.   | секретар ЦК КП Казахстану |                                   |
| Сукманова Марія Матвіївна                  | Псковська область                     | Островський                                           | Союзу  | вчителька середньої школи № 2 міста Острова                                                                                           |                                   |
| Сулейменов Тулеу                           | Казахська РСР                         | Кокчетавський                                         | Союзу  | директор Комсактинської МТС Айртауського району Кокчетавської області                                                                 |                                   |
| Султанова Масуда Мухамеджанівна            | Узбецька РСР                          | Ташкентський-Ленінський міський                       | Нац.   | доцент Середньоазіатського державного університету імені Леніна                                                                       |                                   |
| Сумцов Дмитро Лаврентійович                | Костромська область                   | Галицький                                             | Союзу  | 1-й секретар Костромського обласного комітету КПРС                                                                                    |                                   |
| Супрунов Валентин Кузьмич                  | Адигейська автономна область          | Майкопський сільський                                 | Нац.   | професор, завідувач кафедри оториноларингології Кубанського медичного інституту імені Червоної Армії                                  |                                   |
| Сурганов Федір Онисимович                  | Білоруська РСР                        | Гомельський міський                                   | Союзу  | секретар ЦК КП Білорусі | дообраний 25.08.1957              |
| Сурков Олексій Олександрович               | Таджицька РСР                         | Регарський                                            | Нац.   | письменник, секретар правління Спілки радянських письменників СРСР                                                                    |                                   |
| Сусайков Іван Захарович                    | Узбецька РСР                          | Ташкентський сільський                                | Союзу  | член Військової ради Туркестанського військового округу, генерал-полковник танкових військ                                            |                                   |
| Суслов Віктор Максимович                   | Краснодарський край                   | Новоросійський                                        | Союзу  | 1-й секретар Краснодарського крайового комітету КПРС                                                                                  |                                   |
| Суслов Михайло Андрійович                  | Саратовська область                   | Саратовський-Ленінський                               | Союзу  | секретар ЦК КПРС |                                   |
| Сухін Гаврило Петрович                     | Грузинська РСР                        | Тбіліський-Сталінський                                | Союзу  | токар Тбіліського машинобудівного заводу                                                                                              |                                   |
| Сухов Іван Іванович                        | Смоленська область                    | Вяземський                                            | Союзу  | машиніст паровозного депо станції Вязьма                                                                                              |                                   |
| Сухова Тетяна Іванівна                     | Мордовська АРСР                       | Саранський міський                                    | Нац.   | робітниця заводу (м. Саранськ) |                                   |
| Сьомін Олексій Володимирович               | Вологодська область                   | Харовський                                            | Союзу  | 1-й секретар Вологодського обласного комітету КПРС                                                                                    |                                   |
| Сюкіяйнен Йосип Іванович                   | Карело-Фінська РСР                    | Сортавальський сільський                              | Нац.   | голова Президії Карело-Фінського філіалу Академії наук СРСР                                                                           |                                   |
| Табадякова Марія Єрмешівна                 | Горно-Алтайська автономна область     | Онгудайський                                          | Нац.   | дільничий зоотехнік колгоспу «Кызыл-Мааны» Кош-Агачського району                                                                      |                                   |
| Тавризян Мікаел Арсенович                  | Вірменська РСР                        | Іджеванський                                          | Нац.   | художній керівник Вірменського державного театру опери і балету                                                                       | помер 17.10.1957                  |
| Тагієв Імран Абдулла огли                  | Азербайджанська РСР                   | Казахський                                            | Нац.   | голова виконавчого комітету Казахської районної ради                                                                                  |                                   |
| Тазенкова Єфросинія Іванівна               | Орловська область                     | Орловський сільський                                  | Союзу  | доярка колгоспу імені Горького Болховського району                                                                                    |                                   |
| Тазієв Гатаулла Тазійович                  | Татарська АРСР                        | Казанський сільський                                  | Нац.   | голова колгоспу імені Вахітова Пєстреченського району                                                                                 |                                   |
| Таїрова Таїра Акпер кизи                   | Азербайджанська РСР                   | Сабірабадський                                        | Нац.   | голова Азербайджанської республіканської ради профспілок                                                                              |                                   |
| Тайбеков Єлубай Базімович                  | Казахська РСР                         | Зайсанський                                           | Союзу  | голова Ради Міністрів Казахської РСР                                                                                                  |                                   |
| Таймі Адольф Петрович                      | Карело-Фінська РСР                    | Лоухський                                             | Нац.   | голова Верховної Ради Карело-Фінської РСР                                                                                             | помер 1.11.1955                   |
| Тактакішвілі Отар Васильович               | Грузинська РСР                        | Сухумський сільський                                  | Нац.   | директор і художній керівник Державної хорової капели Грузинської РСР                                                                 |                                   |
| Талиб-заде Абдулла Шаїк Мустафа огли       | Азербайджанська РСР                   | Кубинський                                            | Нац.   | письменник | дообраний 26.08.1956              |
| Танасевський Борис Захарович               | Молдавська РСР                        | Кишинівський міський                                  | Союзу  | голова виконавчого комітету Кишинівської міської ради                                                                                 |                                   |
| Тарасов Михайло Петрович                   | РРФСР                                 | Уфимський                                             | Нац.   | голова Президії Верховної Ради Російської РФСР                                                                                        |                                   |
| Тарасов Петро Михайлович                   | Челябінська область                   | Міаський                                              | Союзу  | головний хірург Челябінської обласної лікарні                                                                                         |                                   |
| Тарасов Степан Никонович                   | Дніпропетровська область              | Синельниківський                                      | Союзу  | голова Партійної комісії при ЦК КПУ                                                                                                   | помер 7.09.1955                   |
| Тарасова Алла Костянтинівна                | Москва                                | Свердловський                                         | Союзу  | народна артистка СРСР, директор Московського художнього театру                                                                        |                                   |
| Тарба Іван Костянтинович                   | Абхазька АРСР                         | Гальський                                             | Нац.   | секретар Абхазького обласного комітету КПГ                                                                                            |                                   |
| Татаєва Марія Григорівна                   | Якутська АРСР                         | Колимський                                            | Нац.   | мисливець-промисловець колгоспу імені Сталіна Нижньо-Колимського району                                                               | померла 4.06.1954                 |
| Ташенєв Жумабек Ахметович                  | Казахська РСР                         | Актюбинський                                          | Нац.   | голова Президії Верховної Ради Казахської РСР                                                                                         | дообраний 7.10.1956               |
| Ташиєв Кулназар                            | Киргизька РСР                         | Наукатський                                           | Нац.   | 1-й секретар Араванського районного комітету КПКир. Ошської області                                                                   |                                   |
| Ташніязов Умар                             | Узбецька РСР                          | Катта-Курганський                                     | Союзу  | чабан колгоспу «Ленінчі Чарводар» Пахтакорського району                                                                               |                                   |
| Твердохліб Катерина Гнатівна               | Харківська область                    | Богодухівський                                        | Союзу  | ланкова колгоспу «Більшовик» Валківського району                                                                                      |                                   |
| Тебеньков Леонід Олександрович             | Удмуртська АРСР                       | Іжевський-Ждановський                                 | Нац.   | сталевар Іжевського металургійного заводу                                                                                             |                                   |
| Тевосян Іван Федорович                     | Дніпропетровська область              | Нікопольський                                         | Союзу  | заступник голови Ради Міністрів СРСР і міністр металургійної промисловості СРСР                                                       |                                   |
| Темерешев Петро Іванович                   | Марійська АРСР                        | Йошкар-Олинський                                      | Союзу  | голова Ради Міністрів Марійської АРСР                                                                                                 |                                   |
| Теплицький Тома Степанович                 | Тернопільська область                 | Бучацький                                             | Союзу  | голова колгоспу імені Хрущова Монастириського району                                                                                  | дообраний 12.05.1957              |
| Терещенко Олександр Володимирович          | Киргизька РСР                         | Узгенський                                            | Нац.   | міністр внутрішніх справ Киргизької РСР                                                                                               |                                   |
| Техова Марія Йорданівна                    | Південно-Осетинська автономна область | Ленінгорський                                         | Нац.   | головний агроном Сталінірської МТС |                                   |
| Тиміна Олександра Іванівна                 | Калінінська область                   | Бежецький                                             | Союзу  | завідувач Княжевської сільської лікарні Теблешського району                                                                           |                                   |
| Тимофєєв Олександр Андрійович              | Іркутська область                     | Тайшетський                                           | Союзу  | 1-й секретар Братського районного комітету КПРС                                                                                       |                                   |
| Тимофєєва Агафія Григорівна                | Московська область                    | Клинський                                             | Союзу  | голова колгоспу «Правда» Клинського району                                                                                            |                                   |
| Тимошенко Семен Костянтинович              | Білоруська РСР                        | Мозирський сільський                                  | Союзу  | командувач військ Білоруського військового округу, маршал СРСР                                                                        |                                   |
| Тинуріст Едгар Густавович                  | Естонська РСР                         | Пярнуський сільський                                  | Нац.   | міністр сільського господарства Естонської РСР                                                                                        |                                   |
| Титов Віталій Миколайович                  | Харківська область                    | Харківський-Краснозаводський                          | Союзу  | 1-й секретар Харківського обласного комітету КПУ                                                                                      |                                   |
| Титов Федір Єгорович                       | Івановська область                    | Тейковський                                           | Союзу  | 1-й секретар Івановського обласного комітету КПРС                                                                                     |                                   |
| Тихонов Микола Семенович                   | Ленінград                             | Дзержинський                                          | Союзу  | письменник, голова Радянського комітету захисту миру                                                                                  |                                   |
| Тихомиров Володимир Дмитрович              | Карело-Фінська РСР                    | Онезький                                              | Нац.   | головний лікар Карело-Фінського республіканського шкіряно-венерологічного диспансеру                                                  |                                   |
| Тихомиров Сергій Михайлович                | Горьковська область                   | Дзержинський                                          | Союзу  | міністр хімічної промисловості СРСР                                                                                                   |                                   |
| Тичина Павло Григорович                    | Українська РСР                        | Київський                                             | Нац.   | поет, академік АН УРСР |                                   |
| Тищенко Сергій Іларіонович                 | Сталінська область                    | Ждановський                                           | Союзу  | міністр чорної металургії Української РСР                                                                                             |                                   |
| Тімашова Мотрона Федорівна                 | Воронезька область                    | Ліскинський                                           | Союзу  | директор Шишовської МТС Бобровського району                                                                                           |                                   |
| Тітенко Марія Іларіонівна                  | Херсонська область                    | Херсонський                                           | Союзу  | лікар-хірург Херсонської обласної лікарні                                                                                             |                                   |
| Ткач Дмитро Григорович                     | Молдавська РСР                        | Флорештський                                          | Нац.   | слухач Вищої партійної школи при ЦК КПРС                                                                                              |                                   |
| Ткачова Тетяна Ізосимівна                  | Алтайський край                       | Славгородський                                        | Союзу  | голова колгоспу «Путь Сталина» Локтєвського району                                                                                    |                                   |
| Ткачук Марко Якович                        | Волинська область                     | Володимир-Волинський                                  | Союзу  | голова виконавчого комітету Волинської обласної ради                                                                                  |                                   |
| Тлостанов Калімет Тутович                  | Кабардинська АРСР                     | Терський                                              | Нац.   | голова Ради Міністрів Кабардинської АРСР                                                                                              |                                   |
| Товмасян Сурен Акопович                    | Вірменська РСР                        | Єреванський                                           | Союзу  | 1-й секретар ЦК КП Вірменії |                                   |
| Тойгомбаєв Джаманкул                       | Киргизька РСР                         | Ошський міський                                       | Нац.   | 1-й секретар Ошського обласного комітету КПКир.                                                                                       |                                   |
| Тойлієва Язбіке                            | Туркменська РСР                       | Тахтинський                                           | Нац.   | бригадир колгоспу «Комуна» Тахтинського району Ташаузської області                                                                    |                                   |
| Тока Салчак Калбакхорекович                | Тувинська автономна область           | Кизилський                                            | Союзу  | 1-й секретар Тувинського обласного комітету КПРС                                                                                      |                                   |
| Толбаст Борис Степанович                   | Естонська РСР                         | Йигеваський                                           | Нац.   | 1-й секретар ЦК ЛКСМ Естонії |                                   |
| Толстиков Олег Вікторович                  | Азербайджанська РСР                   | Шамхорський                                           | Нац.   | командувач військ Бакинського району протиповітряної оборони (ППО), генерал-лейтенант                                                 |                                   |
| Торгованов Павло Іванович                  | Вологодська область                   | Вологодський                                          | Союзу  | головний лікар Вологодського обласного онкологічного диспансера                                                                       | помер 6.08.1955                   |
| Торсуков Олександр Іванович                | Горьковська область                   | Кстовський                                            | Союзу  | капітан пароплаву «Володарський» Волзького річкового пароплавства                                                                     |                                   |
| Трєскова Ніна Герасимівна                  | Башкирська АРСР                       | Бірський                                              | Нац.   | вчителька Бірської середньої школи |                                   |
| Трофименков Микола Іванович                | Краснодарський край                   | Кропоткінський                                        | Союзу  | директор радгоспу «Кубань» Гулькевицького району                                                                                      |                                   |
| Трофимов Іван Дмитрович                    | Саратовська область                   | Енгельський                                           | Союзу  | контрольний майстер Енгельського заводу імені Урицького                                                                               |                                   |
| Трофимов Іван Михайлович                   | Ярославська область                   | Щербаковський                                         | Союзу  | слюсар заводу (м. Щербаков) |                                   |
| Трофимов Олександр Степанович              | Балашовська область                   | Балашовський                                          | Союзу  | 1-й секретар Балашовського обласного комітету КПРС                                                                                    |                                   |
| Троценко Юхим Григорович                   | Читинська область                     | Борзенський                                           | Союзу  | командувач військ Забайкальського військового округу, генерал-лейтенант                                                               |                                   |
| Тулешев Умар                               | Казахська РСР                         | Гур'ївський                                           | Союзу  | голова колгоспу «Перше травня» Баксайського району Гур'ївської області                                                                |                                   |
| Туполєв Андрій Миколайович                 | РРФСР                                 | Куйбишевський                                         | Нац.   | авіаконструктор, головний конструктор авіаційного заводу № 156, керівник ОКБ, академік АН СРСР                                        |                                   |
| Турсун-заде Мірзо                          | Таджицька РСР                         | Сталінабадський міський                               | Союзу  | письменник, 1-й секретар Спілки радянських письменників Таджицької РСР                                                                |                                   |
| Турсункулов Хамракул                       | Узбецька РСР                          | Янгі-Юльський                                         | Нац.   | голова колгоспу імені Кагановича Октябрського району Ташкентської області                                                             |                                   |
| Турсунов Рахімбобо                         | Горно-Бадахшанська автономна область  | Мургабський                                           | Нац.   | 1-й секретар Горно-Бадахшанського обласного комітету КПТадж.                                                                          |                                   |
| Туряниця Іван Іванович                     | Українська РСР                        | Ужгородський                                          | Нац.   | голова виконавчого комітету Закарпатської обласної ради                                                                               | помер 27.03.1955                  |
| Тухікян Нунік Месропівна                   | Вірменська РСР                        | Артикський                                            | Нац.   | міністр комунального господарства Вірменської РСР                                                                                     |                                   |
| Тухтубаєв Іван Іванович                    | Горно-Алтайська автономна область     | Турочакський                                          | Нац.   | голова виконавчого комітету Горно-Алтайської обласної ради                                                                            |                                   |
| Тушевскайте Юзефа Альфонсівна              | Литовська РСР                         | Вільнюський сільський                                 | Нац.   | агроном колгоспу «Мереч тургеляй» Шальчинінкського району                                                                             |                                   |
| Тхілайшвілі Олександр Дурсунович           | Аджарська АРСР                        | Батумі-Шаумянський                                    | Нац.   | голова Ради Міністрів Аджарської АРСР                                                                                                 |                                   |
| Увалієва Камі                              | Казахська РСР                         | Семипалатинський                                      | Нац.   | доярка радгоспу «Чалобай» Чарського району Семипалатинської області                                                                   |                                   |
| Узойкін Олександр Петрович                 | Мордовська АРСР                       | Атяшевський                                           | Нац.   | бригадир тракторної бригади Чукальської МТС Козловського району                                                                       |                                   |
| Ульджабаєв Турсунбай Ульджабайович         | Таджицька РСР                         | Ленінабадський міський                                | Союзу  | секретар ЦК КП Таджикистану |                                   |
| Умаханов Магомед-Салам Іллясович           | Дагестанська АРСР                     | Буйнакський                                           | Нац.   | голова Ради Міністрів Дагестанської АРСР                                                                                              | дообраний 3.03.1957               |
| Умняшкін Дмитро Якович                     | Приморський край                      | Спаський                                              | Союзу  | голова виконавчого комітету Приморської крайової ради                                                                                 |                                   |
| Ундасинов Нуртас Дандібайович              | Казахська РСР                         | Петропавловський сільський                            | Нац.   | слухач Вищої партійної школи при ЦК КПРС                                                                                              |                                   |
| Упенієце Констанція Петрівна               | Латвійська РСР                        | Вілянський                                            | Нац.   | вчителька Дравнієкської 7-річної школи Вілянського району                                                                             |                                   |
| Усейнов Мікаель Алескерович                | Азербайджанська РСР                   | Шемахинський                                          | Нац.   | директор Інституту архітектури і мистецтв АН Азербайджанської РСР                                                                     |                                   |
| Успенський Микола Олексійович              | Воронезька область                    | Воронезький сільський                                 | Союзу  | завідувач кафедри селекції і сім'яноводства польових культур Воронезького сільськогосподарського інституту                            |                                   |
| Устинов Дмитро Федорович                   | Удмуртська АРСР                       | Іжевський-Пастуховський                               | Нац.   | міністр оборонної промисловості СРСР                                                                                                  |                                   |
| Ушанова Олександра Макарівна               | Білоруська РСР                        | Бобруйський                                           | Нац.   | робітниця Бобруйського фанерно-деревообробного комбінату                                                                              |                                   |
| Фабристова Віра Данилівна                  | Калінінська область                   | Новоторзький                                          | Союзу  | старший зоотехнік радгоспу «Селіхово» Новоторзького району                                                                            |                                   |
| Фадєєв Олександр Олександрович             | Чкаловська область                    | Сорочинський                                          | Союзу  | письменник, голова правління Спілки радянських письменників СРСР                                                                      | помер 13.05.1956                  |
| Фардзінова Зарета Балоївна                 | Північно-Осетинська АРСР              | Правобережний                                         | Нац.   | доярка колгоспу імені Коста Хетагурова Нартовського району                                                                            |                                   |
| Федоров Олексій Федорович                  | Житомирська область                   | Житомирський міський                                  | Союзу  | 1-й секретар Житомирського обласного комітету КПУ                                                                                     |                                   |
| Федченко Іван Андрійович                   | Ростовська область                    | Таганрозький                                          | Союзу  | голова виконавчого комітету Ростовської обласної ради                                                                                 |                                   |
| Ферін Михайло Олексійович                  | Башкирська АРСР                       | Дуванський                                            | Нац.   | директор Уфимського моторобудівного заводу                                                                                            |                                   |
| Фейцаренко Ганна Іванівна                  | Курська область                       | Льговський                                            | Союзу  | агроном-селекціонер Льговської селекційної станції                                                                                    |                                   |
| Філатов Іван Миколайович                   | Орловська область                     | Верховський                                           | Союзу  | голова виконавчого комітету Орловської обласної ради                                                                                  |                                   |
| Філіппов Іван Маркелович                   | Українська РСР                        | Ізмаїльський                                          | Нац.   | колишній голова виконавчого комітету Ізмаїльської обласної ради?                                                                      |                                   |
| Філіпов Василь Родіонович                  | Бурят-Монгольська АРСР                | Джидинський                                           | Нац.   | директор Бурят-Монгольського зооветеринарного інституту                                                                               |                                   |
| Філіппова Надія Пилипівна                  | Чуваська АРСР                         | Чебоксарський                                         | Союзу  | начальник рівничного цеху прядильної фабрики № 1 Чебоксарського бавовняного комбінату                                                 |                                   |
| Фірсов Василь Никифорович                  | Черкеська автономна область           | Черкеський сільський                                  | Нац.   | 1-й секретар Черкеського обласного комітету КПРС                                                                                      |                                   |
| Фомічова Єфросинія Олексіївна              | Дагестанська АРСР                     | Махачкалинський міський                               | Нац.   | помічник майстра Махачкалинської прядильної фабрики імені III-го Інтернаціоналу                                                       |                                   |
| Фрейдкіна Рахіль Григорівна                | Єврейська автономна область           | Біробіджанський                                       | Нац.   | агроном колгоспу «33-я річниця Жовтня» Біробіджанського району                                                                        |                                   |
| Фрідріхсон Мілда Петрівна                  | Латвійська РСР                        | Цесіський                                             | Нац.   | свинарка колгоспу «Сарканайс Октобріс» Цесіського району                                                                              |                                   |
| Фролов Валеріан Олександрович              | Архангельська область                 | Котласький                                            | Союзу  | командувач військ Біломорського військового округу, генерал-полковник                                                                 |                                   |
| Фролова Серафима Іванівна                  | Молотовська область                   | Молотовський міський                                  | Союзу  | інженер-технолог заводу (м. Молотов)                                                                                                  |                                   |
| Фрунза Марія Петрівна                      | Молдавська РСР                        | Резинський                                            | Нац.   | голова виконавчого комітету Трифештської сільської ради Резинського району                                                            |                                   |
| Фурцева Катерина Олексіївна                | Москва                                | Куйбишевський                                         | Союзу  | 2-й секретар Московського міського комітету КПРС                                                                                      |                                   |
| Хабібулліна Рабіга Хісматівна              | Башкирська АРСР                       | Туймазинський                                         | Нац.   | 1-й секретар Туймазинського районного комітету КПРС                                                                                   |                                   |
| Хакімова Роза Юлдашівна                    | Таджицька РСР                         | Ура-Тюбинський                                        | Нац.   | голова виконавчого комітету Ура-Тюбинської міської ради                                                                               |                                   |
| Халікова Саїда Ахмедівна                   | Таджицька РСР                         | Тавіль-Даринський                                     | Нац.   | секретар ЦК КП(б) Таджикистану; заступник голови Президії Верховної Ради Таджицької РСР                                               |                                   |
| Халмуратов Уразмет                         | Кара-Калпацька АРСР                   | Тахта-Купирський                                      | Нац.   | головний хірург Кара-Калпацької республіканської лікарні                                                                              |                                   |
| Ханов Реджеп                               | Туркменська РСР                       | Небіт-Дагський                                        | Нац.   | майстер підземного ремонту промислу № 4 об'єднання «Туркменнафта»                                                                     |                                   |
| Харитон Віра Йосипівна                     | Білоруська РСР                        | Мінський сільський                                    | Нац.   | завідувач свиноферми колгоспу «Победа» Дзержинського району                                                                           |                                   |
| Харитон Юлій Борисович                     | Ленінград                             | Калінінський                                          | Союзу  | академік АН СРСР, головний конструктор і науковий керівник КБ-11 (Арзамас-16)                                                         |                                   |
| Харін Петро Романович                      | Великолуцька область                  | Торопецький                                           | Союзу  | голова виконавчого комітету Великолуцької обласної ради                                                                               |                                   |
| Харламов Микола Михайлович                 | Естонська РСР                         | Пярнуський                                            | Союзу  | командувач 8-го флоту Балтійського моря, адмірал                                                                                      |                                   |
| Хасанов Мазіт Газізович                    | Башкирська АРСР                       | Туймазинський                                         | Союзу  | голова колгоспу імені Карла Маркса Бакалинського району                                                                               |                                   |
| Хафізов Вагіз Хафізович                    | Татарська АРСР                        | Бугульминський                                        | Союзу  | голова колгоспу «Уныш» Ново-Писм'янського району                                                                                      |                                   |
| Хахалов Олександр Уладайович               | Бурят-Монгольська АРСР                | Улан-Уденський сільський                              | Союзу  | 1-й секретар Бурят-Монгольського обласного комітету КПРС                                                                              |                                   |
| Хашимова Ібодат Хашимівна                  | Узбецька РСР                          | Андижанський                                          | Союзу  | заступник завідувача Андижанським обласним відділу охорони здоров'я                                                                   |                                   |
| Хворостухін Олексій Іванович               | Іркутська область                     | Іркутський                                            | Союзу  | 1-й секретар Іркутського обласного комітету КПРС                                                                                      |                                   |
| Хетагурова Тамара Солтанівна               | Північно-Осетинська АРСР              | Ленінський                                            | Нац.   | міністр фінансів Північно-Осетинської АРСР                                                                                            |                                   |
| Хмарук Анастасія Савівна                   | Вінницька область                     | Бершадський                                           | Союзу  | 1-й секретар Ольгопільського районного комітету КПУ                                                                                   |                                   |
| Хмельов Іван Федорович                     | Черкеська автономна область           | Черкеський міський                                    | Нац.   | слюсар Черкеського машинобудівного заводу «Молот»                                                                                     |                                   |
| Ходжаєв Джура                              | Кара-Калпацька АРСР                   | Муйнакський                                           | Нац.   | голова Узбецької республіканської ради профспілок                                                                                     |                                   |
| Хорава Акакій Олексійович                  | Грузинська РСР                        | Гегечкорський                                         | Нац.   | директор Грузинського державного театру імені Руставелі, народний артист СРСР                                                         |                                   |
| Хоруженко Ольга Петрівна                   | Краснодарський край                   | Краснодарський міський                                | Союзу  | бригадир маргаринового заводу Краснодарського масложиркомбінату                                                                       |                                   |
| Хотенков Іван Ілліч                        | Сталінська область                    | Макіївський                                           | Союзу  | майстер прокатного стану № 2 Макіївського металургійного заводу імені Кірова                                                          |                                   |
| Хохлов Іван Сергійович                     | РРФСР                                 | Московський сільський                                 | Нац.   | голова правління Центральної спілки споживчих товариств (Центросоюзу)                                                                 |                                   |
| Храмков Іван Петрович                      | Казахська РСР                         | Кустанайський                                         | Нац.   | 1-й секретар Кустанайського обласного комітету КПКаз.                                                                                 |                                   |
| Хрущов Микита Сергійович                   | Москва                                | Калінінський                                          | Союзу  | 1-й секретар ЦК КПРС |                                   |
| Хуусарі Віктор Ерікович                    | Карело-Фінська РСР                    | Кондопозький                                          | Нац.   | майстер шліфувального цеху Кондпозького целюльозно-паперового комбінату                                                               |                                   |
| Цанько Федір Семенович                     | Закарпатська область                  | Ужгородський                                          | Союзу  | електропильник Свалявського ліспромгоспу Свалявського району                                                                          |                                   |
| Цвєткова Єлизавета Іванівна                | Ленінградська область                 | Гатчинський                                           | Союзу  | завідувач Базової школи міста Гатчини, заслужений вчитель шкіл РРФСР                                                                  |                                   |
| Цибенко Костянтин Остапович                | Українська РСР                        | Сумський                                              | Нац.   | голова колгоспу «Більшовик» Шосткинського району Сумської області                                                                     |                                   |
| Цимакурідзе Кіндрат Сократович             | Грузинська РСР                        | Самтредський                                          | Нац.   | заступник голови Ради Міністрів Грузинської РСР                                                                                       |                                   |
| Циммер Ріхард Карлович                     | Естонська РСР                         | Тартуський сільський                                  | Нац.   | директор Алатсківіської МТС Калластеського району                                                                                     |                                   |
| Цитлідзе Гіві Акакійович                   | Грузинська РСР                        | Чохатаурський                                         | Нац.   | голова колгоспу імені Леніна Махарадзевського району                                                                                  |                                   |
| Цицин Микола Васильович                    | Москва                                | Щербаковський                                         | Союзу  | академік, завідувач лабораторії віддаленої гібридизації, директор Головного ботанічного саду АН СРСР                                  |                                   |
| Цуркан Кирило Іванович                     | Молдавська РСР                        | Каушанський                                           | Нац.   | міністр промисловості продовольчих товарів Молдавської РСР                                                                            |                                   |
| Чавидак Кара-оол Сандакович                | Тувинська автономна область           | Кизил-Мажаликський                                    | Нац.   | дільничий механік Кизил-Мажалицької МТС Барун-Хемчицького району                                                                      |                                   |
| Чачава Михайло Костянтинович               | Аджарська АРСР                        | Хелвачаурський                                        | Нац.   | завідувач кафедри госпітальної хірургії Тбіліського державного медичного інституту                                                    |                                   |
| Чебан Іван Дмитрович                       | Молдавська РСР                        | Липканський                                           | Нац.   | директор Кишинівського педагогічного інституту, письменник                                                                            |                                   |
| Чебан Тамара Савеліївна                    | Молдавська РСР                        | Тараклійський                                         | Нац.   | солістка оркестру народних інструментів Ансамблю пісні і танцю «Флуераш» Молдавської державної філармонії                             |                                   |
| Чекменьов Дмитро Родіонович                | Кабардинська АРСР                     | Октябрський                                           | Нац.   | старший майстер Нальчицького машинобудівного заводу                                                                                   |                                   |
| Челищева Ольга Олексіївна                  | Смоленська область                    | Демидівський                                          | Союзу  | бригадир тракторної бригади Зарубинської МТС Руднянського району                                                                      |                                   |
| Чеплаков Петро Федорович                   | Сахалінська область                   | Холмський                                             | Союзу  | 1-й секретар Сахалінського обласного комітету КПРС                                                                                    |                                   |
| Черепухін Семен Іванович                   | Курська область                       | Щигровський                                           | Союзу  | голова виконавчого комітету Курської обласної ради                                                                                    |                                   |
| Черкасов Микола Костянтинович              | Ленінградська область                 | Лодейнопольський                                      | Союзу  | артист Ленінградського академічного театру драми імені О. С. Пушкіна, народний артист СРСР                                            |                                   |
| Чернелевський Іван Іванович                | Дрогобицька область                   | Стрийський                                            | Союзу  | складач поїздів депо станції Стрий Львівської залізниці                                                                               |                                   |
| Чернєцова Надія Антонівна                  | Карело-Фінська РСР                    | Заонезький                                            | Нац.   | секретар Заонезького районного комітету КПРС                                                                                          |                                   |
| Черников Семен Іванович                    | Красноярський край                    | Абаканський                                           | Союзу  | заступник голови виконавчого комітету Красноярської крайової ради                                                                     |                                   |
| Чернишов Василь Юхимович                   | Калінінградська область               | Калінінградський міський                              | Союзу  | 1-й секретар Калінінградського обласного комітету КПРС                                                                                |                                   |
| Чернова Тетяна Олександрівна               | Великолуцька область                  | Опочецький                                            | Союзу  | зоотехнік колгоспу «Знамя труда» Невельського району                                                                                  |                                   |
| Черноярова Надія Миколаївна                | Хабаровський край                     | Хабаровський міський                                  | Союзу  | доцент Хабаровського медичного інституту                                                                                              |                                   |
| Черченко Мотрона Михайлівна                | Сумська область                       | Роменський                                            | Союзу  | голова колгоспу імені Тельмана Роменського району                                                                                     |                                   |
| Чеусова Парасковія Сергіївна               | Комі АРСР                             | Сиктивдинський                                        | Нац.   | бригадир овочівницької бригади колгоспу імені Мічуріна Сиктивдинського району                                                         |                                   |
| Чеховський Олександр Павлович              | Ростовська область                    | Сальський                                             | Союзу  | голова колгоспу імені Сталіна Сальського району                                                                                       |                                   |
| Чибіров Христофор Тадіозович               | Північно-Осетинська АРСР              | Коста-Хетагуровський                                  | Нац.   | директор Північно-Осетинського педагогічного інституту                                                                                |                                   |
| Чиковані Михайло Герасимович               | Абхазька АРСР                         | Сухумі-Ленінський                                     | Нац.   | 1-й секретар Сухумського міського комітету КПГ                                                                                        |                                   |
| Чимба Олександр Манигійович                | Тувинська автономна область           | Кизилський міський                                    | Нац.   | голова виконавчого комітету Тувинської обласної ради                                                                                  |                                   |
| Чиналієва Калийча                          | Киргизька РСР                         | Наринський                                            | Нац.   | старший чабан колгоспу імені Жданова Акталінського району                                                                             |                                   |
| Чистяков Віктор Миколайович                | Арзамаська область                    | Кулебацький                                           | Союзу  | вальцювальник Виксунського металургійного заводу                                                                                      |                                   |
| Чистяков Іван Михайлович                   | Військовий виборчий округ             |                                                       | Союзу  | 1-й заступник командувача військ Закавказького військового округу, генерал-полковник                                                  |                                   |
| Чичинадзе Давид Олексійович                | Грузинська РСР                        | Тбіліський-Сталінський                                | Нац.   | голова виконавчого комітету Ленінської районної ради міста Тбілісі                                                                    |                                   |
| Чочуа Андрій Максимович                    | Абхазька АРСР                         | Очамчирський сільський                                | Нац.   | голова Президії Верховної Ради Абхазької АРСР                                                                                         |                                   |
| Чубінідзе Мирон Дмитрович                  | Грузинська РСР                        | Тбіліський-ім.26 Комісарів                            | Нац.   | голова Президії Верховної Ради Грузинської РСР                                                                                        |                                   |
| Чудесов Олександр Федорович                | Таджицька РСР                         | Таджикабадський                                       | Нац.   | командир 119-го горнострілецького корпуса Туркестанського військового округу, генерал-лейтенант                                       | помер 25.08.1956                  |
| Чудинова Маріанна Олексіївна               | Якутська АРСР                         | Якутський південний                                   | Союзу  | заступник директора Якутського педагогічного інституту                                                                                |                                   |
| Чуйков Василь Іванович                     | Черкаська область                     | Смілянський                                           | Союзу  | командувач військ Київського військового округу, генерал армії                                                                        |                                   |
| Чулада Йонас Вінцович                      | Литовська РСР                         | Расейнський                                           | Союзу  | голова виконавчого комітету Кельмеської районної ради                                                                                 |                                   |
| Чулетов Мурат                              | Туркменська РСР                       | Ашхабадський-Сталінський                              | Нац.   | машиніст тепловозу депо станції Ашхабад                                                                                               |                                   |
| Чумаков Григорій Тимофійович               | Чкаловська область                    | Чкаловський сільський                                 | Союзу  | голова колгоспу імені Фрунзе Саракташського району                                                                                    |                                   |
| Чундоков Ібрагім Саїдович                  | Адигейська автономна область          | Кошехабльський                                        | Нац.   | голова виконавчого комітету Адигейської обласної ради                                                                                 |                                   |
| Чураєв Віктор Михайлович                   | Житомирська область                   | Житомирський сільський                                | Союзу  | 1-й заступник завідувача відділу партійних, профспілкових і комсомольських органів ЦК КПРС                                            |                                   |
| Чурін Гнат Лукич                           | Молотовська область                   | Чусовський                                            | Союзу  | машиніст електровоза депо станції Чусовська Свердловської залізниці                                                                   |                                   |
| Чуркін Василь Нестерович                   | Киргизька РСР                         | Таласький                                             | Нац.   | 2-й секретар ЦК КП Киргизії |                                   |
| Чурсинов Іван Іванович                     | Свердловська область                  | Первоуральський                                       | Союзу  | майстер трубопрокатного цеху № 4 Первоуральського новотрубного заводу                                                                 |                                   |
| Чутких Олександр Степанович                | Москва                                | Кіровський                                            | Союзу  | технічний майстер Краснохолмського камвольного комбінату                                                                              |                                   |
| Чуфаров Григорій Іванович                  | Свердловська область                  | Свердловський-Сталінський                             | Союзу  | ректор Уральського державного університету імені М.Горького                                                                           |                                   |
| Чухно Андрій Васильович                    | Ставропольський край                  | Георгіївський                                         | Союзу  | голова колгоспу «Коммунистический маяк» Аполонського району                                                                           |                                   |
| Чухно Парасковія Григорівна                | Житомирська область                   | Новоград-Волинський                                   | Союзу  | голова колгоспу імені Леніна Довбишського району                                                                                      |                                   |
| Шабаліна Ганна Іванівна                    | Кіровська область                     | Котельницький                                         | Союзу  | комбайнер Калінінської МТС Котельницького району                                                                                      |                                   |
| Шадаров Озен Шездуйович                    | Бурят-Монгольська АРСР                | Бічурський                                            | Нац.   | 1-й секретар Мухоршибірського районного комітету КПРС                                                                                 |                                   |
| Шадріна Ганна Іванівна                     | Куйбишевська область                  | Кінельський                                           | Союзу  | головний зоотехнік Сколковської МТС Кінельського району                                                                               |                                   |
| Шалигіна Євдокія Андріївна                 | Кіровська область                     | Омутнинський                                          | Союзу  | свинарка колгоспу імені Сталіна Фаленського району                                                                                    |                                   |
| Шапошникова Олександра Андріївна           | Північно-Осетинська АРСР              | Затеречний                                            | Нац.   | вчителька середньої школи № 21 міста Орджонікідзе                                                                                     |                                   |
| Шарабан Яків Миколайович                   | Сталінська область                    | Краматорський                                         | Союзу  | токар Старо-Краматорського машинобудівного заводу імені Орджонікідзе                                                                  |                                   |
| Шаріманян Седрак Семенович                 | Вірменська РСР                        | Ахтинський                                            | Нац.   | професор, завідувач кафедри загальної хірургії Єреванського державного медичного інституту                                            | дообраний 30.10.1955              |
| Шаріпова Гавгар                            | Таджицька РСР                         | Кулябський                                            | Нац.   | завідувач Кулябської районної контори «Райшовк»                                                                                       |                                   |
| Шаріфов Нажмутдін Шаріфович                | Дагестанська АРСР                     | Дербентський                                          | Нац.   | директор Берікейської МТС Дербентського району                                                                                        |                                   |
| Шаталін Микола Миколайович                 | Владимирська область                  | Александровський                                      | Союзу  | секретар ЦК КПРС |                                   |
| Шафенков Михайло Андрійович                | Челябінська область                   | Златоустівський                                       | Союзу  | старший майстер Усть-Катавського вагонобудівного заводу                                                                               |                                   |
| Шацький Іван Петрович                      | Краснодарський край                   | Армавірський                                          | Союзу  | бригадир тракторної бригади Михайлівської МТС Курганинського району                                                                   |                                   |
| Шашков Зосима Олексійович                  | Карело-Фінська РСР                    | Медвежегірський                                       | Нац.   | міністр морського і річкового флоту СРСР                                                                                              |                                   |
| Шаяхметов Жумабай                          | Казахська РСР                         | Туркестанський                                        | Нац.   | член ЦК КПКаз; 1-й секретар Південно-Казахстанського обласного комітету КПКаз.                                                        |                                   |
| Шверник Микола Михайлович                  | РРФСР                                 | Свердловський                                         | Нац.   | голова Президії Всесоюзної центральної ради професійних спілок                                                                        |                                   |
| Швецов Василь Іванович                     | Військовий виборчий округ             |                                                       | Союзу  | командувач 39-ї армії Далекосхідного військового округу, генерал-лейтенант                                                            |                                   |
| Шебзухова Наталія Данилівна                | Кабардинська АРСР                     | Нагорний                                              | Нац.   | вчителька Камлюкської середньої школи Зольського району                                                                               |                                   |
| Шевченко Федір Йосипович                   | Узбецька РСР                          | Самаркандський міський                                | Нац.   | мікробіолог, професор Самаркандського державного університету                                                                         | дообраний 28.08.1955              |
| Шевчук Амвросій Михайлович                 | Львівська область                     | Золочівський                                          | Союзу  | голова колгоспу «Перемога» Красненського району                                                                                       |                                   |
| Шевчук Григорій Іванович                   | Тернопільська область                 | Чортківський                                          | Союзу  | 1-й секретар Тернопільського обласного комітету КПУ                                                                                   |                                   |
| Шеклашвілі Шалва Спиридонович              | Грузинська РСР                        | Чіатурський                                           | Нац.   | керуючий тресту «Чіатурмарганець» |                                   |
| Шелепін Олександр Миколайович              | РРФСР                                 | Сєверний                                              | Нац.   | 1-й секретар ЦК ВЛКСМ |                                   |
| Шепелєва Анастасія Павлівна                | Липецька область                      | Єлецький                                              | Союзу  | голова колгоспу «Родина» Краснинського району                                                                                         |                                   |
| Шепель Ганна Прокопівна                    | Полтавська область                    | Гадяцький                                             | Союзу  | агроном колгоспу імені Калініна Сенчанського району                                                                                   |                                   |
| Шепетко Спиридон Федорович                 | Челябінська область                   | Троїцький                                             | Союзу  | голова колгоспу «Украина» Варненського району                                                                                         |                                   |
| Шепілов Дмитро Трохимович                  | РРФСР                                 | Краснодарський                                        | Нац.   | головний редактор газети «Правда» |                                   |
| Шинкаренко Федір Іванович                  | Полтавська область                    | Лубенський                                            | Союзу  | командувач військ протиповітряної оборони Київського району, генерал-майор                                                            |                                   |
| Шипілов Борис Семенович                    | Краснодарський край                   | Тимашовський                                          | Союзу  | 1-й секретар Тимашовського районного комітету КПРС                                                                                    |                                   |
| Ширков Іван Пігасович                      | Москва                                | Ждановський                                           | Союзу  | бригадир мулярів, інструктор стахановських методів праці Мосжитлобуду                                                                 |                                   |
| Ширмамедов Хезрет                          | Туркменська РСР                       | Іолотанський                                          | Нац.   | 1-й секретар ЦК ЛКСМ Туркменистану |                                   |
| Шитиков Олексій Павлович                   | Єврейська автономна область           | Ленінський-Сталінський                                | Нац.   | 1-й секретар обласного комітету КПРС Єврейської автономної області                                                                    |                                   |
| Шкахов Хамід Махмудович                    | Кабардинська АРСР                     | Прималкинський                                        | Нац.   | голова колгоспу імені Чапаєва Прималкинського району                                                                                  |                                   |
| Школьников Олексій Михайлович              | Тамбовська область                    | Тамбовський                                           | Союзу  | 1-й секретар Тамбовського обласного комітету КПРС                                                                                     |                                   |
| Шолкін Павло Дмитрович                     | Новосибірська область                 | Новосибірський сільський                              | Союзу  | машиніст-інструктор локомотивного депо станції Інська Томської залізниці                                                              |                                   |
| Шолохов Михайло Олександрович              | РРФСР                                 | Ростовський                                           | Нац.   | письменник, академік АН СРСР |                                   |
| Штейман Станіслав Іванович                 | Костромська область                   | Буйський                                              | Союзу  | старший зоотехнік племінного радгоспу «Караваево» Костромського району                                                                |                                   |
| Штиков Терентій Хомич                      | Новгородська область                  | Новгородський                                         | Союзу  | 1-й секретар Новгородського обласного комітету КПРС                                                                                   |                                   |
| Шульга Антоніна Іванівна                   | Запорізька область                    | Мелітопольський                                       | Союзу  | директор середньої школи № 10 міста Мелітополя                                                                                        |                                   |
| Шульга Яків Митрофанович                   | Сумська область                       | Лебединський                                          | Союзу  | бригадир тракторної бригади Лебединської МТС Лебединського району                                                                     |                                   |
| Шумаускас Мотеюс Юозович                   | Литовська РСР                         | Алітуський                                            | Союзу  | заступник голови Ради Міністрів Литовської РСР                                                                                        |                                   |
| Шумилов Михайло Степанович                 | Воронезька область                    | Розсошанський                                         | Союзу  | командувач військ Воронезького військового округу, генерал-полковник                                                                  |                                   |
| Щепакін Михайло Дмитрович                  | Тульська область                      | Тульський міський                                     | Союзу  | головний механік Тульського збройного заводу                                                                                          |                                   |
| Щербак Пилип Кузьмич                       | Станіславська область                 | Печеніжинський                                        | Союзу  | 1-й секретар Станіславського обласного комітету КПУ                                                                                   |                                   |
| Щолоков Микола Онисимович                  | Молдавська РСР                        | Корнештський                                          | Нац.   | 1-й заступник голови Ради Міністрів Молдавської РСР                                                                                   |                                   |
| Юдін Євген Якович                          | Комі АРСР                             | Ухтинський                                            | Нац.   | начальник Ухтинського комбінату МВС СРСР                                                                                              |                                   |
| Юдін Павло Олександрович                   | Смоленська область                    | Смоленський міський                                   | Союзу  | міністр промисловості будівельних матеріалів СРСР                                                                                     | помер 10.04.1956                  |
| Юдін Павло Федорович                       | Орловська область                     | Ливенський                                            | Союзу  | надзвичайний і повноважний посол СРСР в Китайській Народній Республіці (КНР)                                                          |                                   |
| Юсупов Усман                               | Узбецька РСР                          | Фархадський                                           | Союзу  | голова Ради Міністрів Узбецької РСР                                                                                                   |                                   |
| Ягодін Дмитро Миколайович                  | Бурят-Монгольська АРСР                | Улан-Уденський сільський                              | Нац.   | машиніст паровозного депо станції Улан-Уде                                                                                            |                                   |
| Якобсон Аугуст Міхкелевич                  | Естонська РСР                         | Хаапсалуський                                         | Нац.   | голова Президії Верховної Ради Естонської РСР                                                                                         |                                   |
| Яковлєв Іван Дмитрович                     | Новосибірська область                 | Тарський                                              | Союзу  | 1-й секретар Новосибірського обласного комітету КПРС                                                                                  |                                   |
| Яковлєв Олександр Сергійович               | Горьковська область                   | Горьковський-Свердловський                            | Союзу  | авіаконструктор, головний конструктор Особливого конструкторського бюро                                                               |                                   |
| Яковлєв Сергій Якович                      | Казахська РСР                         | Карагандинський сільський                             | Союзу  | 1-й секретар Карагандинського обласного комітету КПКаз.                                                                               |                                   |
| Якубов Нор                                 | Узбецька РСР                          | Джизацький                                            | Нац.   | 1-й секретар Самаркандського обласного комітету КПУз.                                                                                 |                                   |
| Яловенко Федір Іванович                    | Молдавська РСР                        | Тираспольський                                        | Союзу  | директор Рашковської МТС Каменського району                                                                                           |                                   |
| Ямзін Юхим Ісакович                        | національні округи                    | Ямало-Ненецький національний округ                    | Нац.   | 1-й секретар Тазовського районного комітету КПРС                                                                                      |                                   |
| Янушкене Агота Мотіївна                    | Литовська РСР                         | Біржайський                                           | Нац.   | голова колгоспу «Мусу Атейтіс» Іонішкельського району                                                                                 |                                   |
| Ярошенко Степан Климентійович              | Харківська область                    | Куп'янський                                           | Союзу  | голова колгоспу «8-е Березня» Куп'янського району                                                                                     |                                   |
| Яснов Михайло Олексійович                  | Москва                                | Москворецький                                         | Союзу  | голова виконавчого комітету Московської міської ради                                                                                  |                                   |
| Ячменьова Ніна Іванівна                    | Білоруська РСР                        | Оршанський                                            | Нац.   | робітниця Оршанського льонокомбінату                                                                                                  |                                   |